# Raphaël (peintre)
Pour les articles homonymes, voir Raphaël.
Raphaël, nom francisé de Raffaello Sanzio (aussi nommé Raffaello Santi, Raffaello da Urbino, Raffaello Sanzio da Urbino), est un peintre et architecte italien de la Haute Renaissance, né le 28 mars ou 6 avril 1483 à Urbino dans les Marches italiennes et mort le 6 avril 1520 à Rome.
Son travail est admiré pour sa clarté de forme, sa facilité de composition et sa réalisation visuelle de l'idéal néoplatonicien de la grandeur humaine. Avec Michel-Ange et Léonard de Vinci, il forme la trinité traditionnelle des grands maîtres de cette période. Considéré comme l'un des plus grands artistes de tous les temps, son expérience est jugée comme profondément innovante pour ses nombreuses œuvres emblématiques et pour la manière dont elles ont été produites en utilisant un atelier très structuré et composé par de nombreux professionnels d'excellent niveau. La « manière » de Raphaël est d'une importance vitale pour le développement du langage artistique des siècles suivants à la fois pour l'émulation à travers ses collaborateurs qui ont perpétué sa langue pendant des décennies à travers l'Europe, recueillie par l'école du maniérisme, et par contraste à travers le rejet de l'œuvre Raphaélesque initiée par Le Caravage.
Son influence sur l'histoire de l'art occidental est particulièrement étendue. Établi comme modèle fondamental pour toutes les académies des beaux-arts jusqu'à la première moitié du XIXe siècle, le mythe de Raphaël atteint l'avant-garde du XXe siècle,, et l'art contemporain du XXIe siècle,, au point de toucher d'autres arts comme le cinéma et la bande dessinée.
Raphaël est un artiste « à 360 degrés », car pendant sa courte vie, il est peintre, architecte et poète. Il est extrêmement productif, dirigeant un atelier inhabituellement important et, malgré sa mort prématurée à 37 ans, laisse un travail considérable. Beaucoup de ses œuvres se trouvent au palais du Vatican, où les Chambres de Raphaël ornées de fresques, sont considérées comme l'œuvre centrale de sa carrière. L'œuvre la plus connue est l'École d'Athènes dans la Chambre de la Signature. Après ses premières années à Rome, une grande partie de son travail a été exécutée par son atelier à partir de ses dessins, avec une perte de qualité considérable. Il a été extrêmement influent de son vivant, bien qu'en dehors de Rome, son travail soit surtout connu grâce à des estampes.
Après sa mort, l'influence de son grand rival Michel-Ange est plus répandue jusqu'aux XVIIIe et XIXe siècles, lorsque les qualités plus sereines et harmonieuses de Raphaël sont à nouveau considérées comme des modèles de première importance. Sa carrière se décline en trois phases et trois styles décrits en premier par Giorgio Vasari : ses premières années en Ombrie, puis une période d'environ quatre ans (1504-1508) pendant laquelle il s'imprègne des traditions et innovations artistiques de Florence, suivie de ses douze dernières années trépidantes et triomphantes à Rome, travaillant pour deux papes et leurs proches collaborateurs.
Son père est le peintre de la cour du souverain de la petite ville hautement cultivée d'Urbino. Il meurt quand Raphael a onze ans, lequel semble avoir joué un rôle dans la gestion de l'atelier familial à partir de ce moment. Il se forme dans l'atelier du Pérugin et est décrit comme un « maître » pleinement formé en 1500. Il travaille dans ou pour plusieurs villes du nord de l'Italie jusqu'à ce qu'en 1508, il s'installe à Rome à l'invitation du pape, pour travailler au palais du Vatican. Il reçoit des commandes importantes dans la ville, et commence à intervenir aussi comme architecte. Il est encore à l'apogée de sa gloire à sa mort en 1520.

## Biographie

### Contexte

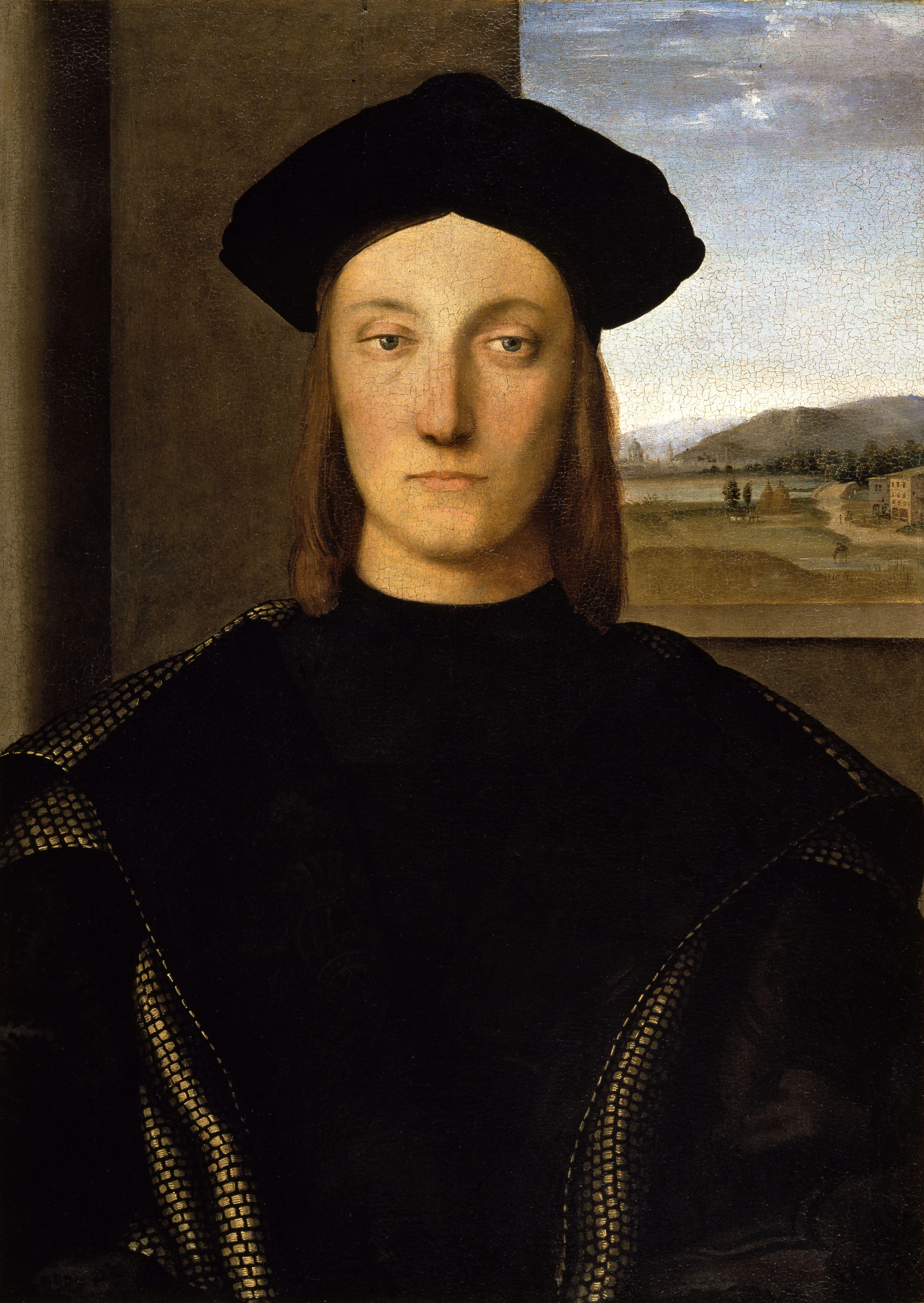
Portrait de Guidobaldo da Montefeltro, duc d'Urbino de 1482 à 1508, vers 1507, galerie des Offices.

Raffaello Santi ou Sanzio, dit Raphaël, peintre de la Haute Renaissance, est le fils de Giovanni Santi, peintre et poète officiel de la cour du duc d'Urbin, Frédéric III de Montefeltro, l'un des princes les plus célèbres et protecteur des arts, de la Renaissance en Italie, et de Màgia di Battista Ciarla, fille d'un négociant d'Urbino.
Il naît le 6 avril 1483 à Urbino dans la région des Marches qui est alors un foyer artistique de grande réputation à l’aube du XVIe siècle,. La réputation de la cour a été établie par Frédéric III de Montefeltro, un condottiere très prospère qui est créé duc d'Urbino par le pape Sixte IV - Urbino faisait partie des États pontificaux - et qui meurt l'année avant la naissance de Raphaël. L'intérêt de la cour de Frédéric est plus littéraire qu'artistique, mais Giovanni Santi est aussi une sorte de poète. Il a écrit une chronique rimée de la vie de Frédéric III, et tous deux écrivaient les textes et concevaient le décor des divertissements de cour. Son poème à Frédéric le montre aussi désireux de montrer sa connaissance des peintres du nord de l'Italie les plus avancés, ainsi que des primitifs flamands. Dans la toute petite cour d'Urbino, il était probablement mieux intégré dans le cercle central de la famille régnante que les autres peintres de la cour.
Le fils de Frédéric, Guidobaldo de Montefeltro, qui a épousé Elisabeth de Mantoue, fille du souverain de Mantoue, la plus brillante des plus petites cours italiennes pour la musique et les arts visuels, lui succède. La cour d'Urbino reste un centre de culture littéraire. Grandir dans le cercle de cette petite cour permet à Raphaël d'acquérir les excellentes manières et les compétences sociales soulignées par Vasari. La vie à la cour d'Urbino juste après cette période, allait devenir le modèle des vertus de la cour humaniste italienne grâce à sa représentation par Baldassare Castiglione dans son ouvrage Le livre du courtisan publié en 1528. Castiglione s'installe à Urbino en 1504, lorsque Raphaël n'y est plus basé, mais qu'il visite fréquemment ; ils deviennent de bons amis. Raphaël est proche d'autres visiteurs réguliers de la cour : Pietro Bibbiena et Pietro Bembo, tous deux plus tard cardinaux, sont déjà bien connus en tant qu'écrivains, et seront plus tard présents à Rome lorsque Raphaël y demeurera. L'artiste se mêle facilement aux cercles les plus élevés tout au long de sa vie, un des facteurs qui tend à donner une impression trompeuse de facilité à sa carrière. Il n'a cependant pas reçu une éducation humaniste complète ; on ne sait pas, par exemple, avec quelle facilité il lisait le latin.

### Jeunesse (1483-1504)

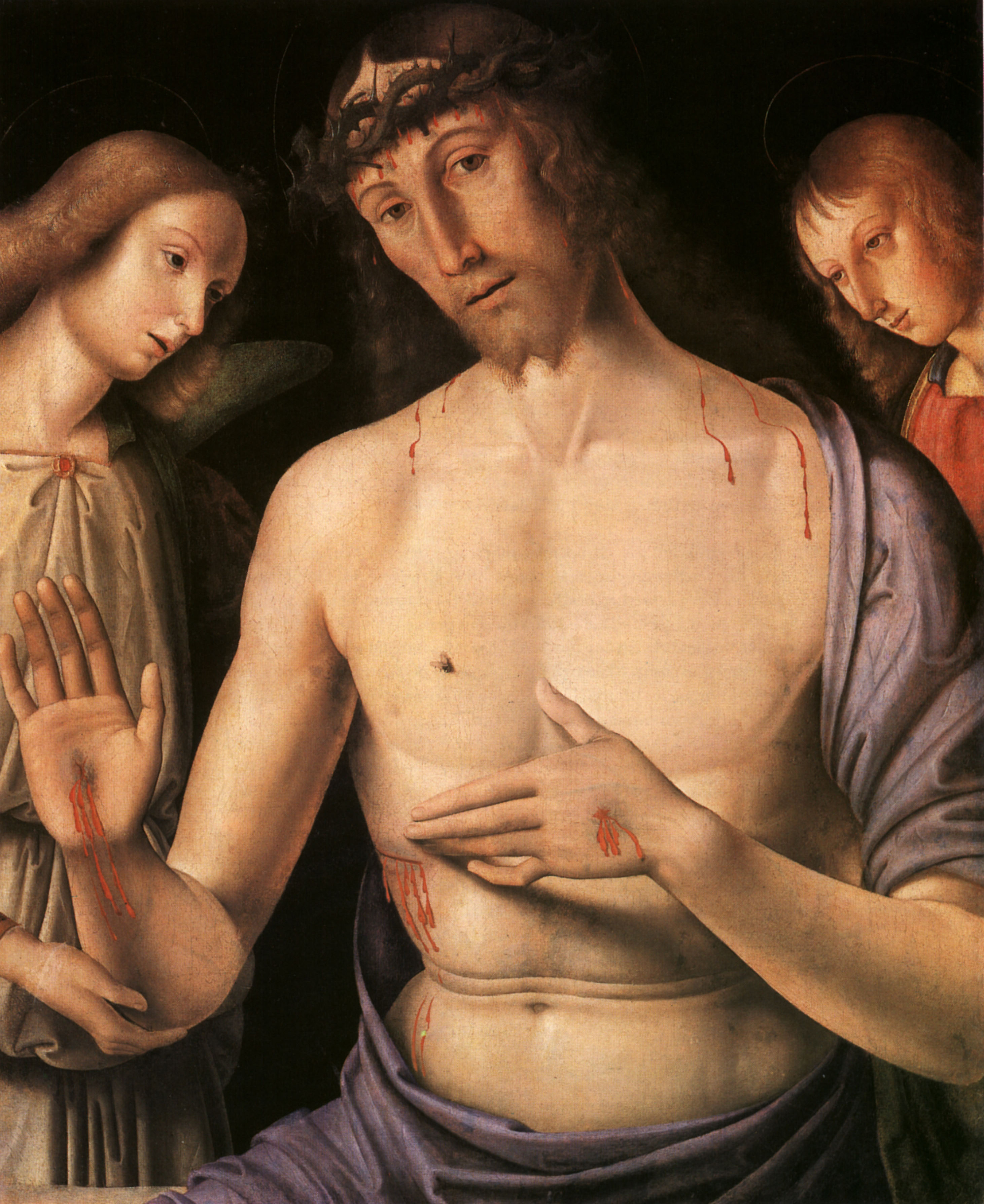
Giovanni Santi, Le Christ soutenu par deux anges, vers 1490.

#### Enfance (1483-1493)
Raphaël nait donc à Urbino « l'année 1483, le Vendredi saint à trois heures du matin, d'un Giovanni de 'Santi, un peintre pas très excellent, mais si bien un homme de bon génie et capable de diriger ses enfants sur ce bon chemin que la chance qui ne lui avait pas été montré dans sa jeunesse ». Le Vendredi saint de 1483 correspond au 28 mars, mais il existe une autre version selon laquelle le jour de naissance du maître d'Urbino est le 6 avril, comme en témoigne la lettre de Marcantonio Michiel à Antonio Marsilio (confirmée par l'épitaphe que l'on croyait être l'œuvre de Pietro Bembo et aujourd'hui attribuée au poète Antonio Tebaldeo) qui souligne comment la date du jour et l'heure de la mort de Raphaël, coïncidant apparemment avec celles de Jésus-Christ - 3 heures du matin le 6 avril, vendredi avant Pâques - correspondent exactement à la date de sa naissance. Le décalage des sources et le statut légendaire et quasi religieux atteint par l'artiste vivant, qui a généré de nombreux récits apocryphes, ne permet pas de connaître la date de sa naissance avec certitude.
Raphael est le premier et unique fils de Giovanni Santi et de Magia di Battista di Nicola Ciarla ; le patronyme « Sanzio », avec lequel il est connu, est l'une des déclinaisons possibles de « Santi » dérivé du latin « Sancti », avec lequel Raphaël signera habituellement ses œuvres dans sa maturité. Sa mère meurt le 7 octobre 1491, alors que Raphaël a huit ans. Son père se remarie peu après avec une certaine Berardina di Piero di Parte, avec qui il a une fille, Elisabetta. Par la suite, à la mort de Giovanni Santi, les membres de sa famille auront des problèmes juridiques avec les deux femmes pour des raisons financières.

#### Première formation artistique

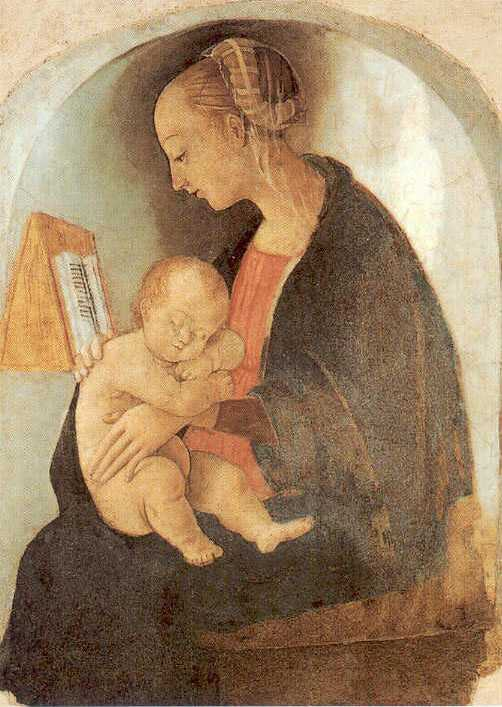
Madone de Casa Santi, datée de 1498, première œuvre connue de Raphaël.

Le fait d'être né et d'avoir passé sa jeunesse à Urbino, qui est alors un centre artistique de première importance où rayonne les idéaux de la Renaissance en Italie et en Europe, est déterminant dans la formation de Raphaël. Ayant accès avec son père aux salles du Palais ducal, il y peut étudier les œuvres de Piero della Francesca, Luciano Laurana, Francesco di Giorgio Martini, Pedro Berruguete, Joos van Wassenhove, Antonio del Pollaiolo, Melozzo da Forlì et autres. Il entre en contact avec les œuvres de Paolo Uccello, ancien peintre de la cour (décédé en 1475), et de Luca Signorelli, qui jusqu'en 1498 est basé à Città di Castello, à proximité d'Urbino.
D'après Giorgio Vasari, Raphaël apprend probablement les bases techniques du dessin et de la peinture de son père qui, au moins à partir des années quatre-vingt du XVe siècle, est à la tête d'un atelier florissant, créant des œuvres pour l'aristocratie locale et pour le duc et sa famille, comme la série des Muses pour la chapelle du palais, et concevant des représentations théâtrales. Giovanni Santi a également la connaissance immédiate de la peinture contemporaine, en Italie et à l'extérieur de la péninsule, comme en témoigne sa Chronique rimée écrite à l'occasion du mariage de Guidobaldo avec Elisabeth de Mantoue, et travaille dans divers endroits en Italie centrale. Ainsi à Cagli, dans la chapelle Tiranni, il se représente avec son fils parmi les personnages d'une fresque.
Dans l'atelier de son père, le très jeune Raphaël apprend les notions de base des techniques artistiques, dont probablement la technique de la fresque : l'une des toutes premières œuvres qui lui est attribuée est la Madonna de Casa Santi datant de 1498, une peinture murale délicate réalisée dans la pièce de la maison où on pense qu'il est né.
Le 1er août 1494, alors que Raphaël a onze ans, son père meurt. Certains historiens minimisent du fait de cette date, la contribution de l'atelier paternel à la formation de l'artiste ; il est également prouvé qu'en quelques années, en pleine adolescence, Raphaël a atteint rapidement une maturité artistique indissociable d'un début très précoce dans l'art pictural. Raphaël hérite de l'activité paternelle, avec quelques collaborateurs dont notamment Evangelista da Pian di Meleto (artiste presque inconnu des études historico-artistiques) et Timoteo della Vite, déjà actif à Bologne où il a été en contact direct avec Francesco Francia.
Commence alors une longue période de litiges entre les héritiers, son oncle paternel, Dom Bartolomeo Santi, prêtre lettré devenu son tuteur, et son oncle maternel Simone Battista di Ciarla dont Raffaello est plus proche. Il continue probablement à vivre avec sa belle-mère lorsqu'il ne demeure pas comme apprenti chez un maître. Il a déjà fait preuve de talent, selon Vasari, qui dit que Raphael a été « d'une grande aide à son père ». Un autoportrait dessiné lors de son adolescence montre sa précocité. L'atelier de son père continue et, probablement avec sa belle-mère, Raphaël joue évidemment un rôle dans sa gestion dès son plus jeune âge.

#### Première rencontre avec le Pérugin
Selon Vasari, son père l'a placé dans l'atelier du maître ombrien Pietro Perugino comme apprenti « malgré les larmes de sa mère ». La preuve d'un apprentissage ne vient que de Vasari et d'une autre source, et a été contestée ; huit ans était très jeune pour un apprentissage. Une théorie alternative est qu'il a reçu au moins une certaine formation de Timoteo della Vite, qui est actif comme peintre de cour à Urbino à partir de 1495. Des sources attestent qu'il séjourne à Urbino jusqu'en 1499.
Probablement, plus qu'un véritable apprentissage à Pérouse, le garçon a pu souvent visiter l'Ombrie et fréquenter occasionnellement l'atelier de Pérugin, entrecoupant son activité avec celle auprès de son père, au moins jusqu'à la mort de ses parents

#### Apprentissage auprès du Pérugin (1494-1498)

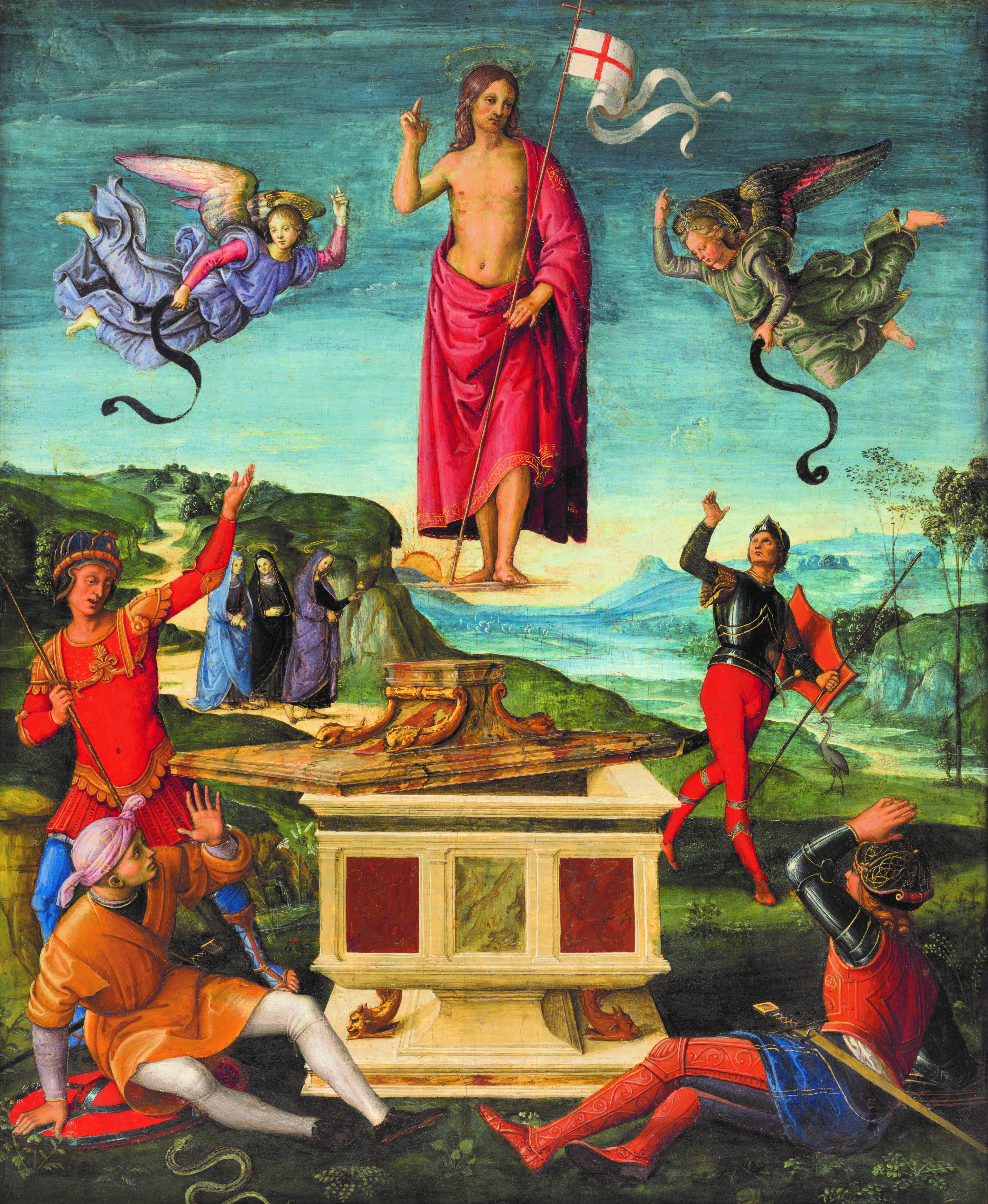
Résurrection (1501), Museu de Arte, San Paolo.

En 1500, quand il a dix-sept ans, ses oncles l'envoient à Pérouse en Ombrie, peut-être auprès du Pérugin. La plupart des historiens modernes s'accordent à dire que Raphael a au moins travaillé comme assistant du Pérugin vers 1500 ; l'influence de ce dernier sur les premiers travaux de Raphaël est manifeste :« probablement aucun autre élève de génie n'a jamais absorbé autant de l'enseignement de son maître que Raphaël l'a fait », selon Wölfflin. Vasari a écrit qu'il était impossible de faire la distinction entre leurs mains à cette époque, mais de nombreux historiens de l'art moderne prétendent faire mieux et détecter sa main dans des parties spécifiques des œuvres du Pérugin ou de son atelier. Outre la proximité stylistique, leurs techniques sont également très similaires, par exemple par l'application d'une peinture épaisse, l'utilisation d'un médium pour vernis à l'huile dans les ombres et les vêtements plus foncés, mais très finement sur les zones de chair. Un excès de résine dans le vernis provoque souvent des craquelés des zones de peinture dans les œuvres des deux artistes. L'atelier de Pérugin est actif à Pérouse et à Florence, conservant peut-être deux branches permanentes. Raphaël est décrit comme un « maître », c'est-à-dire pleinement formé, en décembre 1500.
Une intervention de Raphaël est envisagée notamment dans la Nativité de la Vierge, prédelle du Retable de Fano (1497) et dans certaines figures des fresques de la Sala delle Udienze del Collegio del Cambio à Pérouse (à partir de 1498), surtout là où les masses de couleur prennent presque une valeur plastique et où la façon de délimiter les pièces en lumière et en ombre est accentuée, avec un épaississement général des contours. À Pérouse, Raphaël doit voir pour la première fois les grotesques, peints au plafond du Collège, qui sont ensuite entrés dans son répertoire iconographique.

#### Città di Castello (1499-1504)

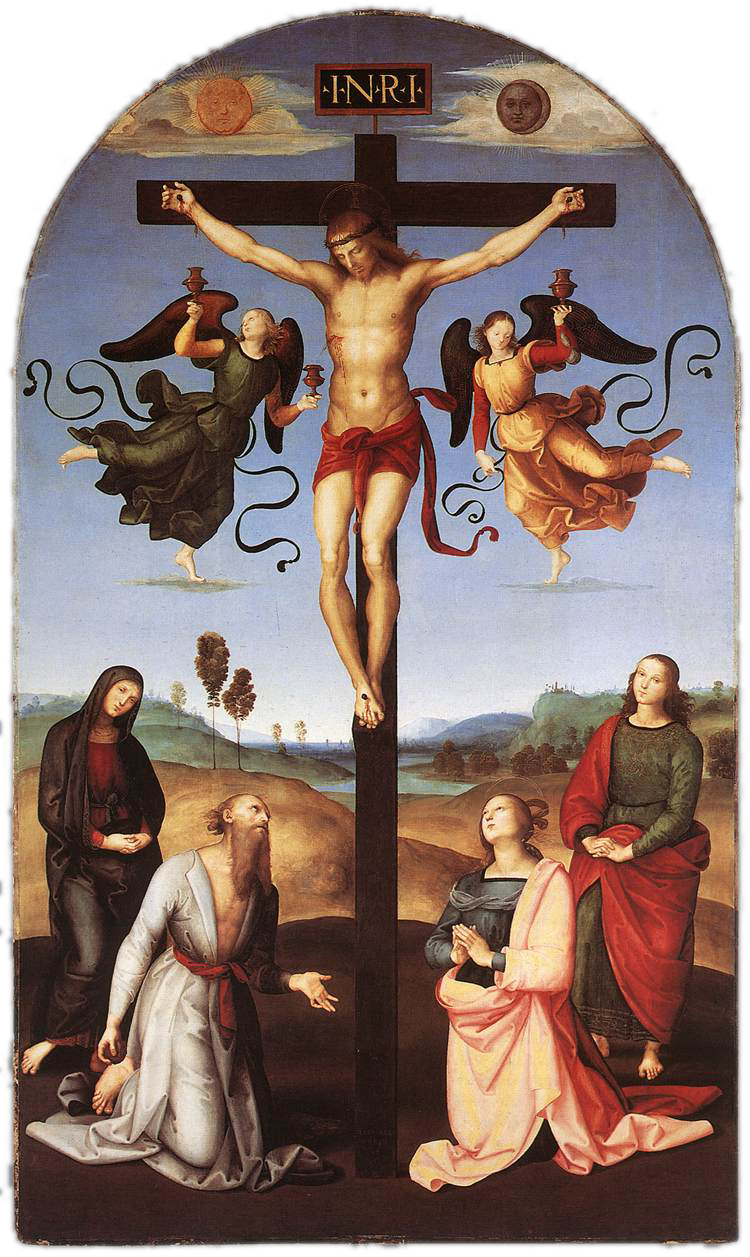
Crucifixion Mond (1503-1504), Londres, National Gallery.

En 1499, Raphaël, âgé de seize ans, s'installe avec l'aide de l'atelier de son père à Città di Castello, une ville à mi-chemin entre Pérouse et Urbino, où il reçoit sa première commande indépendante : la bannière de la Sainte Trinité pour une confrérie locale qui souhaite offrir un travail de dévotion en signe de remerciement pour la fin d'un fléau cette même année. L'œuvre, bien que toujours liée aux influences du Pérugin et de Luca Signorelli, présente également une fraîcheur profonde et innovante, qui lui garantit une renommée immédiate auprès de la clientèle locale prospère car aucun autre peintre prestigieux n'est disponible dans la ville après le départ de Signorelli en 1499 pour Orvieto.
Aux termes d'un contrat signé le 10 décembre 1500, il est cité en qualité de « magister » (maître peintre) pour la réalisation du retable du Couronnement du bienheureux Nicolas de Tolentino, moine de l'ordre des Ermites de Saint Augustin, canonisé en 1406, pour l'église Sant'Agostino de Città di Castello. Il exécute cette première œuvre documentée de sa carrière avec l'aide d'Evangelista da Pian di Meleto, ancien assistant de son père. Achevée le 13 septembre 1501, le tableau est gravement endommagé par un tremblement de terre en 1789, les parties sauvées sont taillées une à une pour être vendues et sont maintenant dispersées dans plusieurs musées, ainsi qu'un dessin préparatoire. Dans le contrat, il est intéressant de noter comment Raphaël, est déjà mentionné comme le magister Rafael Johannis Santis de Urbino, avant le collaborateur âgé, témoignant officiellement qu'il est déjà, à l'âge de dix-sept ans, considéré comme un peintre autonome et a terminé son apprentissage. Raphaël n’est ainsi plus disciple d’un autre maître, mais maître lui-même. Cela lui confère le droit d'avoir un atelier, des aides et des élèves. C'est ainsi qu'il reprend l'atelier de son père à Urbino.
À Città di Castello, l'artiste réalise La Crucifixion Mond pour l'église San Domenico de la ville, aujourd'hui exposée à la National Gallery de Londres, datable de 1502-1503, où une assimilation complète des voies du Pérugin peut être notée (une « Crucifixion, qui, si son nom n'était pas là, personne ne croirait que c'est l'œuvre de Raphaël, mais du si bon Pietro », Vasari ), même si les premiers développements vers son propre style sont visibles, avec une meilleure interaction entre les figures et les personnages, et avec des dispositifs optiques dans les jambes du Christ qui témoignent de la pleine connaissance des études faites à Urbino, où l'optique et la perspective constituent un sujet d'étude courant depuis l'époque de Piero della Francesca.

#### Pérouse et autres centres artistiques (1400-1500)

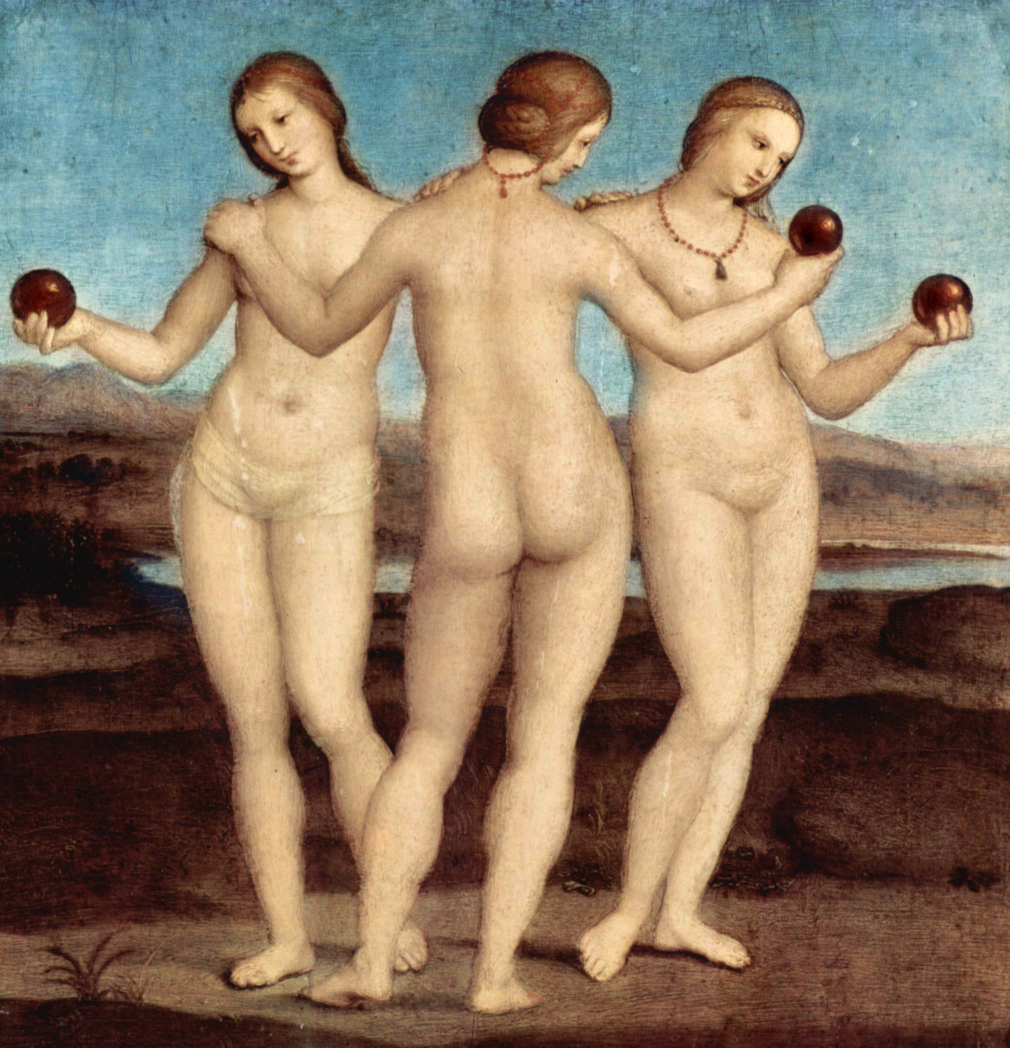
Les Trois Grâces.

La renommée de Raphaël commence à se répandre dans toute l'Ombrie, faisant de lui l'un des peintres actifs les plus recherchés de la région. Rien qu'à Pérouse, entre 1501 et 1505, trois retables lui sont commandés : le Retable Colonna pour les religieuses de l'église de Saint-Antoine, le Retable Oddi pour San Francesco al Prato, qui s'inspire du Couronnement de la Vierge de Narni de Ghirlandaio, les commanditaires devant lui avoir demandé qu'il imite un artiste confirmé, et l'Assomption de la Vierge pour la Pauvres Dames de Monteluce jamais achevé par Raphaël avant d'être terminé par Berto di Giovanni. Ce sont des œuvres de style pérugien, avec un accent progressif sur des éléments stylistiques plus personnels.
Dans la Résurrection de San Paolo au Brésil, Roberto Longhi voit des influences de Pinturicchio - dans le paysage, dans les détails de la décoration du sarcophage et la préciosité des robes des personnages - liés à une datation sur la période de deux ans, 1501-1502.
Certaines Madones à l'Enfant font référence à la même période qui, bien qu'encore ancrées dans l'exemple du Pérugin, sont déjà un prélude à la relation intense et délicate entre la mère et l'enfant des chefs-d'œuvre ultérieurs les plus importants liés à ce thème. Parmi celles-ci se détachent la Madone Solly, la Madone Diotallevi, la Vierge à l'Enfant entre les Saints Jérôme et François. Ce sont de grandes œuvres, certaines à fresque, où Raphaël rassemble avec confiance ses compositions dans le style un peu statique du Pérugin.
Vers 1503, l'artiste doit entreprendre une série de courts voyages qui le conduisent à avoir de premiers contacts avec d'importantes réalisations artistiques. En plus des villes de l'Ombrie, il visite presque certainement Florence, Rome (où il assiste à l'inauguration de Jules II) et Sienne. Il s'agit de courts voyages, peut-être de quelques semaines, qui ne peuvent être qualifiés de séjours. À Florence, il voit peut-être les premières œuvres de Léonard de Vinci ; à Rome, il entre en contact avec la culture figurative classique (lisible dans le diptyque des Trois Grâces et Le Songe du chevalier).
Il peint également de nombreuses petites et exquises peintures de cabinet au cours de ces années, probablement surtout pour les connaisseurs de la cour d'Urbino, comme les Trois Grâces et Saint-Michel et le Dragon. Il est de toute évidence déjà très demandé, même à ce stade précoce de sa carrière.

#### Sienne
En 1502, il se rend à Sienne à l'invitation d'un autre élève du Pérugin, Pinturicchio, « étant un ami de Raphaël et sachant qu'il est un dessinateur de la plus haute qualité » pour aider son ami , beaucoup plus vieux et en plein déclin, préparant les cartons pour les fresques de la Bibliothèque Piccolomini, dont deux splendides spécimens subsistent aux Offices, d'une grâce et d'une élégance incomparables par rapport au résultat final .
On ne sait pas combien de compositions ont été réellement dessinées par Raphaël, mais le carton avec le Départ d'Enea Silvio Piccolomini pour Bâle, aujourd'hui au Cabinet des dessins et des estampes à Florence, est de sa main.
Raphael abandonne bientôt l'entreprise, car, comme le rapporte Vasari, il entend, par l'intermédiaire de peintres locaux, les éloges extraordinaires concernant le carton de la Sainte Anne de Léonard de Vinci, exposé dans la basilique de la Santissima Annunziata à Florence, tout comme le dessin de la Bataille d'Anghiari, également de Léonard, et le dessin de Michel-Ange de la Bataille de Cascina, qui intriguent le jeune peintre à tel point qu'il décide de partir immédiatement pour la ville sur l'Arno.

#### Lemariage de la Vierge(1504)

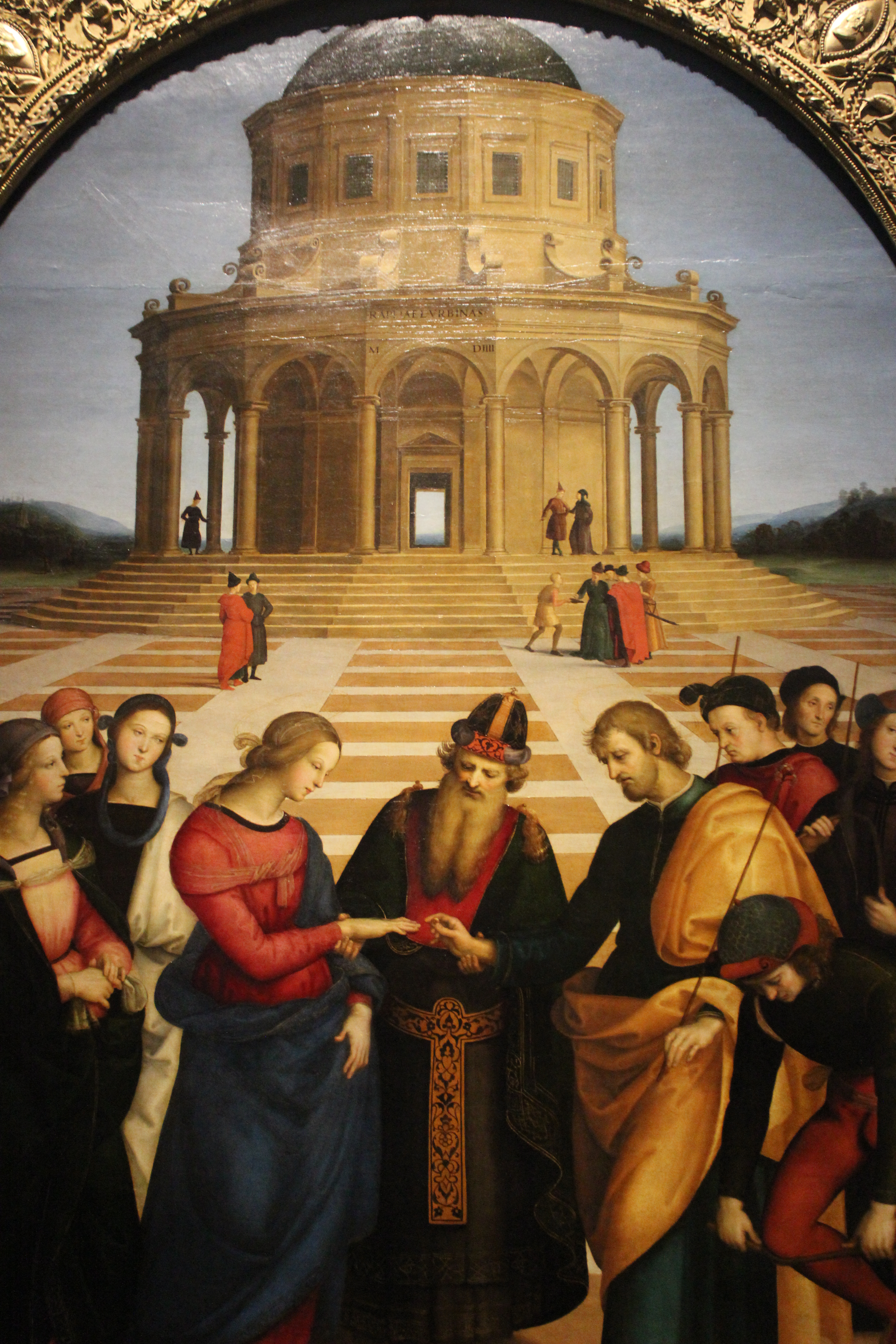
Mariage de la Vierge.

En 1504, il réalise, avant de quitter Pérouse et alors qu'il est encore dans l'atelier du Pérugin, Le Mariage de la Vierge (le Sposalizio en italien), un tableau pour la chapelle Albizzini dans l'église Saint-François à Città di Castello. Ce tableau est largement reconnu par l'historiographie comme un dépassement flagrant du modèle rigide du Pérugin et est souvent désigné comme le premier travail entièrement autonome du peintre d'Urbino.
L'œuvre qui conclut la phase juvénile, marquant un détachement désormais incontrôlable avec les voies de son maître Pérugin, est inspirée d'un retable similaire que celui-ci peint ces mêmes années pour la cathédrale de Pérouse, mais la comparaison entre les deux œuvres met en évidence de profondes différences. Raphaël a vraisemblablement copié le temple majestueux en arrière-plan, mais il l'a allégé des personnages et en a fait le point d'appui de toute la composition qui semble tourner autour de l'élégant bâtiment avec un plan centré. Même les figures sont plus lâches et naturelles, avec une disposition dans l'espace qui évite un alignement rigide au premier plan, mais qui s'installent en demi-cercle, équilibrant et rappelant les formes concaves et convexes du temple lui-même.
Les figurants, répartis en deux groupes, sont positionnés au centre de l'ouvrage, ayant pour pivot le prêtre qui célèbre le mariage entre la Vierge Marie et saint Joseph son mari. Le groupe de femmes (derrière Marie) et celui des hommes (derrière Joseph) forment deux demi-cercles ouverts respectivement vers le temple et vers le spectateur.

### Période florentine (1504-1508)

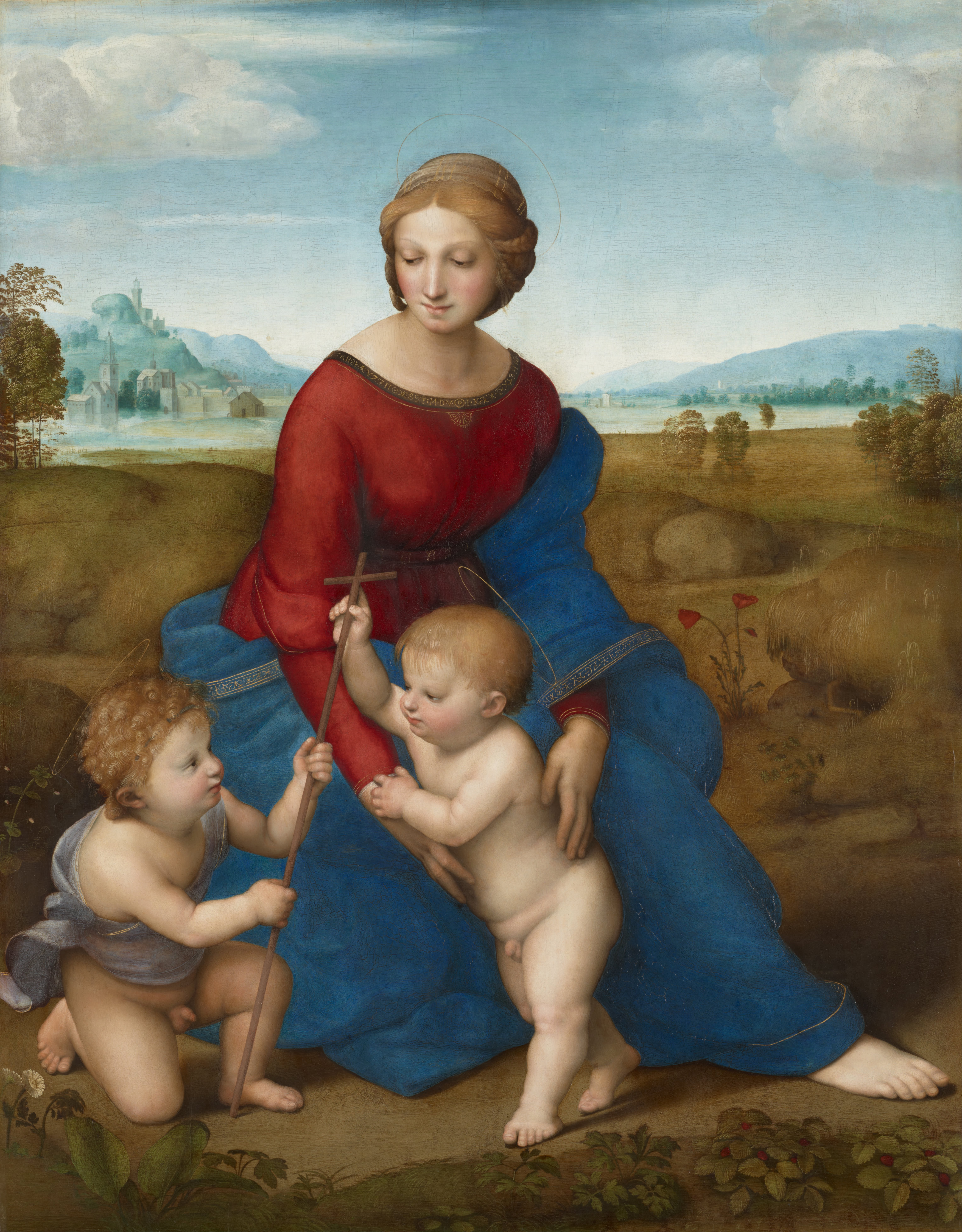
Madone à la prairie, v. 1506, utilisant la composition pyramidale de Léonard pour les sujets de la Sainte Famille.

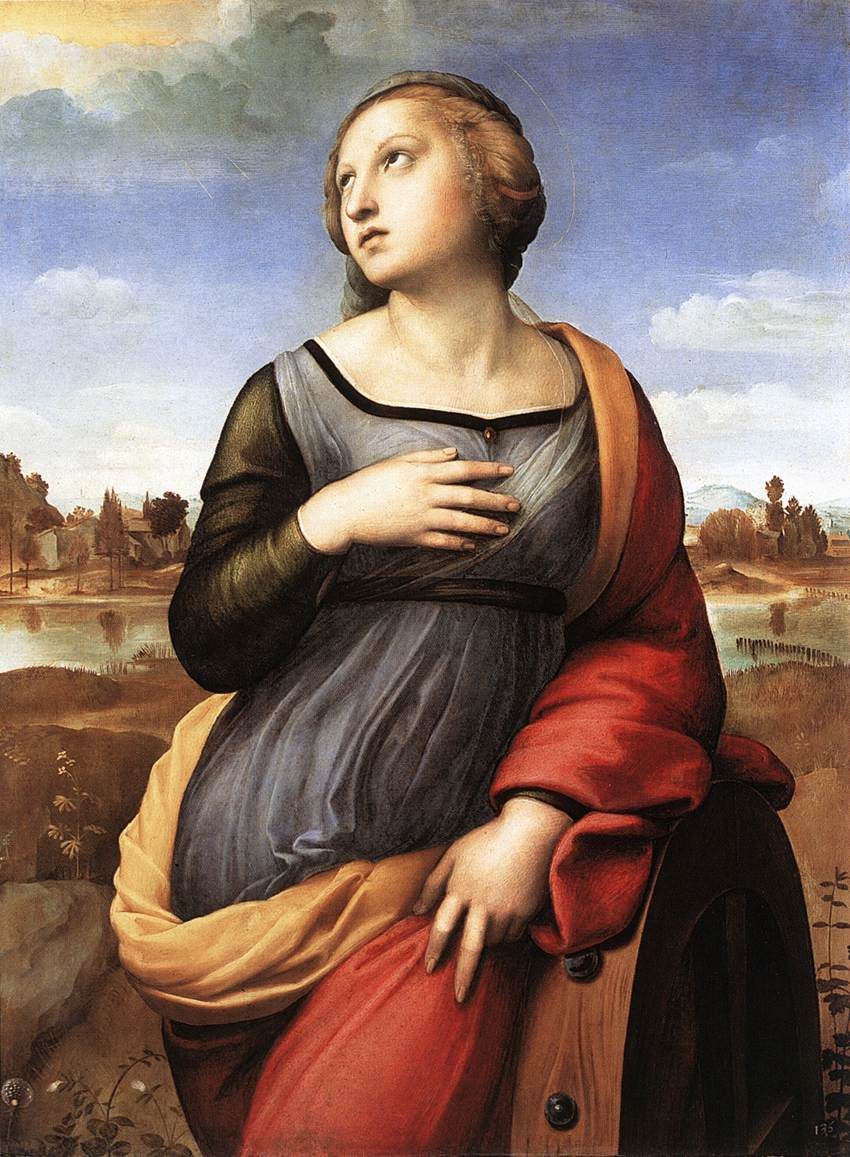
Sainte Catherine d'Alexandrie, 1507, fait peut-être écho à la pose de la Léda de Léonard.

À l’âge de vingt-et-un ans, Raphaël quitte Pérouse pour Florence. C’est ainsi que débute la deuxième partie de sa vie, la période florentine, qui dura quatre ans, lors de laquelle il effectue toutefois des voyages et de courts séjours ailleurs, sans rompre les contacts avec l'Ombrie, où il continue d'envoyer des retables pour répondre aux copieuses commandes qui continuent à lui arriver. Bien qu'il y ait une référence traditionnelle à une « période florentine » d'environ 1504 à 1508, il n'y a peut-être jamais été un résident permanent.
Raphaël est à Sienne, auprès de Pinturicchio, quand il reçoit des nouvelles des innovations extraordinaires de Léonard et Michel-Ange engagés respectivement dans les fresques de la Bataille d'Anghiari et de la Bataille de Cascina Désireux de partir immédiatement, il fait préparer une lettre d'introduction par Giovanna Feltria, sœur du duc d'Urbino et épouse du duc de Senigallia, « préfet » de Rome. Dans la lettre, datée du 1er octobre 1504 et adressée au gonfalonier à vie Pier Soderini, Raphaël est recommandé afin qu'il reçoive à Florence les commandes que son talent mérite : « Le porteur de ceci se trouvera être Raphael, peintre d'Urbino, qui, étant très doué de sa profession, a décidé de passer quelque temps à Florence pour étudier. Et parce que son père était très digne et que j'étais très attaché à lui, et que le fils est un jeune homme sensé et bien élevé, à ces deux égards, je lui porte un grand amour… qui, ayant un bon talent dans sa pratique, décida de rester quelque temps à Florence pour apprendre. [… Par conséquent] je le recommande à Votre Seigneurie »,.
La lettre veut probablement permettre au jeune peintre d'obtenir une commande officielle, mais le gonfalonier est en difficulté financière suite à la récente dépense pour acheter le David de Michel-Ange et aux projets grandioses pour la Salle des Cinq-Cents. Malgré cela, il ne faut pas longtemps avant que l'artiste réussisse à obtenir des commandes de certains citoyens fortunés résidant en particulier dans l'Oltrarno, comme Lorenzo Nasi, pour qui il peint la Vierge au chardonnet, son beau-frère Domenico Canigiani pour lequel il réalise La Sainte Famille Canigiani, les Tempi (La Vierge Tempi), les époux Agnolo et Maddalena Doni.
Dans le climat artistique florentin, plus fervent que jamais, Raphaël noue des amitiés avec d'autres artistes, dont Bastiano da Sangallo, Ridolfo del Ghirlandaio, Fra 'Bartolomeo, l'architecte Baccio d'Agnolo, Antonio da Sangallo, Andrea Sansovino, Francesco Granacci. Vasari a écrit que « dans la ville il était très honoré et particulièrement par Taddeo Taddei, qui le voulait toujours dans sa maison et à sa table, comme celui qui aimait toujours tous les hommes enclins à la vertu ». Pour lui, Raphaël peint, en 1506, la Madone à la prairie, aujourd'hui à Vienne, que Vasari juge encore à la manière du Pérugin, et, peut-être l'année suivante, La Madone Bridgewater, aujourd'hui à Londres, « beaucoup mieux », car entre-temps Raphaël « apprit ».
Raphaël va bénéficier de l’influence des deux grands maîtres florentins qui vont achever sa formation. Léonard de Vinci le reçoit dans son atelier. Il y découvre les chefs-d'œuvre de la Renaissance florentine. Son séjour florentin est d'une importance fondamentale dans sa formation, lui permettant d'approfondir l'étude des modèles du XVe siècle (Masaccio, Donatello…) ainsi que les dernières « conquêtes » de Léonard et Michel-Ange. Dès son arrivée, il acquiert les principes de composition permettant de créer des groupes de figures plastiquement structurés dans l'espace, tout en négligeant les allusions complexes et les implications symboliques, substituant également « l'indéfini » psychologique des sentiments plus spontanés et naturels. De Michel-Ange, il assimile le clair-obscur plastique, la richesse chromatique, le sens dynamique des figures. Comme précédemment avec Le Pérugin et d'autres, Raphael assimile l'influence de l'art florentin tout en gardant son propre style en développement. Les fresques de Pérouse (environ 1505) montrent une nouvelle qualité monumentale dans les personnages qui peut être due à l'influence de Fra Bartolomeo, qui, selon Vasari, est un ami de Raphaël.
L'influence la plus frappante dans les œuvres de ces années est celle de Léonard de Vinci, qui réside dans la ville de 1500 à 1506. Les personnages de Raphaël commencent à prendre des positions plus dynamiques et complexes, et bien que ses sujets peints soient encore pour la plupart « tranquilles », il fait des études au dessin de combats d'hommes nus, l'une des obsessions de l'époque à Florence. Le dessin d'un portrait de jeune femme utilise la composition pyramidale de trois quarts de la Joconde qui vient d'être achevée, mais apparait toujours complètement Raphaelesque. Une autre des inventions de composition de Léonard, la Sainte Famille pyramidale, est répétée dans une série d'œuvres qui restent parmi ses peintures de chevalet les plus célèbres. Un dessin de Raphael de Léda et le cygne de Léonard est conservé dans la Royal Collection dans lequel il adapte la pose de contrapposto de sa propre Sainte Catherine d'Alexandrie. Il perfectionne également sa propre version du sfumato de Léonard pour donner de la subtilité à sa peinture de la chair et développe le jeu de regards entre ses groupes, bien moins énigmatiques que ceux de Léonard. Mais il conserve toujours la douce lumière claire du Pérugin dans ses peintures.
Léonard a plus de trente ans de plus que Raphaël, mais Michel-Ange, qui est à Rome pendant cette période, n'est que de huit ans son aîné. Michel-Ange n'aimait déjà pas Léonard, et à Rome en vint à détester encore plus Raphaël, attribuant des complots contre lui au jeune homme. Raphael aurait vu ses œuvres à Florence, mais dans son ouvrage le plus original de ces années, il prend une direction différente : sa Déposition s'inspire des sarcophages classiques, les personnages étant positionnés sur le devant de l'espace dans un arrangement complexe et pas totalement réussi. Wöllflin détecte dans la figure agenouillée de droite l'influence de la Vierge du Tondo Doni de Michel-Ange, mais le reste de la composition est très éloigné de son style ou de celui de Léonard. Bien que hautement considéré à l'époque, et beaucoup plus tard déplacé de Pérouse par les Borghese, elle est plutôt isolée dans l'œuvre de Raphaël. Son classicisme prendra plus tard une direction moins littérale.
Ses œuvres à Florence sont destinées presque exclusivement à des clients privés de plus en plus conquis par son art ; il crée de nombreuses planches de petit et moyen format pour la dévotion privée, en particulier les Madones et les Saintes familles, et quelques portraits intenses. Dans ces ouvrages, il varie constamment sur le thème, cherchant des groupements et des attitudes toujours nouveaux, avec une attention particulière au naturel, à l'harmonie, aux couleurs riches et intenses et souvent au paysage limpide d'inspiration ombrienne.

#### Commandes ombriennes

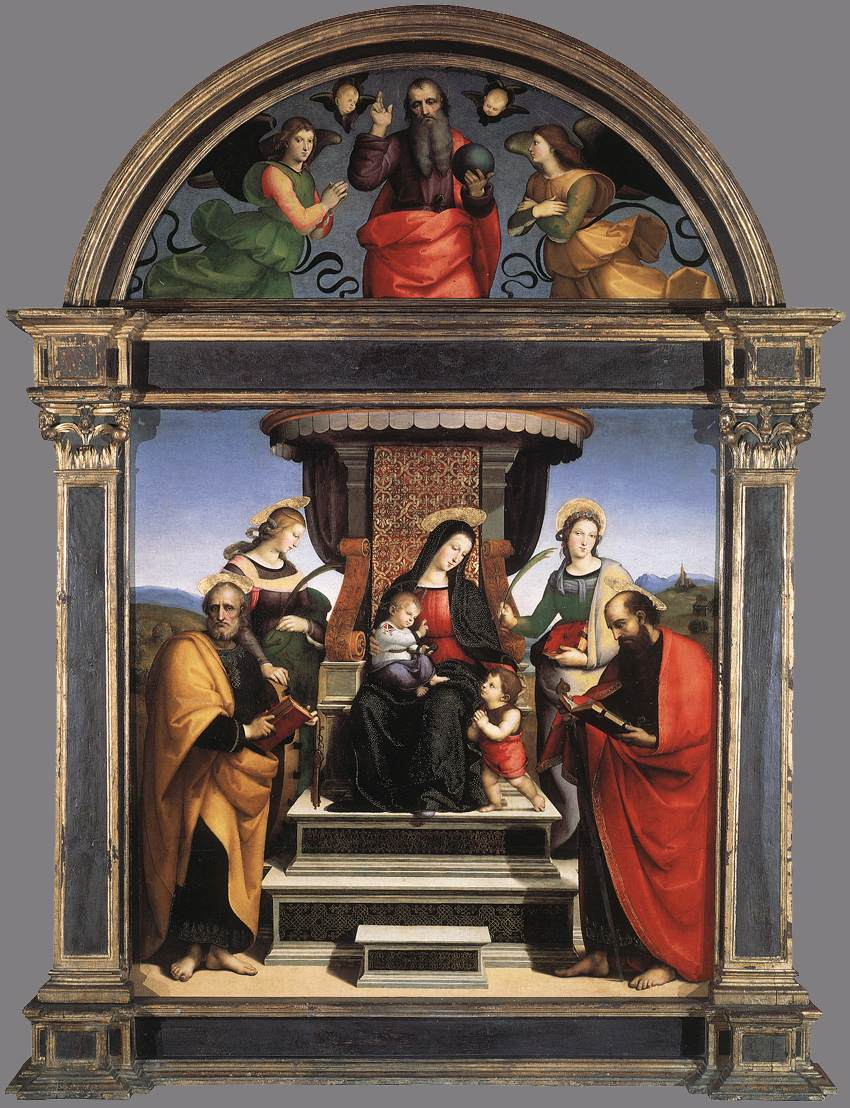
Retable Colonna.

Au début du séjour florentin, ce sont surtout les commandes qui continuent d'arriver d'Urbino et d'Ombrie qui occupent l'artiste, qui de temps en temps s'installe temporairement dans ces régions. En 1503, il reçoit la commande des religieuses du couvent de Sant'Antonio à Pérouse pour un retable, le Retable Colonna, dont l'élaboration lui demande du temps comme cela est visible dans les différences de style entre la lunette encore « ombrienne » et le groupe « florentin » au centre du tableau.
Une autre commission reçue de Pérouse, en 1504, concerne une Vierge à l'Enfant avec les Saints Jean-Baptiste et Nicolas (Retable Ansidei) pour une chapelle de l'église San Fiorenzo, qui est achevée, selon ce qui semble être indiqué dans la peinture, en 1505. Dans l'œuvre encore d'inspiration ombrienne, Raphaël apporte une simplification substantielle du système architectural de manière à donner à l'ensemble une monumentalité plus efficace et rigoureuse, dans le style de Léonard. Dans cette œuvre, malgré le thème conventionnel, la domination du médium pictural est surprenante, désormais pleinement mature, avec des figures qui acquièrent une cohérence en fonction de la variation de la lumière.
Toujours en 1505, il signe à Pérouse la fresque de la Trinité et les saints pour l'église du monastère San Severo que, des années plus tard, Pérugin complète dans la partie inférieure. Les formes sont maintenant plus grandioses et plus puissantes, avec une monumentalité immobile qui renvoie à l'exemple de Fra 'Bartolomeo et qui annonce la Dispute du Saint-Sacrement.

#### Commandes des Marches

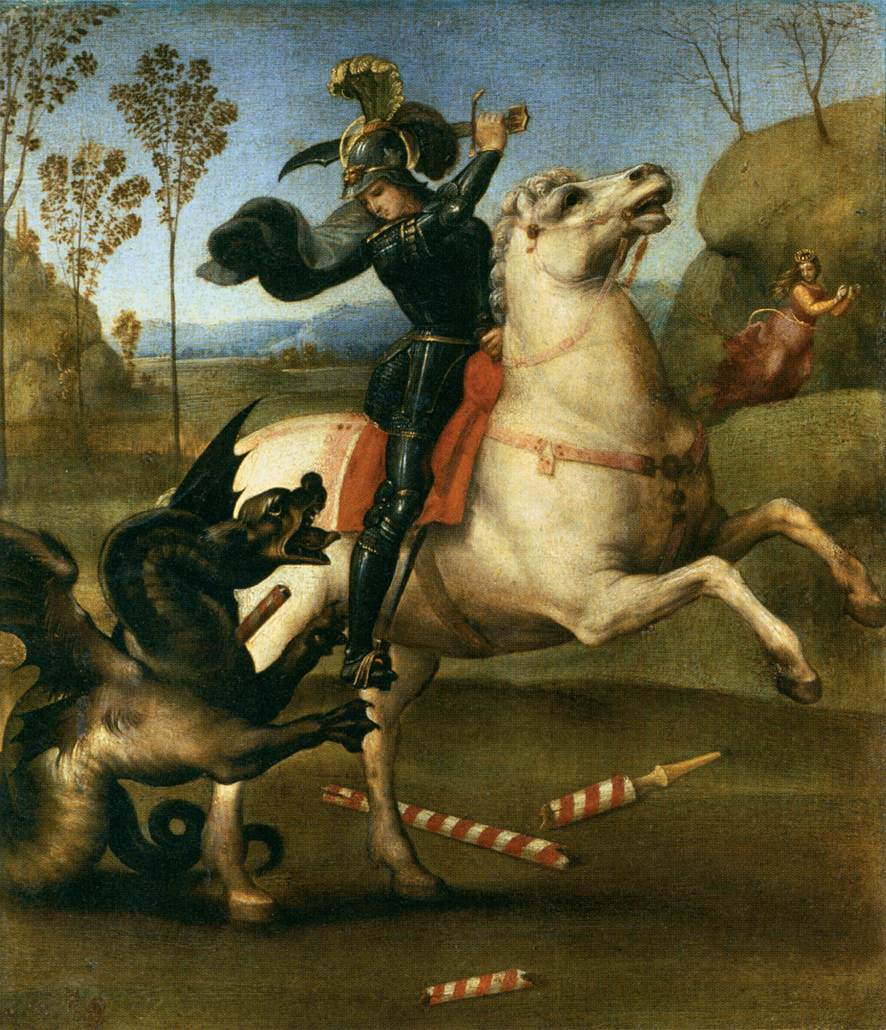
Saint Georges et le Dragon, musée du Louvre.

En 1505-1506, Raphaël doit demeurer brièvement à Urbino, où il est accueilli à la cour de Guidobaldo da Montefeltro : la renommée qu'il a acquis dans sa ville natale est attestée par une mention flatteuse dans Le Livre du courtisan de Baldassare Castiglione et une série de portraits, dont celui de Guidobaldo, de son épouse Elisabeth de Mantoue et de l'héritier désigné du duché, Guidobaldo della Rovere.
Pour le duc, il peint également la petite Madone d'Orléans et trois tableaux aux sujets similaires, Saint Michel et le dragon, et deux Saint George et le dragon, aujourd'hui à Paris et à Washington. Le dernier est réalisé pour être offert à Henri VII d'Angleterre en remerciement de l'attribution de l'Ordre de la jarretière : la jarretière est mise en évidence sur le mollet du chevalier, avec l'inscription « Honi » qui est le premier mot de la devise de l'ordre (« Honi soit qui mal y pense », « Sois insulté qui pense mal »).

#### Série de Madones
Sa célèbre série de Madones à l'Enfant atteint de nouveaux sommets à Florence. Pour les familles florentines de la bourgeoisie moyenne-haute, Raphaël peint des chefs-d'œuvre absolus : La Madone à la prairie (1506), La Vierge au chardonneret (1507), La Belle Jardinière (1507). Dans ces tableaux, la figure de la Vierge se dresse monumentale face au paysage, le dominant avec grâce et élégance, tout en adressant des gestes affectueux aux enfants, dans des structures de composition pyramidales très efficaces. Des gestes familiers se retrouvent également dans des œuvres comme La Madone d'Orléans, comme celle de chatouiller, ou spontanés comme dans la Grande Madone Cowper (Jésus tend la main vers la poitrine de la mère), ou même des regards intenses comme dans La Madone Bridgewater.
Ces figures montrent également l'assimilation de différents modèles iconographiques florentins, qui doivent plaire au client. Par exemple, il s'inspire, dans La Vierge Tempi, d'œuvres de Donatello avec les visages de la mère et du fils tendrement juxtaposés, tandis que le Tondo Taddei fait référence à la posture de l'Enfant de la Petite Madone Cowper ou de la Madone Bridgewater.
Les compositions deviennent peu à peu plus complexes et articulées, sans pour autant jamais rompre ce sens de l'harmonie idyllique qui, alliée à la parfaite maîtrise des moyens picturaux, font de chaque œuvre un véritable chef-d'œuvre. Dans la Sainte Famille Canigiani, datant d'environ 1507, donc presque à la fin du séjour florentin, les expressions et les gestes s'entremêlent avec une surprenante variété qui parvient à rendre sublimes et poétiques des moments de la vie quotidienne.

#### Portraits
Enfin, certains portraits dans lesquels l'influence de Léonard est évidente appartiennent à la période florentine : La donna gravida, le Portrait d'Agnolo Doni et le Portrait de Maddalena Strozzi, la Dame à la licorne et la Muta. Par exemple, dans celui de Maddalena Strozzi, la pose en buste dans le paysage, les mains jointes, est de toute évidence dérivée de la Joconde, mais avec des résultats presque antithétiques, dans lesquels la description des caractéristiques physiques, des vêtements, des bijoux et de la luminosité du paysage, s'est libérée du monde complexe de significations symboliques et allusives de Léonard. Dans ces ouvrages, Raphaël démontre sa capacité à analyser attentivement la psyché, capturant les données introspectives de la personne représentée, ainsi qu'à offrir une description passionnée du détail d'inspiration flamande, probablement appris dans l'atelier de son père.

#### Retable Baglioni

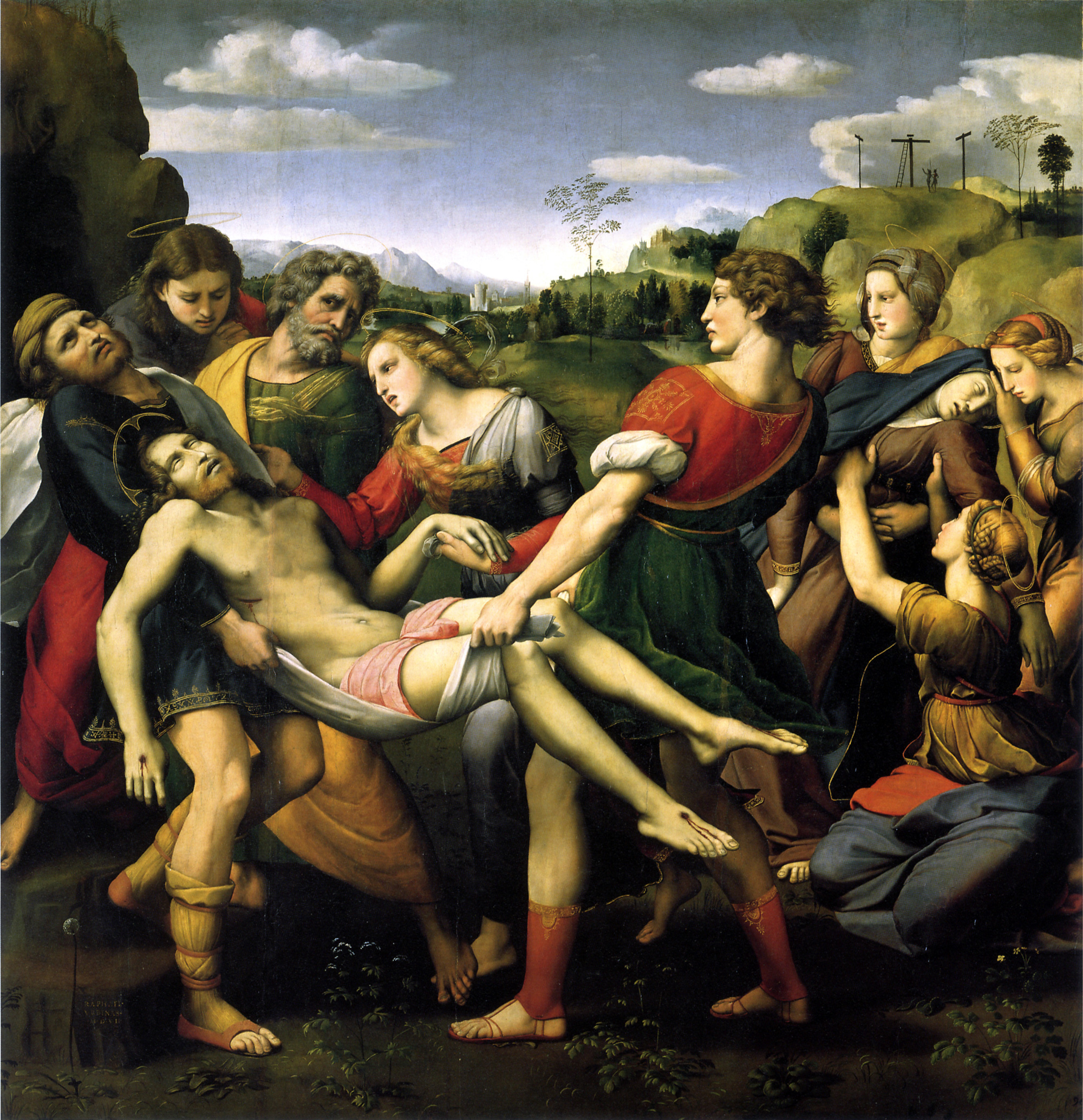
Retable Baglioni, Déposition.

Le Retable Baglioni est l'œuvre cruciale de cette période (1507), commandé par Atalanta Baglioni, en commémoration des événements sanglants qui ont conduit à la mort de son fils Grifonetto, et destiné à un autel dans l'église San Francesco al Prato à Pérouse. Il est également peint entièrement à Florence. Les nombreuses études disponibles sur l'œuvre démontrent une transition iconographique progressive pour le retable central, d'une Lamentation, inspirée de celle du Pérugin dans l'église Santa Chiara à Florence, à une Déposition plus dramatique.
Dans cette œuvre, Raphaël fusionne le sentiment tragique de la mort avec l'impulsion vitale de l'émoi, avec une composition extrêmement monumentale, dramatique et dynamique, mais soigneusement équilibrée, dans laquelle les allusions dans la recherche plastique et coloristique, à la représentation de la Mort de Meleager de Michel-Ange, que l'artiste a pu voir lors d'un probable voyage à Rome en 1506, sont évidentes.

#### Madone au baldaquin

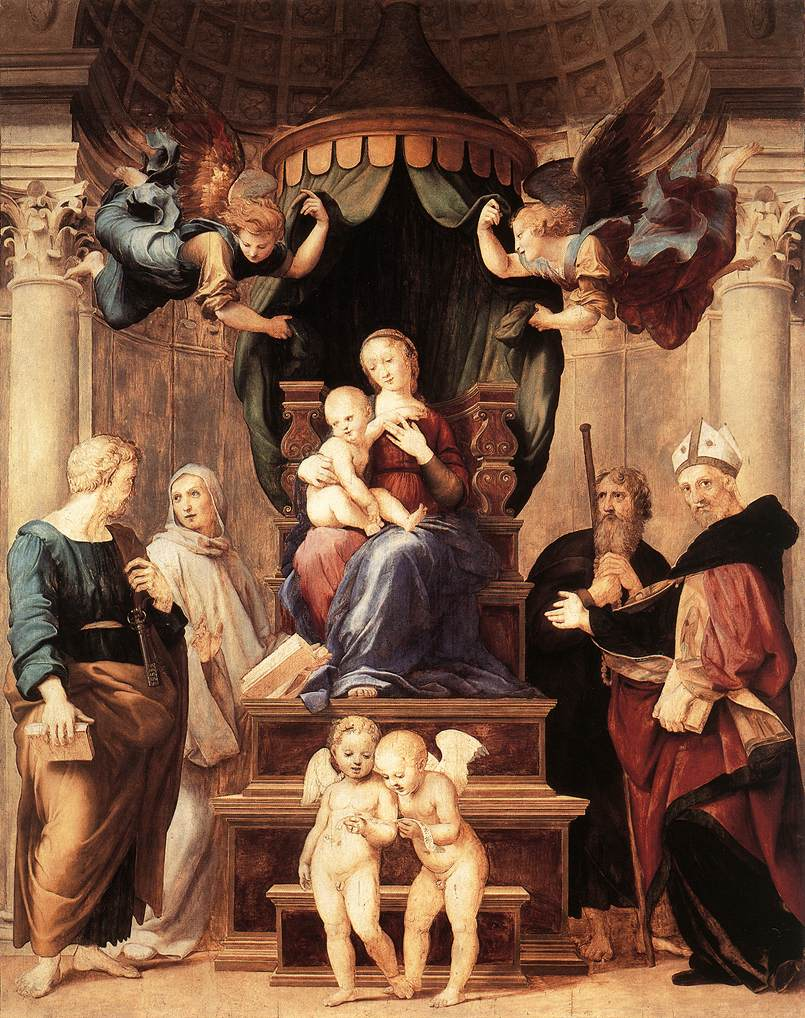
Madone au baldaquin.

La Madone au baldaquin peut être considérée comme l'œuvre finale de la période florentine de Raphaël, laissée inachevée en raison de son appel soudain à Rome par Jules II. C'est un grand retable, la première commande du genre reçue à Florence, avec une conversation sacrée organisée autour du trône de la Vierge, un fond architectural grandiose découpé sur les bords amplifiant sa monumentalité. Toute statique semble être annulée par le mouvement circulaire intense des gestes et des regards, puis exaspérée par les anges volants soigneusement raccourcis. Saint Augustin, par exemple, étire son bras vers la gauche, invitant le spectateur à regarder à travers l'espace semi-circulaire de la niche, reliant les personnages un à un, une caractéristique que l'on retrouvera bientôt dans les fresques des Chambres.
Cet ouvrage est un modèle essentiel dans la décennie suivante pour des artistes comme Andrea del Sarto et Fra 'Bartolomeo.

### Période romaine (1509-1520)

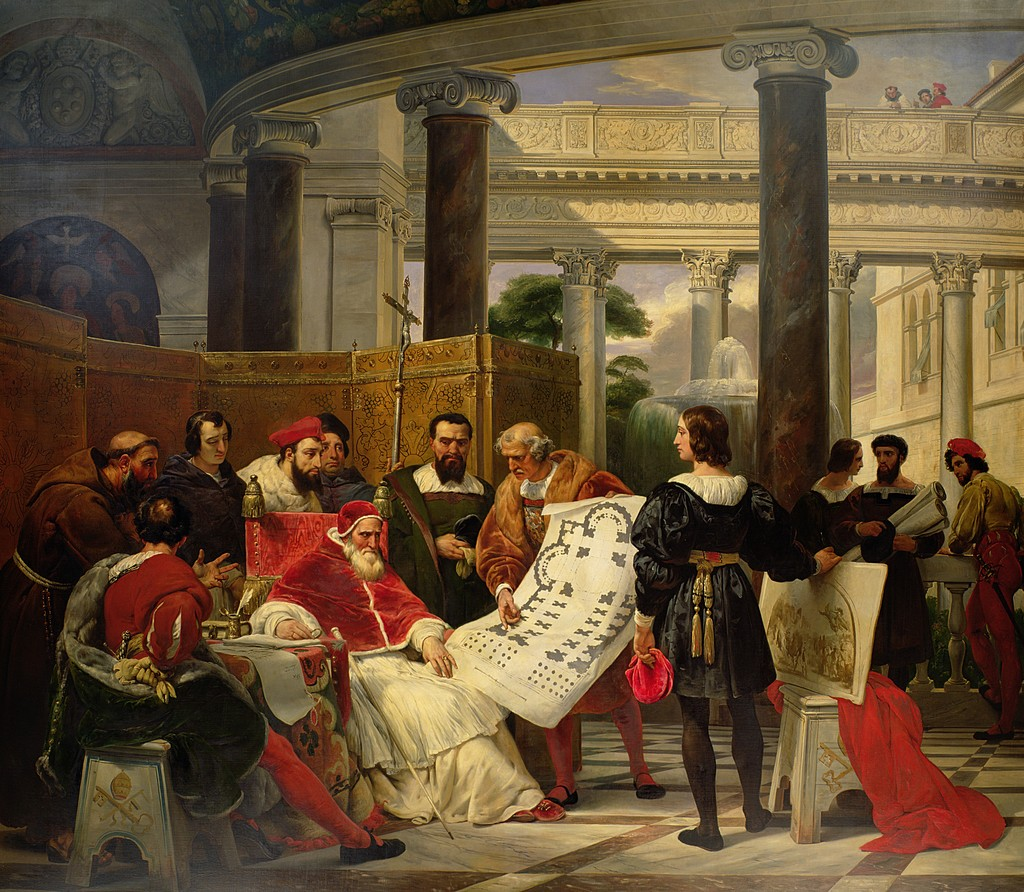
Jules II ordonnant les travaux du Vatican et de saint Pierre à Bramante, Michel-Ange et Raphaël
Horace Vernet, 1827
musée du Louvre.

Appelé à Rome par le pape Jules II, Raphaël quitte Florence en 1508 ; c’est ainsi que débute la troisième partie de sa vie, la période romaine. À cette époque, le pape Jules II réalise un important renouvellement urbain et artistique de la ville en général et du Vatican en particulier, faisant appel aux meilleurs artistes de la place, dont Michel-Ange et Donato Bramante. C'est Bramante, selon le témoignage de Vasari, qui suggère au pape le nom de son compatriote Raphael, mais il n'est pas exclu que dans cet appel, la famille Della Rovere, parents du pontife, et en particulier Francesco Maria, fils de Giovanna Feltria qui a déjà recommandé l'artiste à Florence, joue un rôle décisif.
C'est ainsi que Raphaël, à tout juste vingt-cinq ans, s'installe rapidement à Rome, laissant quelques œuvres inachevées à Florence.

#### Chambres du Vatican

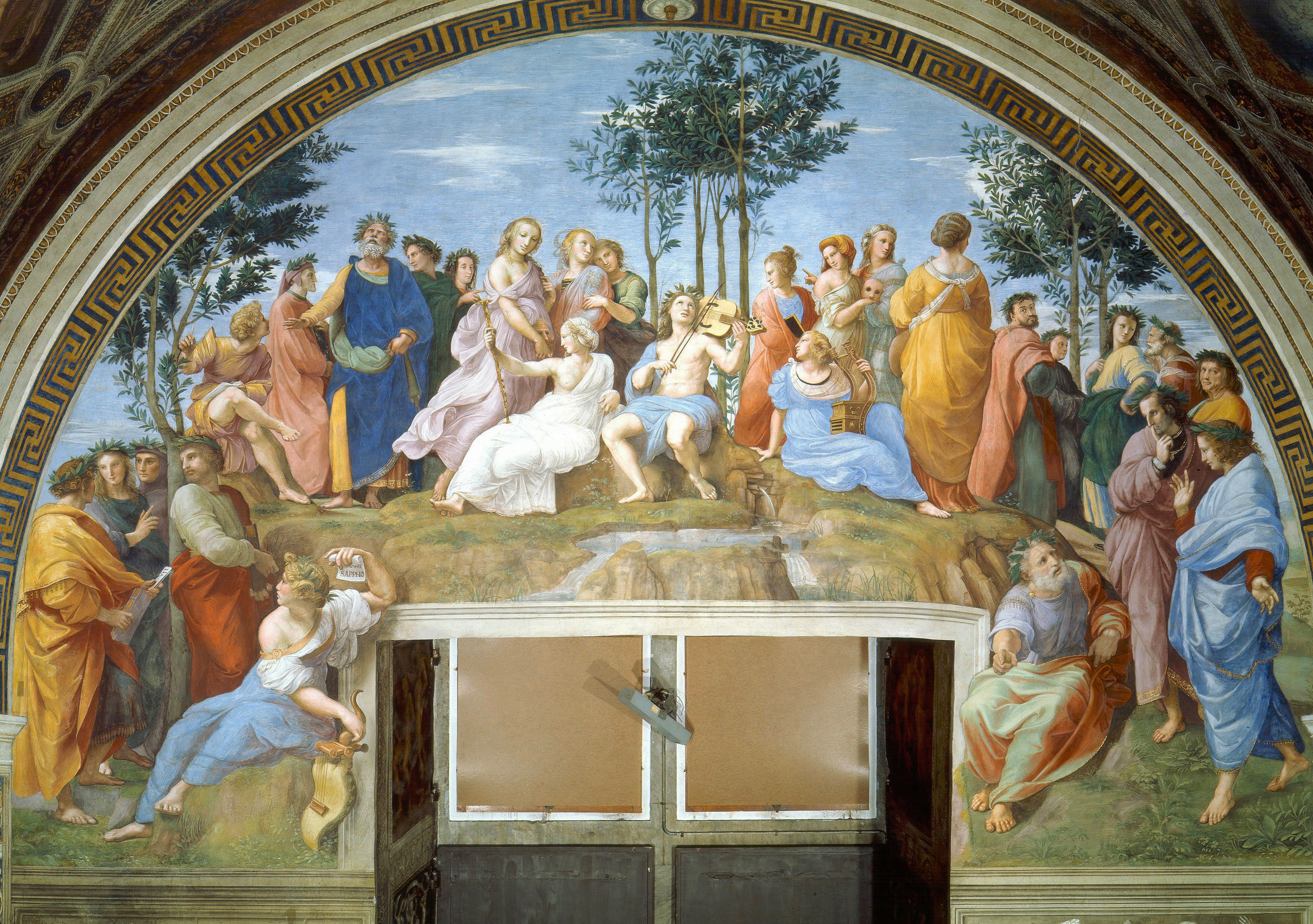
Le Parnasse, Chambre de la Signature.

Au Vatican, Raphaël est immédiatement chargé de la décoration des salles des appartements de Jules II — dites Chambres de Raphaël — que celui-ci projette d’habiter pour ne pas subir la néfaste influence des appartements de la puissante famille Borgia. C'est une commission beaucoup plus importante que toutes celles qu'il a reçues auparavant. Il rejoint une équipe de peintres venant de toute l'Italie, dont Sodoma, Bramantino, Baldassarre Peruzzi, Lorenzo Lotto, et leurs assistants, qui travaillent déjà sur différentes salles, peignant sur des peintures récemment achevées commandées par le prédécesseur détesté de Jules II, Alexandre VI, dont il est déterminé à effacer du palais les contributions et les blasons. Michel-Ange, quant à lui, est chargé de peindre le plafond de la chapelle Sixtine. Les interventions de Raphaël dans la première pièce, plus tard connue sous le nom de Chambre de la Signature, plaisent tellement au pape qu'il décide de lui confier, à partir de 1509, toute la décoration de l'appartement, même au prix de détruire ce qui venait d'être fait et ce qui avait été réalisé au XVe siècle, y compris les fresques de Piero della Francesca.

##### Chambre de la Signature
La première des fameuses « Chambres de Raphaël » à être peinte, maintenant connue sous le nom de Chambre de la Signature après sa dénomination à l'époque de Vasari, a eu un impact important sur l'art romain, et reste généralement considérée comme son plus grand chef-d'œuvre, comprenant l'École d'Athènes, Le Parnasse et la Dispute du Saint-Sacrement. Sur les murs, Raphaël décore quatre grandes lunettes, inspirées des quatre facultés des universités médiévales, à savoir la théologie, la philosophie, la poésie et le droit, ce qui a conduit à l'idée que la salle était à l'origine conçue comme une bibliothèque ou un studiolo.
Raphaël y déploie une vision scénographique équilibrée dans laquelle les masses de personnages s'organisent, avec des gestes naturels, dans des symétries solennelles et calculées, sous la bannière d'une monumentalité et d'une grâce plus tard qualifiées de « classiques ».
Raphael est ensuite chargé de peindre d'autres salles, se substituant à d'autres artistes, dont Pérugin et Luca Signorelli. Il réalise trois salles, chacune avec des peintures sur chaque mur et souvent sur les plafonds, laissant de plus en plus le travail de peinture de ses dessins détaillés à l'important atelier qu'il constitue, auxquelles est ajoutée une quatrième pièce après sa mort prématurée en 1520, ne comprenant probablement que certains éléments conçus par Raphael, .

##### Chambre d'Héliodore

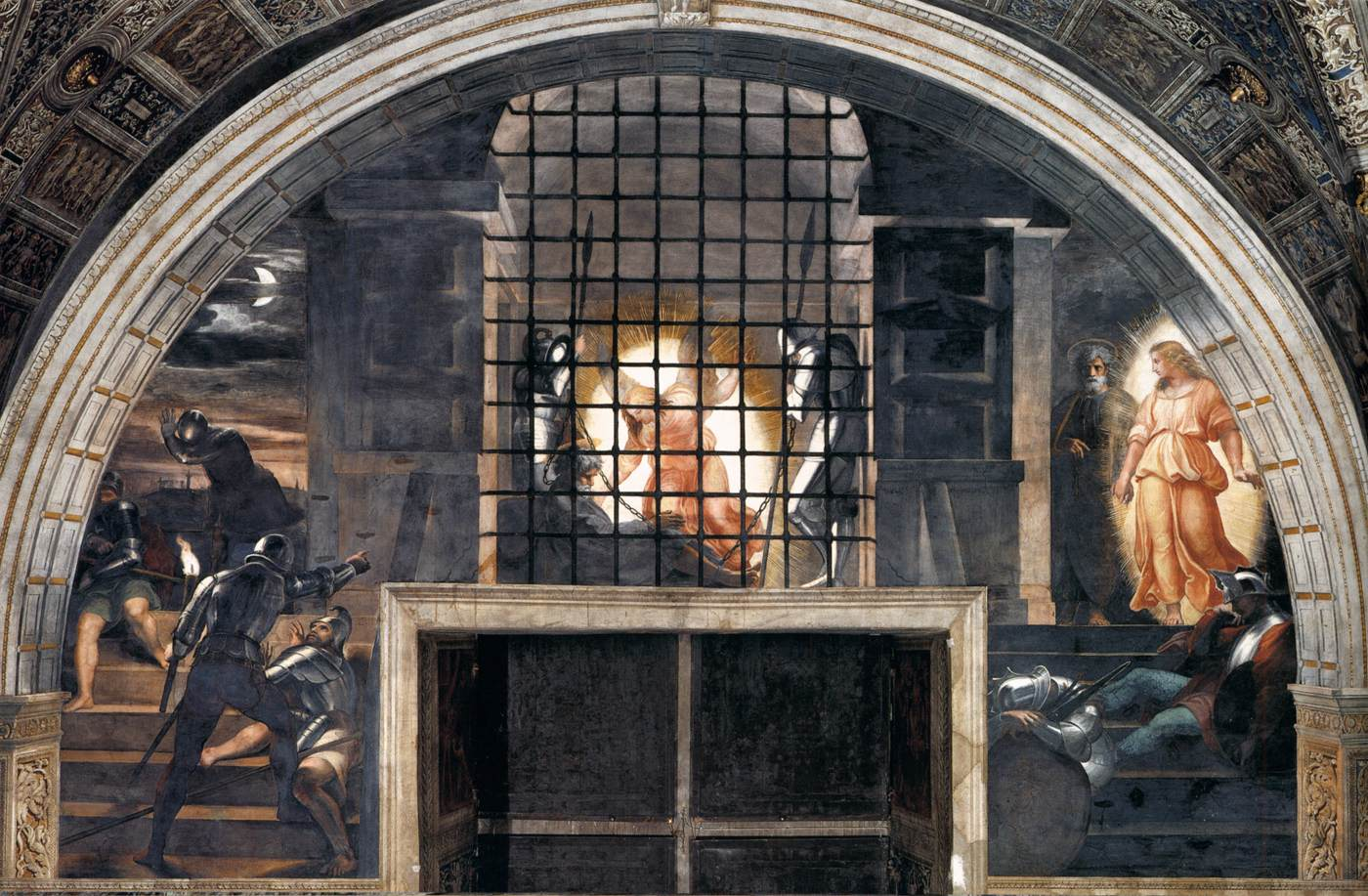
La Délivrance de saint Pierre.

En 1511, alors que les travaux de la Chambre de la Signature se terminent, le pape rentre d'une guerre désastreuse contre les Français qui lui a coûté la perte de Bologne et la présence tant redoutée d'armées étrangères en Italie, ainsi qu'un grand gaspillage de ressources financières. Le programme décoratif de la salle voisine, destinée à être une salle d'audience et appelée plus tard la Chambre d'Héliodore du nom de l'une des fresques, prend en compte la situation politique particulière : il est décidé de créer des scènes représentant l'Église surmontant les difficultés grâce à l'intervention divine.
Déjà la première des fresques, Héliodore chassé du temple, montre un développement stylistique radical, avec l'adoption d'un style « dramatique » sans précédent, fait d'actions agitées, de pauses et d'asymétries, impensables dans les fresques très récentes de la salle précédente. Le pape, imperturbable, assiste à la scène depuis la gauche de la fresque, comme s'il était devant une représentation théâtrale.
Dans La Messe de Bolsena, les rythmes calmes reviennent, même si la profondeur de l'architecture et les effets de lumière créent un drame innovant ; la couleur s'enrichit de fonds denses et plus corsés, peut-être issus de l'exemple des peintres vénitiens actifs à la cour papale.
De nouveau, dans La Rencontre entre Léon Ier le Grand et Attila, les asymétries se reproduisent, tandis que dans La Délivrance de saint Pierre, le point culminant des études sur la lumière est atteint, avec une scène nocturne animée par le clair de lune et l'apparition angélique qui libère le premier pontife de l'emprisonnement.

##### Chambre de l'Incendie de Borgo

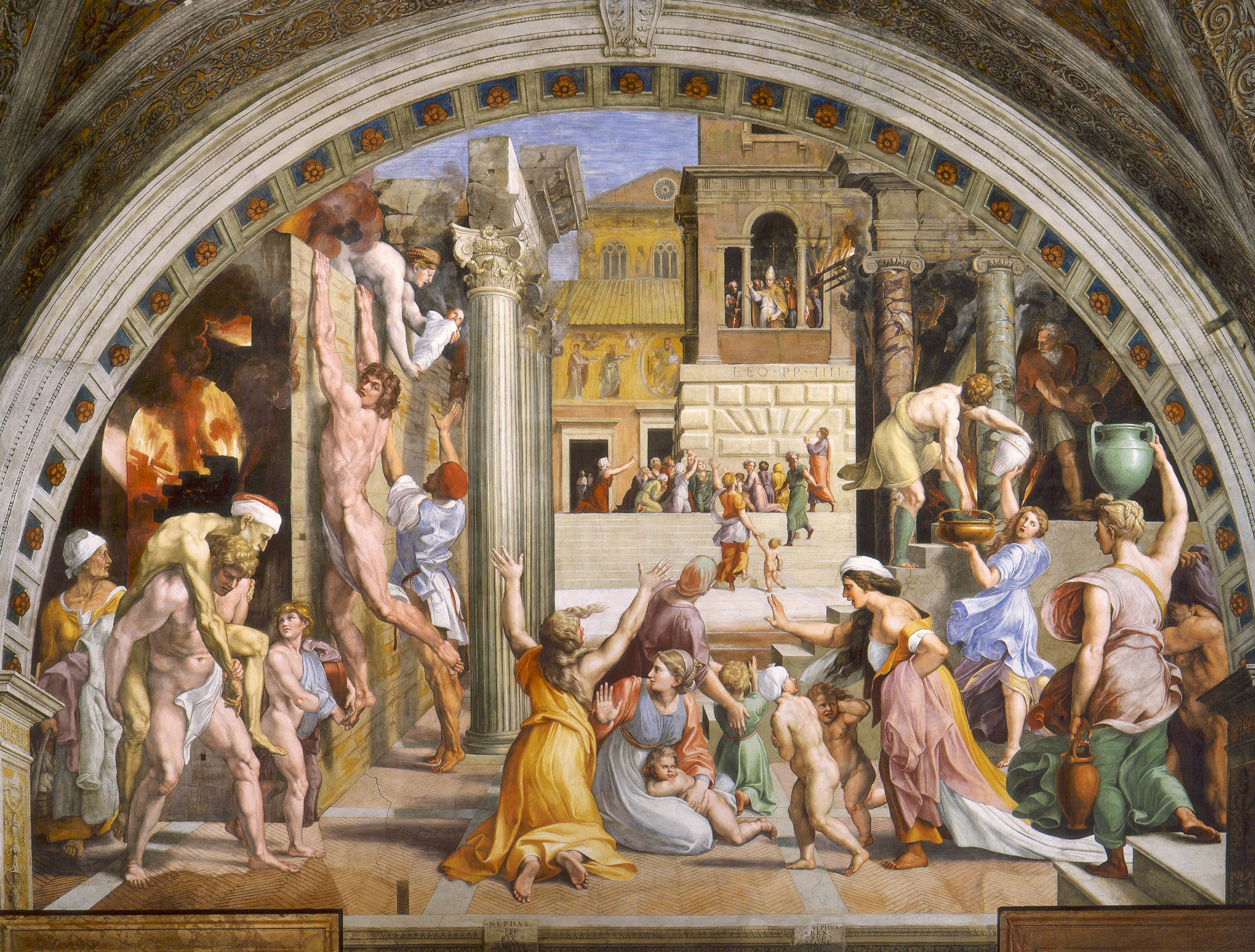
L'Incendie de Borgo.

La mort de Jules en 1513 n'interrompt pas les travaux : il est remplacé par le pape Médicis Léon X avec qui Raphaël noue une relation encore plus étroite et qui continue à lui passer commandes. Son ami, le cardinal Bibbiena, est également l'un des anciens tuteurs de Léon X, un ami proche et son conseiller.
Léon X ne fait que confirmer à Raphaël le rôle qu'il avait sous son prédécesseur. La troisième salle, plus tard connue sous le nom de L'Incendie de Borgo, est centrée sur la célébration du pape en fonction à travers les figures de ses prédécesseurs homonymes, tels que Léon III et Léon IV. La lunette la plus célèbre, qui est aussi la seule où le maître est intervenu directement et de manière substantielle, est celle de L'Incendie de Borgo (1514) dans laquelle les emprunts au dynamisme tourbillonnant des fresques de Michel-Ange deviennent maintenant évidentes, mais réinterprétées avec d'autres influences, au point de générer un nouveau « classicisme », scénographique et monumental, doté également de grâce et d'harmonie.

##### Analyse
Raphael est clairement influencé par le plafond de la chapelle Sixtine de Michel-Ange lors de la réalisation des Chambres. Vasari a écrit que Bramante l'a laissé entrer secrètement dans la chapelle. La première section est achevée en 1511 et la réaction des autres artistes à la force redoutable de Michel-Ange est la question dominante dans l'art italien pendant les décennies suivantes. Raphael, qui a déjà montré son talent à intégrer les influences dans son propre style personnel, relève le défi peut-être mieux que tout autre artiste. L'un des premiers exemples et des plus clairs est le portrait dans l'École d'Athènes de Michel-Ange lui-même, représentant Héraclite, qui semble clairement inspiré des Sybilles et ignudi du plafond de la Sixtine. D'autres personnages dans cette fresque, et plus tard dans la pièce, montrent les mêmes influences, mais toujours cohérentes, avec un développement du style propre de Raphaël. Michel-Ange accuse Raphaël de plagiat et des années après sa mort, se plaint dans une lettre que « tout ce qu'il savait sur l'art, il a l'obtenu de moi », bien que d'autres citations montrent des réactions plus « charitables ».
Ces compositions, très grandes et complexes, sont considérées depuis comme parmi les œuvres suprêmes de la grande manière de la Haute Renaissance et de « l'art classique » de l'Occident post-antique. Elles fournissent une représentation hautement idéalisée des formes représentées, et les compositions, bien que très soigneusement conçues dans les dessins, atteignent la « sprezzatura », un terme inventé par son ami Castiglione, qui la définit comme « une certaine nonchalance qui cache tout art et fait que tout semble incontrôlé et réalisé sans effort… ». Selon Michael Levey, « Raphaël donne à ses [figures] une clarté et une grâce surhumaines dans un univers de certitudes euclidiennes ». La peinture est presque toujours de la plus haute qualité dans les deux premières salles, mais les compositions suivantes, en particulier celles impliquant une action dramatique, ne sont pas tout à fait aussi réussies, ni dans la conception, ni dans leur exécution par l'atelier.

#### Pour Agostino Chigi

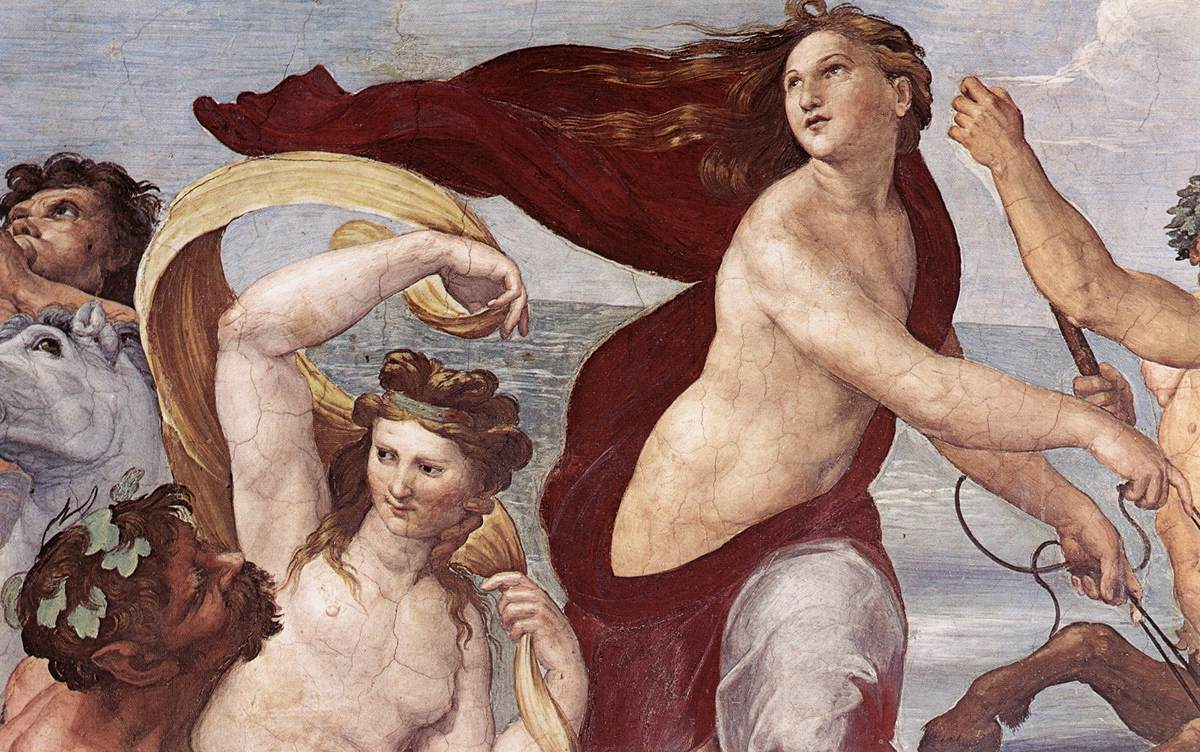
Le Triomphe de Galatée, détail.

Alors que la renommée de Raphaël se développe, de nouveaux clients souhaitent utiliser ses services, mais seuls les plus influents auprès de la cour papale sont en mesure de le distraire de son travail au Vatican. Parmi ceux-ci se détache Agostino Chigi, un très riche banquier d'origine siennoise, qui a fait construire la première et très imitée villa urbaine par Baldassarre Peruzzi qui sera appelée plus tard villa Farnesina.
Raphaël est appelé à y travailler à plusieurs reprises, d'abord à la fresque du Triomphe de Galatée (1511), d'une reconstitution classique étonnante, puis à la Loggia de Psyché (1518-1519), et enfin à la pièce avec les Histoires d'Alexandre, œuvre inachevée créée par Sodoma.
En outre, toujours pour Chigi, Raphaël peint la fresque des Sibylles et des Prophètes (1514) à Santa Maria della Pace et surtout réalise le projet ambitieux de la chapelle Chigi à Santa Maria del Popolo, où l'artiste prend également en charge la conception de l'architecture, les dessins pour les mosaïques du dôme et, probablement, les dessins pour les sculptures représentant les prophètes Jonas et Elia, réalisées par Lorenzetto et complétées, des années plus tard, par Le Bernin.
Si son atelier est largement mis à contribution, une grande part de la conception et de l'exécution de ces travaux est due à Raphaël.

#### Portraits

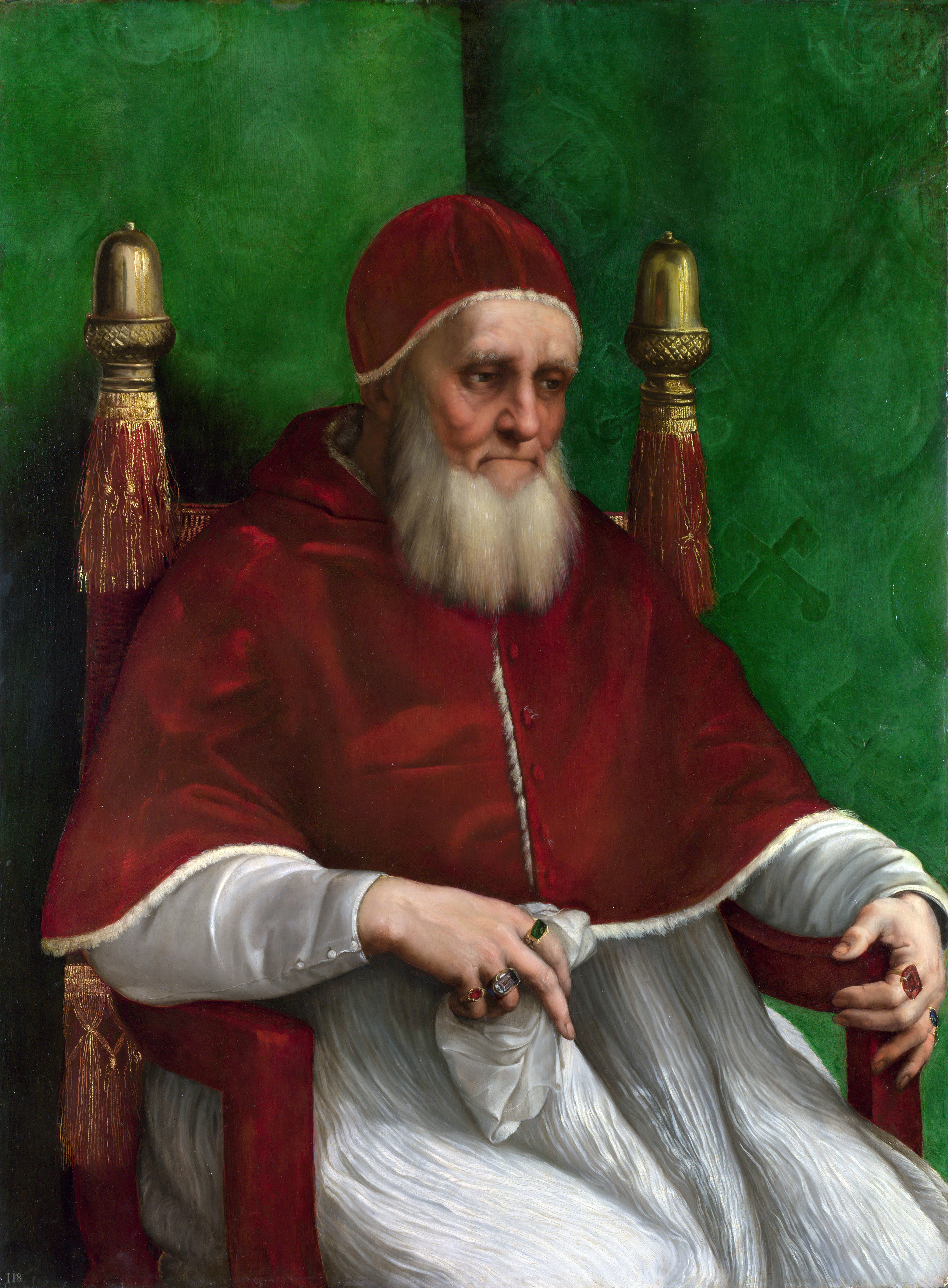
Portrait du pape Jules II.

Parallèlement à son activité de fresquiste, la réalisation de portraits est une autre des occupations fondamentales de Raphaël. Il apporte au sujet de nombreuses innovations. Déjà dans le Portrait d'un cardinal, aujourd'hui au Prado (1510-1511), l'utilisation d'un point de vue abaissé et le léger aperçu conséquent des épaules et de la tête introduit un détachement aristocratique confirmé par l'attitude impassible du personnage. Le Portrait de Baldassarre Castiglione (1514-1515), grâce à la rare affinité spirituelle entre le peintre et son modèle, parvient à incarner l'idéal de perfection esthétique et intérieure du courtisan exprimé dans le célèbre Livre du Courtisan. Dans le Portrait de Tommaso Inghirami (1514-1516), même un défaut physique comme le strabisme est ennobli par la perfection formelle de l'œuvre.
Mais c'est surtout avec le Portrait de Jules II que les innovations deviennent plus évidentes, avec un point de vue diagonal et légèrement d'en haut, positionnant le spectateur à côté du pontife. L'attitude de réflexion mélancolique, indicateur de la situation politique de l'époque (1512), introduit un élément psychologique jusque-là étranger au portrait officiel. Le spectateur se situe comme en présence du pontife, sans aucun détachement physique ou psychologique .
Une approche similaire est également utilisée dans le Portrait de Léon X avec les cardinaux Giulio de 'Medici et Luigi de' Rossi (1518-1519, Offices), dans lequel le pape, toujours avec une perspective basée sur des lignes diagonales, est représenté alors qu'il a suspendu la lecture d'un précieux manuscrit enluminé et se retrouve en présence des deux cousins cardinaux, avec un entrelacs de regards et de gestes qui sondent l'espace en profondeur, se calibrant sur une harmonie extrême. L'extraordinaire virtuosité du rendu des détails, comme ceux du matériel de la pèlerine, de la cloche ciselée ou du reflet de la pièce dans le bouton de la chaise, contribue à créer cette image de splendeur si chère au pontife.
D'autres portraits représentent ses propres amis, comme Castiglione, ou le cercle papal immédiat. Des dirigeants ont fait pression pour le faire travailler ; le roi François Ier reçoit deux peintures comme cadeaux diplomatiques du pape.

La Fornarina.

Le célèbre portrait d'une femme, connu sous le nom de La Fornarina remonte aux mêmes années (1518-1519), œuvre d'une sensualité douce et immédiate alliée à une vive luminosité. Selon une reconstitution transmise par la tradition historiographique, mais sans fondement scientifique et documenté, l'artiste aurait dépeint sa muse et son amante, sur l'identification de laquelle se sont alors épanouies diverses légendes. Au-delà de sa véracité, la narration au sujet de la Fornarina, déjà commencée par Vasari, intéresse la littérature artistique depuis des siècles et atteint son apogée à l'époque romantique.
Une étude de Giuliano Pisani montre comment le terme « fornarina », utilisé en 1772 par le graveur Domenico Cunego, fait référence à une tradition linguistique déjà attestée à Anacreonte (VIe siècle av. J.-C.) et dans de nombreux documents littéraires de l'antiquité et des époques médiévale, Renaissance et moderne, dans lesquels « four » et ses dérivés (« boulanger », « infornare », etc.) indiquent la fornication et donc, métaphoriquement, la « femme, organe sexuel » ; il s'ensuit que le choix du terme « fornarina » ne signifie pas la fille d'un boulanger, mais plutôt l'amante du peintre. Pisani, à travers des comparaisons appropriées, en particulier avec Amour sacré et Amour profane de Titien, émet l'hypothèse que Raphaël, sous l'égide de Marsilio Ficino et Pietro Bembo, dépeint la céleste Vénus dans La Fornarina, l'amour qui élève les esprits à la recherche de la vérité à travers l'idée sublimée de la beauté, et qui se distingue de l'autre Vénus, la terrestre, force génératrice de la nature, qui se rapporte à la beauté terrestre et a pour but la procréation. En ce sens, La Velata correspondrait à La Fornarina, identifiée comme Vénus terrestre, épouse et mère.

#### Renouvellement du retable

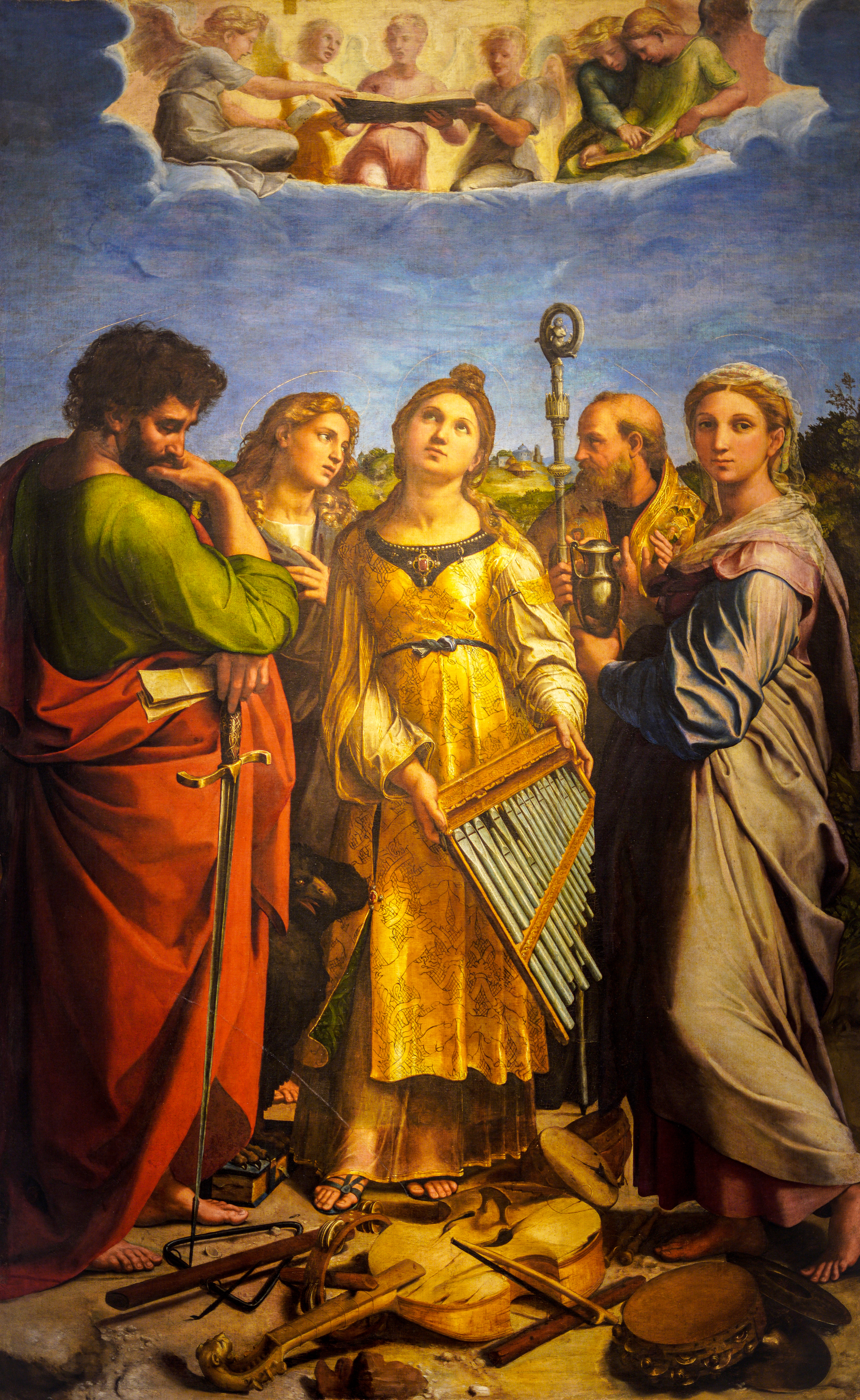
L'extase de sainte Cécile.

L'autre évolution essentielle de cette période est liée aux transformations radicales mises en œuvre dans les retables, avec une implication toujours plus importante du spectateur. La plupart des vierges romaines de Raphaël reprennent les nouvelles théories du XVIe siècle sur la bienséance : des drapés intemporels enveloppent la mère de Dieu qui se présente comme une apparition céleste à son adorateur sur terre. Déjà dans la Vierge de Foligno (1511-1512), le motif traditionnel de la Conversation sacrée est supplanté par les références croisées continues entre la partie supérieure et celle inférieure, avec une orchestration chromatique qui donne son unité à l'ensemble, incluant le paysage vibrant en arrière-plan, lié à l'événement miraculeux qui est à l'origine de la commission.
Raphaël franchit un pas décisif avec La Madone Sixtine (1513-1514), où un rideau de côté et une balustrade encadrent une apparition terrestre de Marie, pieds nus et dépourvue d'auréole, mais rendue surnaturelle par la zone lumineuse qui l'entoure. Autour d'elle, deux saints regardent et désignent l'extérieur du retable, comme pour présenter les fidèles invisibles à Marie, vers lesquels elle semble marcher, miraculeusement immobile mais poussée par un vent qui secoue sa robe. Les deux anges, fameux, accoudés ont aussi pour rôle de relier la sphère terrestre et réelle à la sphère céleste et peinte.
Le retable de L'Extase de Sainte Cécile (1514) marque l'apogée de ce renouveau, le tout joué sur une présence impalpable du divin, intériorisé par l'état extatique de la sainte qui renonce à la musique mondaine, représentée dans l'extraordinaire nature morte constituée par ses anciens instruments à ses pieds, abandonnés en faveur de la musique éternelle et céleste du chœur des anges apparu au-dessus d'elle. La Madone de l'amour divin (1516) fait référence à cet ouvrage, au moins dans la physionomie de la Vierge, sujet dont la conception et la réalisation ont été récemment rapportées à Raphaël lui-même (et dont il existe une copie de Giovan Francesco Penni à l'église de la Sacra Famiglia de Cinisello Balsamo).

#### Tapisseries de la chapelle Sixtine

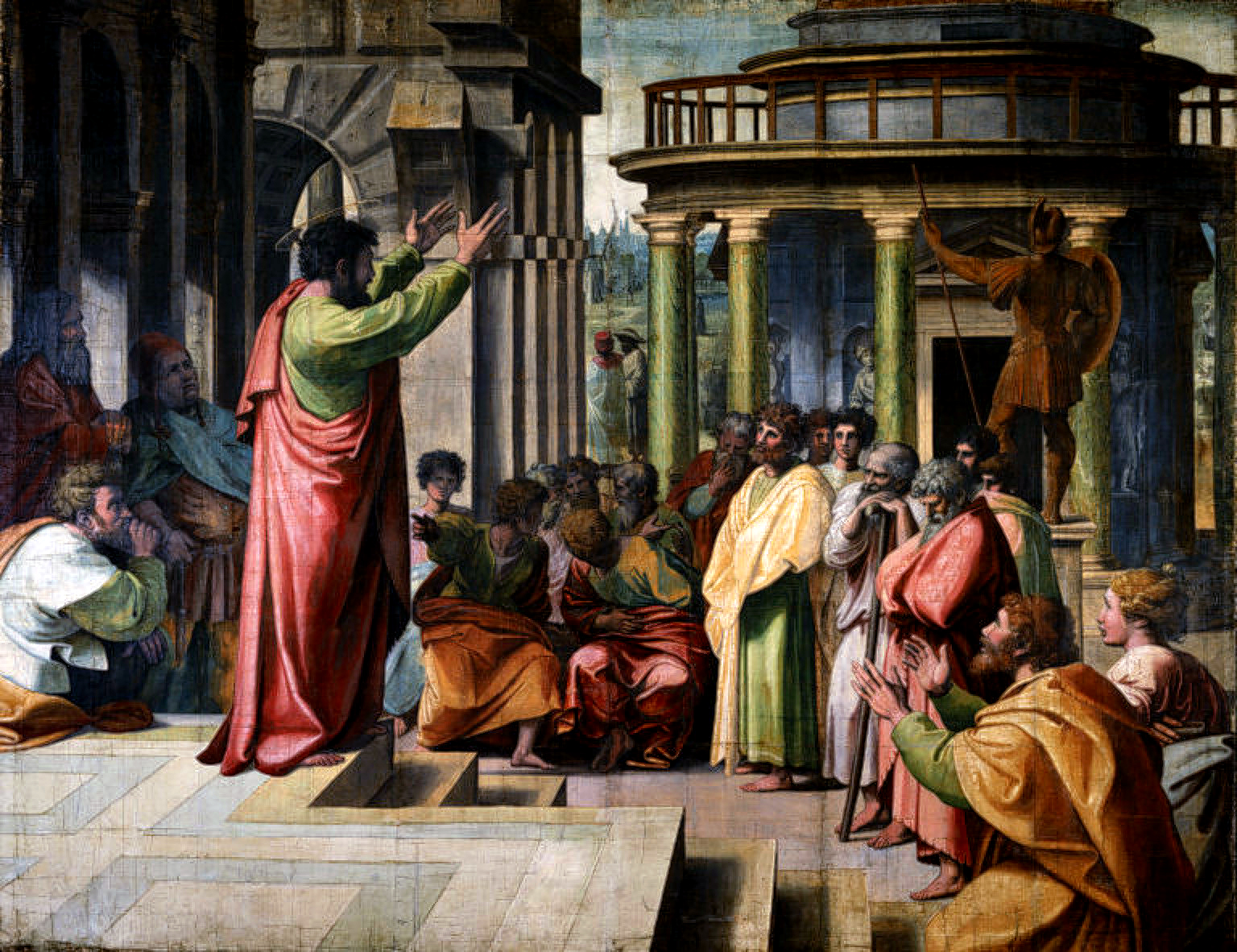
Saint Paul prêchant à Athènes, carton pour tapisserie.

Léon X souhaite également associer son nom à la prestigieuse entreprise de la chapelle Sixtine, en laissant libre la dernière bande, le registre le plus bas où se trouvaient les faux rideaux, et pour lequel il décide de faire tisser à Bruxelles une série de tapisseries à accrocher à l'occasion des liturgies les plus solennelles. Les premiers documents sur la commission à Raphaël remontent au 15 juin 1515.
Raphaël, se trouvant en confrontation directe avec les grands maîtres du XVe siècle et surtout avec Michel-Ange et sa voûte éblouissante, doit actualiser son style et s'adapter également aux difficultés techniques de l'entreprise qui implique la réalisation de cartons renversés par rapport au résultat final, une gamme chromatique limitée par rapport aux colorants disponibles pour les fils, de devoir renoncer à des détails trop minutieux et de privilégier les grands champs de couleur. Il réussit à surmonter toutes ces difficultés, simplifiant les plans en profondeur, marquant l'action avec plus de force grâce à un contraste net entre groupes et figures isolées, et en recourant à des gestes éloquents, à la lisibilité immédiate, au nom d'un style « tragique » et exemplaire.
Les Cartons de Raphaël (maintenant au Victoria and Albert Museum) constituent l'une de ses plus importantes commandes papales, composée d'une série de dix cartons, dont sept nous sont parvenus, pour des tapisseries avec des scènes de la vie de saint Paul et saint Pierre. Les cartons sont envoyés à Bruxelles pour être tissés dans l'atelier de Pieter van Aelst. Il est possible que Raphaël ait vu la série finie avant sa mort, les tapisseries ayant probablement été achevées en 1520.

#### Commissions non exécutées
Malgré la rapidité et l'efficacité de l'atelier, les nombreux aides et l'excellente organisation du travail, la renommée de Raphaël dépasse désormais largement ses possibilités réelles de satisfaire les demandes et de nombreuses commandes, même importantes, doivent être reportées pendant longtemps, ou ne sont pas honorées. Les Clarisses de Monteluce à Pérouse doivent attendre une vingtaine d'années avant d'obtenir le retable avec le Couronnement de la Vierge commandé autour de 1501-1503 et peint après la mort de l'artiste par Giulio Romano à partir de dessins datés de la jeunesse du maître. Le cardinal Gregorio Cortesi tente en 1516 de lui demander des fresques pour le réfectoire du couvent de San Polidoro à Modène , tandis que l'année suivante Laurent II de Médicis, neveu du pape, veut, en vain, que l'artiste dessine son profil pour le faire figurer sur les monnaies du duché.
Isabelle d'Este ne réussit jamais à obtenir une « image » de la main de Raphaël pour son studiolo, ni son frère Alphonse d'Este pour ses chambres d'albâtre : malgré le versement d'une caution et l'insistance répétée des ambassadeurs de Ferrare à la cour papale cour (à laquelle Raphaël prétend même être engagé pour ne pas les recevoir), finalement le Triomphe de Bacchus a été peint par Titien. Entre-temps, cependant, Raphaël fait parvenir au marquis de nombreux cartons et dessins afin de ne pas perdre ses grâces.

#### Architecture

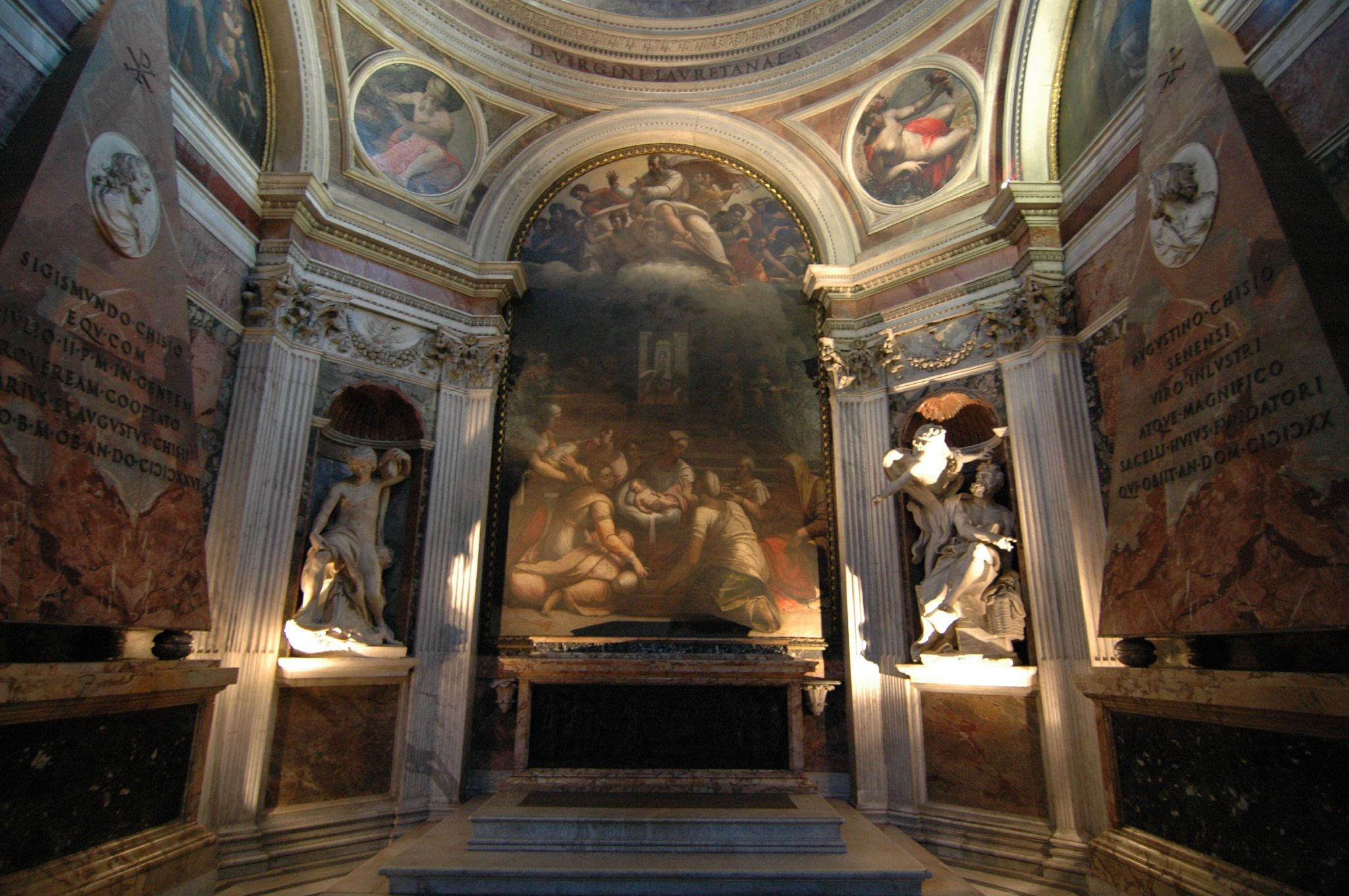
Chapelle Chigi.

Après la mort de Bramante en 1514, lorsque Raphaël accepte le poste de surintendant des travaux de la basilique Saint-Pierre, le plus important chantier romain, il a déjà une certaine expérience dans ce domaine derrière lui. Les mêmes architectures peintes, arrière-plan de nombreuses œuvres célèbres, témoignent d'une richesse de connaissances qui va au-delà de l'apprentissage habituel d'un peintre.
Déjà pour Agostino Chigi, il a conçu des « écuries » de la villa Farnesina (détruites, il ne reste que le sous-sol de la Via della Lungara) et de la chapelle funéraire de Santa Maria del Popolo. Il a également construit la petite église Sant'Eligio degli Orefici. Dans ces ouvrages, il réutilise des motifs dérivés de l'exemple de Bramante et de Giuliano da Sangallo, combinés avec des suggestions de l'antiquité afin de constituer une originalité notable.
La chapelle Chigi, par exemple, reproduit à petite échelle le plan centré avec les quatre piliers d'angle de Saint-Pierre, mais mis à jour par des modèles antiques tels que le Panthéon, et décoré avec plus de richesse et de vivacité. En novembre 1515, il doit participer au concours pour la façade de San Lorenzo à Florence, qui fut plus tard remporté par Michel-Ange.

##### Basilique Saint-Pierre.

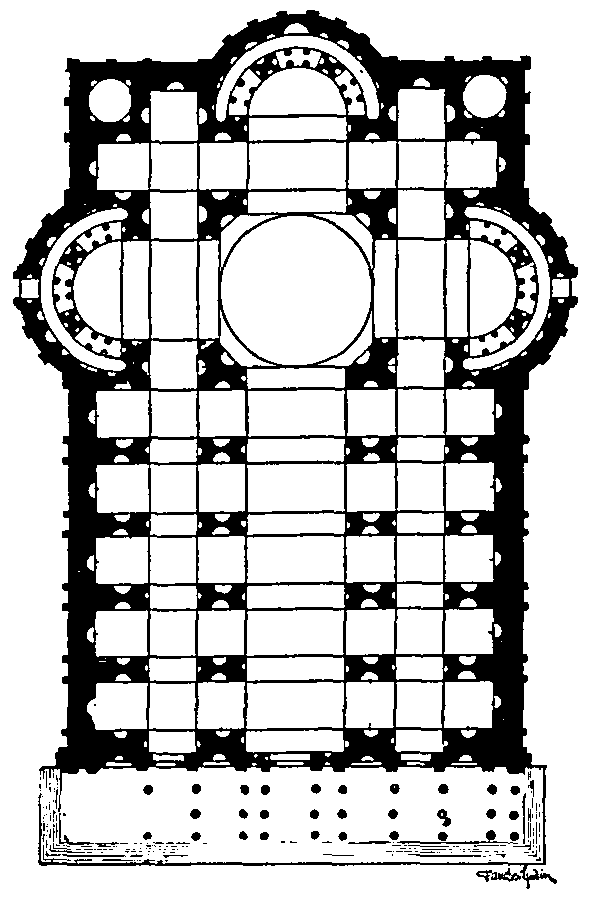
Projet de Raphaël pour la basilique Saint-Pierre.

Raphaël se consacre au chantier de construction de Saint-Pierre avec enthousiasme, mais aussi avec une certaine crainte, comme on peut le lire dans la correspondance de ces années, visant à égaler la perfection des anciens. Ce n'est pas un hasard s'il demande à Fabio Calvo de lui faire une traduction du De architectura de Vitruve, qui est restée inédite, afin d'étudier directement le traité et l'utiliser dans l'étude systématique des monuments romains. Il reçoit la traduction vers la fin du mois d'août 1514 ; elle est conservée à la Bibliothèque de Munich avec des notes manuscrites en marge de la main de Raphaël.
Bien que les travaux avancent lentement (Léon X est en fait beaucoup moins intéressé que son prédécesseur par le nouveau bâtiment), son apport est essentiel dans la restauration du corps longitudinal de la basilique, qu'il greffe sur la croisée commencée par Bramante.
Dans la conception, Raphaël utilise un nouveau système, celui de la projection orthogonale , abandonnant la configuration en perspective de Bramante (il dit : « l'architecte n'a pas besoin de savoir dessiner comme un peintre, mais d'avoir des dessins qui lui permettent de voir le bâtiment tel qu'il est »). Dans le plan attribué à Raphaël, une nef à cinq travées, avec des bas-côtés, est placée devant l'espace en forme de dôme de Bramante avec des piliers à double pilastre, à la fois vers la nef principale et vers les bas-côtés ; la façade est composée d'un grand portique de deux étages.
Les fondations des piliers se révèlent insuffisantes ; pour cette raison, il est décidé de positionner les parois (les plus sollicitées par la charge) plus près des pilastres du dôme. L'ordre colossal de la croisée se poursuit sur les piliers du transept, et les colonnes entre les piliers forment un ordre mineur.
Raphaël n'a pas l'intention de modifier le dôme de Bramante : l'aspect extérieur de l'église aurait été dominé par l'entablement à l'ancienne, c'est-à-dire composé de supports verticaux et d'architraves horizontales sans utilisation d'arcs. Tant dans les déambulatoires que sur la façade, des colonnes libres ou des demi-colonnes adossées à la maçonnerie soutiennent un entablement dorique.
La plupart des apports de Raphaël sont modifiés ou démolis après sa mort et l'acceptation du dessin de Michel-Ange, mais quelques dessins ont survécu. Il semble que ses conceptions auraient rendu l'église beaucoup plus sombre que la conception finale, avec des piliers massifs tout le long de la nef, « comme une ruelle » selon une analyse posthume critique d'Antonio da Sangallo le Jeune, le successeur de Raphaël (1520), qui a exposé les défauts du projet dans un mémorial célèbre. La basilique aurait peut-être ressemblé au temple d'Héliodore chassé du temple.

##### Palais

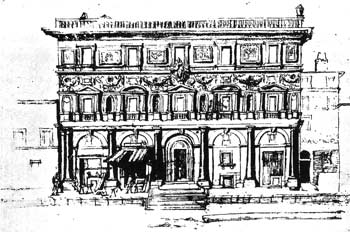
Palazzo Branconio dell'Aquila, maintenant détruit.

Raphaël conçoit plusieurs autres bâtiments et est pendant une courte période l'architecte le plus important de Rome, travaillant pour un petit cercle qui gravite autour de la papauté. Jules II modifie le plan des rues de la ville, créant plusieurs nouvelles artères, et il veut qu'elles soient bordées de palais splendides.
Raphael conçoit (selon Vasari ) le palais Branconio dell'Aquila pour le protonotaire apostolique Giovanbattista Branconio dell'Aquila, qui a été démoli au XVIIe siècle pour faire place à la colonnade du Bernin devant la basilique Saint-Pierre, mais des dessins de la façade et de la cour subsistent. La façade comporte cinq travées, inspirées du palais Caprini de Bramante, mais différent du modèle du maître. Le rez-de-chaussée, par exemple, devait être loué à des magasins et n'est pas en bossage, mais articulé par un ordre toscan qui encadre des arcades aveugles. À l'étage, Raphaël abandonne les commandes classiques, rompant ainsi la tradition du palais Rucellai. La façade est richement décorée pour l'époque, avec à la fois des panneaux peints au dernier étage et de nombreuses sculptures à l'étage du milieu.
D'autres palais sont certainement conçus par Raphaël avec l'aide de son atelier qui comprend Giulio Romano, aussi connu comme architecte, dont le palais Jacopo da Brescia et le palais Alberini. Construit pour le médecin du pape Léon X, le palais Jacopo da Brescia, a été déplacé dans les années 1930 mais subsiste ; il est conçu pour compléter un palais de la même rue par Bramante, où Raphael lui-même a vécu pendant un certain temps.
Le palais Vidoni Caffarelli, qui a longtemps été attribué à Raphaël, n'a pas été conçu personnellement par le maître, mais certainement par l'un de ses élèves, probablement Lorenzo Lotti, avec encore un modèle et un style qui se réfèrent non seulement à Raphaël, mais aussi à Bramante. Selon Vasari , le projet du palais Pandolfini à Florence, commencé en 1516, est également attribué à Raphaël, où cependant Francesco da Sangallo, puis Bastiano da Sangallo, appelé Aristotile, ont supervisé les travaux. On ne sait pas si le bâtiment qui comporte exceptionnellement seulement deux étages au lieu des trois habituels, est incomplet ou non.
Il ne reste que quelques plans d'étage pour un grand palais prévu pour Raphaël lui-même sur la nouvelle via Giulia dans le rione de Regola, pour lequel il a acquis le terrain dans ses dernières années sur un îlot irrégulier près du fleuve Tibre. Il semble que toutes les façades devaient avoir un ordre colossal de pilastres s'élevant d'au moins deux étages sur toute la hauteur de l'étage noble, « une caractéristique grandiloquente sans précédent dans la conception de palais privés ».
Les dessins de palais de Raphaël s'appuient sur la forme du palais Caprini conçu et réalisé par Bramante, que l'artiste achète en 1517 et où il demeure jusqu'à sa mort, mais avec des modifications importantes, presque toujours vers une plus grande abondance : rusticité plus complexe du rez-de-chaussée, profusion de reliefs en stuc à l'étage noble, avec niches, guirlandes et variations autour des fenêtres ; la structure très compartimentée des travées est brisée, la lumière et la couleur sont introduites et l'architecture est soumise à un processus d'enrichissement et d'ornementation semblable à la recherche de la grâce poétique et du mouvement en peinture.

#### Villa Madame

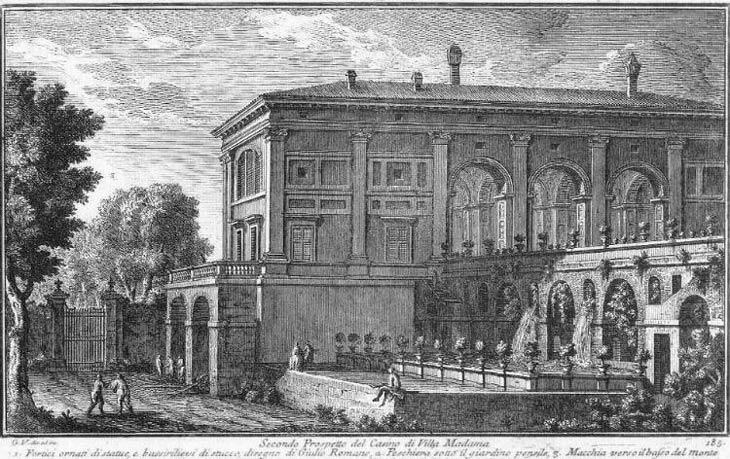
Gravure du XVIIIe siècle de la villa Madame.

Le projet inachevé de villa Madame, à flanc de colline du Monte Mario, commence en 1518 à la demande de Léon X et du cardinal Giulio de 'Medici, plus tard pape sous le nom de Clément VII, et est destiné à trouver une grande résonance et un développement tout au long du XVIe siècle. Le cadre Renaissance de la villa est retravaillé à la lumière de l'ancienne leçon, avec des formes imposantes et une attention particulière à l'intégration du bâtiment dans le milieu naturel environnant. Autour de la cour circulaire centrale, il devait y avoir une série d'axes visuels ou de chemins, avec une succession de loggias, salons, salles de service et salles de thermes, jusqu'au jardin sur les pentes de la colline, avec hippodrome, théâtre, écuries pour deux cent chevaux et fontaines. Le décor est délicatement calibré, dans lequel se confondent fresques et stucs inspirés de la Domus aurea et d'autres vestiges archéologiques découverts à cette époque.
Les plans complets doivent être reconstitués de manière spéculative ; les plans définitifs de la construction sont achevés par Antonio da Sangallo le Jeune à partir de ceux de Raphaël. Même incomplète, c'est la conception de villa la plus sophistiquée jamais vue en Italie, et elle a grandement influencé le développement ultérieur du genre ; elle semble être le seul bâtiment moderne de Rome dont Palladio a fait un dessin mesuré.
À la villa Madame, Raphaël insiste sur les vues intérieures, comme dans la chapelle Chigi, et renonce à un système structurel régissant l'ensemble, comme dans le palais Branconio dell'Aquila. Aucun bâtiment précédent n'a reproduit aussi exactement la fonction et les formes des anciens modèles romains : structure et ornement se mélangent.
Les travaux sont suspendus à l'époque de Clément VII et endommagés lors du sac de Rome.

#### Antiquités

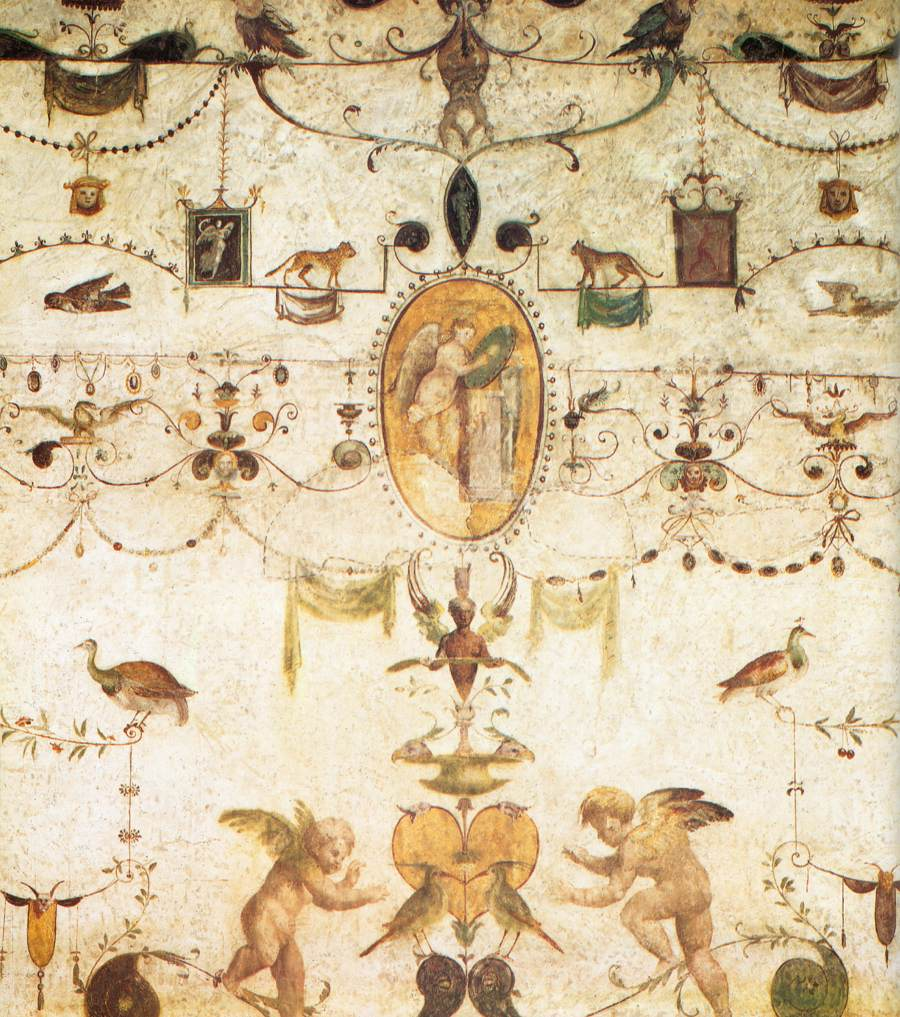
Giovanni da Udine, détails de la décoration de la Loggeta du Cardinal Bibbiena.

Vers 1510, Bramante demande à Raphaël de juger des copies contemporaines de Laocoon et ses fils.
En 1515, il reçoit des pouvoirs en tant que Préfet sur toutes les antiquités déterrées à l'intérieur, ou à un mile à l'extérieur de la ville. Quiconque fouille des antiquités est tenu d'en informer Raphael dans les trois jours et les tailleurs de pierre ne sont pas autorisés à détruire des inscriptions sans autorisation. Il est chargé de la garde et de l'enregistrement des marbres anciens, ce qui l'amène à mener une étude minutieuse des vestiges, par exemple en examinant les structures et les éléments architecturaux du Panthéon comme personne ne l'avait fait jusque-là.
Le projet le plus engageant et le plus ambitieux dans ce domaine est de dresser une carte de la Rome impériale, ce qui nécessite le développement d'une procédure systématique de relevé et de représentation orthogonale. Raphaël s'aide d'un instrument équipé d'une boussole, décrit dans une lettre au pape qui est écrite avec Baldassarre Castiglione et dans laquelle il y a aussi une expression célèbre et passionnée d'admiration pour la culture classique : la volonté de rivaliser avec celle-ci ne peut ignorer la nécessité de préserver ses restes ; il se plaint des destructions, non pas tant celles des barbares, mais de celles dues à la négligence et à la superficialité des papes précédents, en mémoire de la Rome antique elle-même. Raphaël suggère au pape d'arrêter la destruction des monuments antiques. Le pape a l'intention de continuer à réutiliser la maçonnerie ancienne pour rebâtir Saint-Pierre, aussi veut-il également s'assurer que toutes les inscriptions anciennes sont enregistrées et la sculpture préservée, avant de permettre la réutilisation des pierres.
Le thème du « paragone des antiquités» est central dans les œuvres des dernières années de Raphaël, à la fois en revivant des mythes et dans l'accomplissement de la perfection formelle perdue. Dans des ouvrages comme la Loggia de Psyche ou les grotesques de la Stufetta ou de la Loggetta du cardinal Bibbiena, il élabore un système de décoration à l'ancienne, évoqué par des stucs et des fresques dans le style de la Domus Aurea (découverte quelques années plus tôt), jusqu'à la reprise de techniques comme l'encaustique ou la peinture sommaire avec des touches rapides et essentielles, animées de reflets.
Selon le journal de Marino Sanuto le Jeune, en 1519, Raphaël propose de transporter un obélisque du mausolée d'Auguste à la place Saint-Pierre pour 90 000 ducats. Selon Marcantonio Michiel, « la mort précoce de Raphael a attristé les hommes de lettres parce qu'il n'était pas capable de fournir la description et la peinture de la Rome antique qu'il faisait, qui était très belle ». Raphael a l'intention de faire une carte archéologique de la Rome antique mais elle n'a jamais été exécutée. Quatre dessins archéologiques de l'artiste sont conservés.

#### Loggia du Vatican
La Loggia qui orne la façade du palais Niccolino au Vatican, au second étage du Cortile di San Damaso, la soi-disant Loggia de Raphaël, commencée par Bramante, est poursuivie par Raphaël, à la fois dans l'exécution et dans la décoration. Il enrichit l'articulation des murs et recouvre les travées de voûtes en arc-de-cloître, ce qui permet à son atelier d'avoir des surfaces plus grandes pour la décoration picturale. Il les remplit de treillages et de perspectives architecturales en trompe-l’œil et y place de petites scènes bibliques. Ce chantier, commencé en 1518, voit travailler un grand nombre d'assistants, et présente une soixantaine d'histoires de l'Ancien et du Nouveau Testament, à tel point qu'il a été appelé la « Bible de Raphaël ». Un côté est décoré de grotesques de style roman.
Bien que presque entièrement exécutées par son atelier, ces fresques sont intéressantes car elles montrent, comme les dernières Chambres, les tapisseries et les fresques de la chapelle Chigi, l'évolution d'un nouveau style qui dépasse les formes du début de la Haute Renaissance et va vers une plus grande expressivité et un mouvement dynamique. De nombreuses preuves indiquent que ce changement de style est intimement lié au goût des antiques et surtout de l'art classique (Laocoon, Apollon du Belvédère), qui exprime de fortes émotions et une grâce poétique.

#### Transfiguration

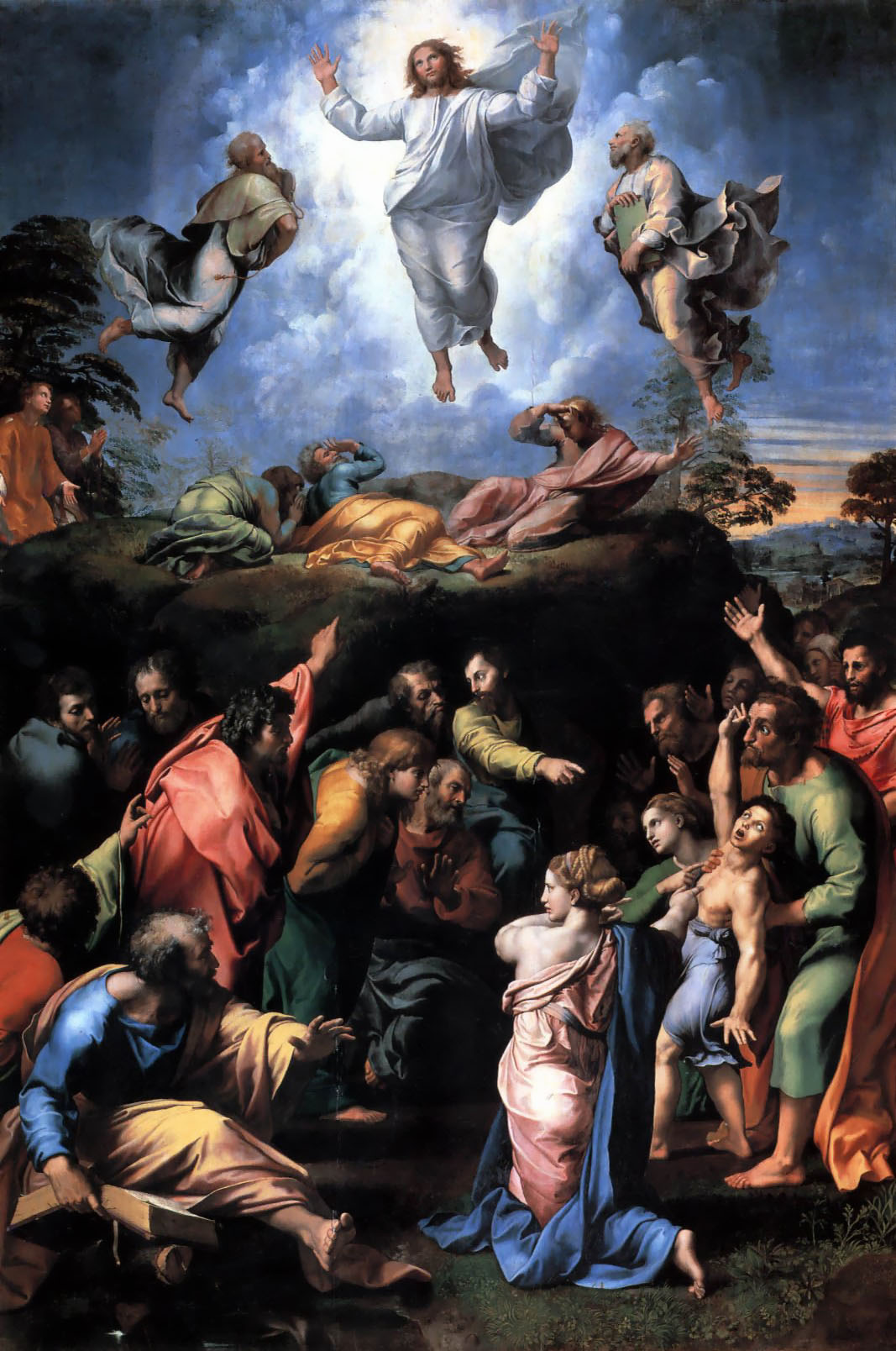
Transfiguration.

Son dernier travail, sur lequel il travaille jusqu'à sa mort, est une grande Transfiguration qui, avec Le Portement de Croix, montre la direction que prend son art dans ses dernières années, plus proto-baroque que maniériste.
En 1516, le cardinal Giulio de 'Medici organise une sorte de concours entre les deux plus grands peintres actifs à Rome, Raphaël et Sebastiano del Piombo (derrière lequel se tient son ami Michel-Ange), à qui il demande à chacun un retable pour la cathédrale de Narbonne, son évêché. Raphaël travaille assez lentement sur l'œuvre, à tel point qu'à sa mort, elle est encore incomplète, et Giulio Romano met certainement la main sur la partie inférieure, même si on ne sait pas dans quelle mesure. Cette œuvre représente la Transfiguration du Christ, qui est d'abord fusionnée avec l'épisode évangélique distinct de la guérison d'un enfant en proie à une possession démoniaque.
C'est une œuvre dynamique et innovante, avec une utilisation fulgurante de la lumière, qui montre deux zones circulaires qui se chevauchent, liées par de multiples références de mimétisme et de gestes. La force dramatique est libérée par le contraste entre la composition symétrique de la partie supérieure et les gestes et dissonances excités de la partie inférieure, reliées cependant sur l'axe vertical jusqu'à la théophanie qui dissout tous les drames.

### Vie privée et mort

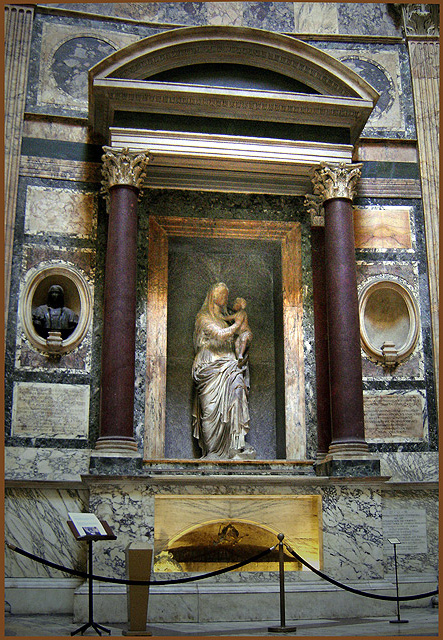
Tombe de Raphael et Maria Bibbiena au Panthéon, Madone de Lorenzetto.

De 1517 jusqu'à sa mort, Raphaël vécut dans le palais Caprini, situé à l'angle de la piazza Scossacavalli et de la via Alessandrina dans le Borgo, palais au style grandiose conçu par Bramante. Il ne s'est jamais marié, mais en 1514 se fiance à Maria Bibbiena, la nièce du cardinal Medici Bibbiena ; son manque d'enthousiasme semble se manifester par le fait que le mariage n'a pas eu lieu avant sa mort en 1520. On dit qu'il a eu de nombreuses affaires, mais un élément permanent dans sa vie à Rome est « La Fornarina », Margherita Luti, la fille d'un boulanger (fornaro) nommé Francesco Luti di Sienna qui vit Via del Governo Vecchio. Elle restera son amante durant toute sa vie. Femme d’une grande beauté, elle est très courtisée, ce qui inquiète Raphaël qui, d’un naturel jaloux, n’hésite pas à interrompre son travail pour la rejoindre.
Il est fait « Gentilhomme de la Chambre » du pape, ce qui lui donne un statut à la cour et un revenu supplémentaire, et aussi chevalier de l'ordre papal de l'Éperon d'or. Vasari affirme qu'il avait l'ambition de devenir cardinal, peut-être après quelques encouragements de Léon X, ce qui pourrait également expliquer le report de son mariage.
Cette dernière période de sa vie est caractérisée par une intense activité, mais la malaria et ses multiples crises de fièvre ont raison de sa santé déjà fragile. C’est ainsi qu’il meurt à Rome, après avoir exécuté son chef-d’œuvre, La Transfiguration (1517-1520), résumé de toute son œuvre.
Raphael décède le 6 avril 1520, à l'âge de 37 ans seulement, le Vendredi saint. Selon Vasari, la mort est survenue après quinze jours de maladie, qui commence par une fièvre « continue et aiguë », causée selon le biographe par des « excès amoureux », et inutilement traitée par des saignements répétés.
Marcantonio Michiel est l'un des témoins des condoléances suscitées par la mort de l'artiste et décrit dans quelques lettres le regret « de chacun et du pape », ainsi que la douleur des écrivains pour le défaut de compléter la « description et la peinture de Rome antique qu'il a fait, ce qui était une belle chose ». Il ne manque pas de souligner les signes extraordinaires qui se sont réalisés à sa mort : une fissure secoue le palais du Vatican, peut-être à la suite d'un petit tremblement de terre, et le ciel s'est agité.
C'est un leitmotiv de ses contemporains qui, au plus fort de son succès, le jugent si « divin » qu'ils le comparent à une réincarnation du Christ : comme lui, il meurt le Vendredi Saint et sa date de naissance est longtemps déformée pour la faire coïncider avec un autre Vendredi saint. Le même aspect avec la barbe et les cheveux longs et raides séparés au centre, visible par exemple dans l'Autoportrait avec un ami, ressemble étroitement à l'effigie du Christ comme l'écrit Pietro Paolo Lomazzo : la noblesse et la beauté de Raphaël « ressemblaient ce que tous les excellents peintres représentent en Notre Seigneur ». Vasari rejoint le chœur des louanges, qui se souvient de lui « par nature doté de toute cette modestie et bonté que l'on voit habituellement chez ceux qui plus que d'autres, ont un certain genre d'humanité ajouté à un bel ornement d'affabilité gracieuse ».
Dans la pièce où il meurt, la Transfiguration est suspendue quelques jours avant sa mort et la vision de ce chef-d'œuvre engendre encore plus de désespoir pour sa perte. Vasari écrit à ce propos : « Quel travail, en voyant le cadavre et le vivant, a fait éclater l'âme de tous ceux qui y regardaient ».
En son honneur, de fastueuses funérailles sont organisées suivies par la foule. Selon le journal de Paris de Grassis, quatre cardinaux vêtus de pourpre portent son corps, sa main est embrassée par le pape. L'inscription dans le sarcophage de marbre de Raphaël, un distique élégiaque écrit par Pietro Bembo, se lit comme suit : « Ici se trouve ce célèbre Raphaël par qui la Nature craignait d'être conquise pendant qu'il vivait et quand il mourait, elle craignait de mourir. »

Sa mort est accueillie par les sincères condoléances de toute la cour papale. Son corps est enterré dans le Panthéon, comme il l'a lui-même demandé. Plus tard, ses restes sont exhumés et un plâtre de son crâne est fait, qui est toujours exposé et conservé sur son lieu de naissance. 

« Quand Raphaël mourut, la peinture disparut avec lui. Quand il ferma les yeux, elle devint aveugle. »

— Giorgio Vasari, Les Vies des meilleurs peintres, sculpteurs et architectes

## Dessins
Selon un quasi-contemporain, Raphael utilise beaucoup le dessin pour organiser ses compositions, lorsqu'il commence à élaborer une composition, il dispose un grand nombre de ses dessins sur le sol, et dessine « rapidement », empruntant des figures ici et là. Plus de quarante esquisses ont survécu pour la Dispute dans la Chambre de la Signature, et il y en a peut-être eu beaucoup d'autres à l'origine ; au total, plus de quatre cents feuilles nous sont parvenues. Il utilise différent dessins pour affiner ses poses et compositions, apparemment plus que la plupart des autres peintres, à en juger par le nombre de variantes qui survivent : « … C'est ainsi que Raphaël lui-même, qui était si riche en inventivité, avait l'habitude de travailler, en proposant toujours quatre ou six façons de montrer un récit, chacune différente des autres, et toutes pleines de grâce et bien faites », a écrit un autre écrivain après sa mort. Pour John Shearman, l'art de Raphael marque « un déplacement des ressources de la production vers la recherche et le développement ».
Lorsqu'une composition est finalement réalisée, des cartons à grande échelle à la taille réelle sont souvent réalisés, qui sont ensuite piqués avec une épingle et « sautés » avec un sac de suie pour laisser des lignes pointillées sur la surface comme un guide. Il fait également un usage inhabituellement important, tant sur papier que sur plâtre, d'un « stylet aveugle », grattant des lignes qui ne laissent qu'une empreinte, mais aucune marque. Celles-ci sont visibles sur le mur de l'École d'Athènes et dans les originaux de nombreux dessins. Les Cartons de Raphaël, en tant que motifs de tapisserie, sont entièrement colorés dans un médium à la détrempe, avant d'être envoyés à Bruxelles, pour être suivis par les tisserands.
Dans les œuvres ultérieures peintes par l'atelier, les dessins sont souvent plus attrayants que les peintures. La plupart des dessins de Raphaël sont plutôt précis - même les esquisses initiales sont soigneusement dessinées -, et les dessins de travail ultérieurs présentent souvent un haut degré de finition, avec des ombres et parfois des surbrillances en blanc. Ils manquent de la liberté et de l'énergie de certains des croquis de Léonard de Vinci et de Michel-Ange, mais sont presque toujours très satisfaisants d'un point de vue esthétique. Il est l'un des derniers artistes à utiliser largement la pointe d'argent (littéralement une pièce pointue en argent ou d'un autre métal), bien qu'il fasse également un excellent usage du médium plus libre de la craie rouge ou noire. Dans ses dernières années, il est l'un des premiers artistes à utiliser des modèles féminins pour les dessins préparatoires - les élèves masculins (« garzoni ») étaient normalement utilisés pour les études des deux sexes.

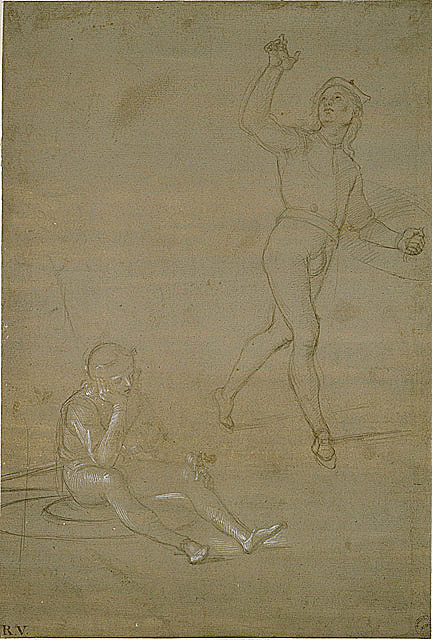
Étude pour les soldats de La Résurrection du Christ, v. 1500.
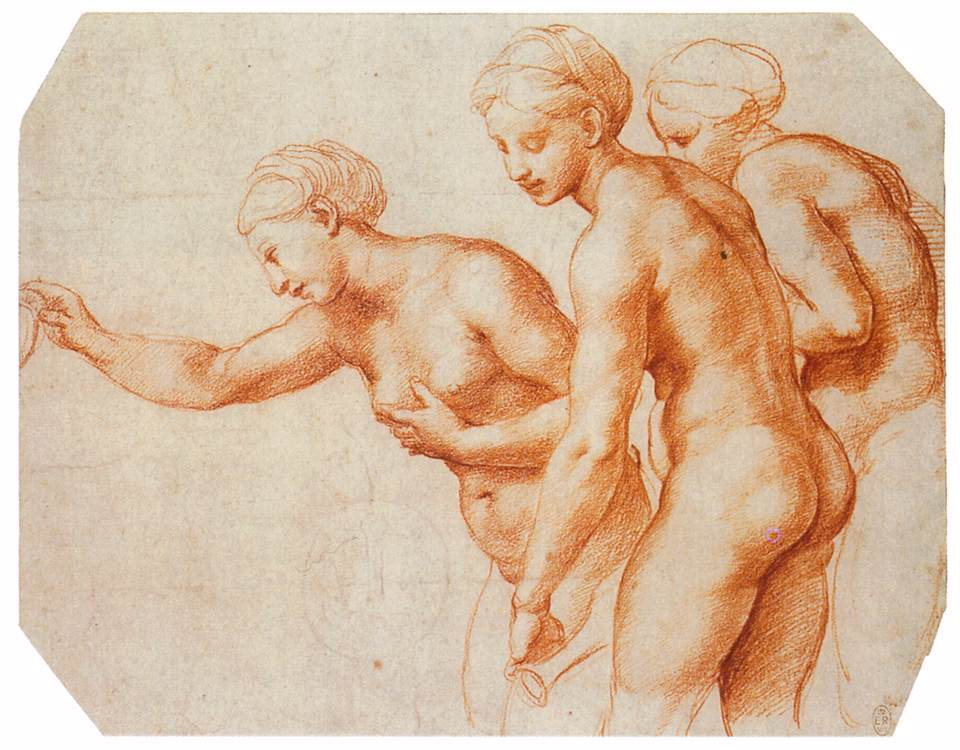
Étude à la craie rouge pour la villa Farnesina (Trois Grâces).
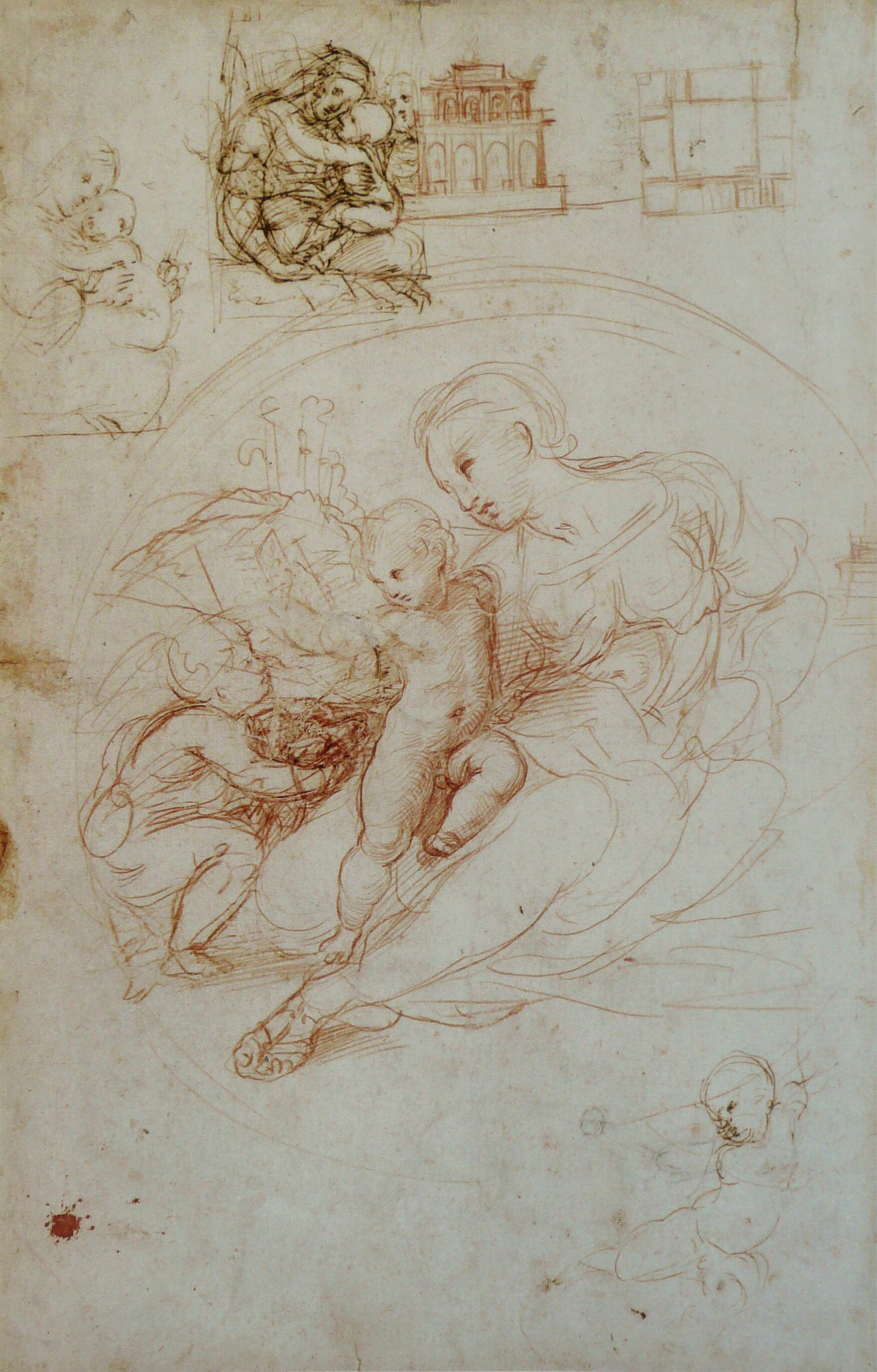
Fiche avec étude pour l'Alba Madonna et autres croquis.
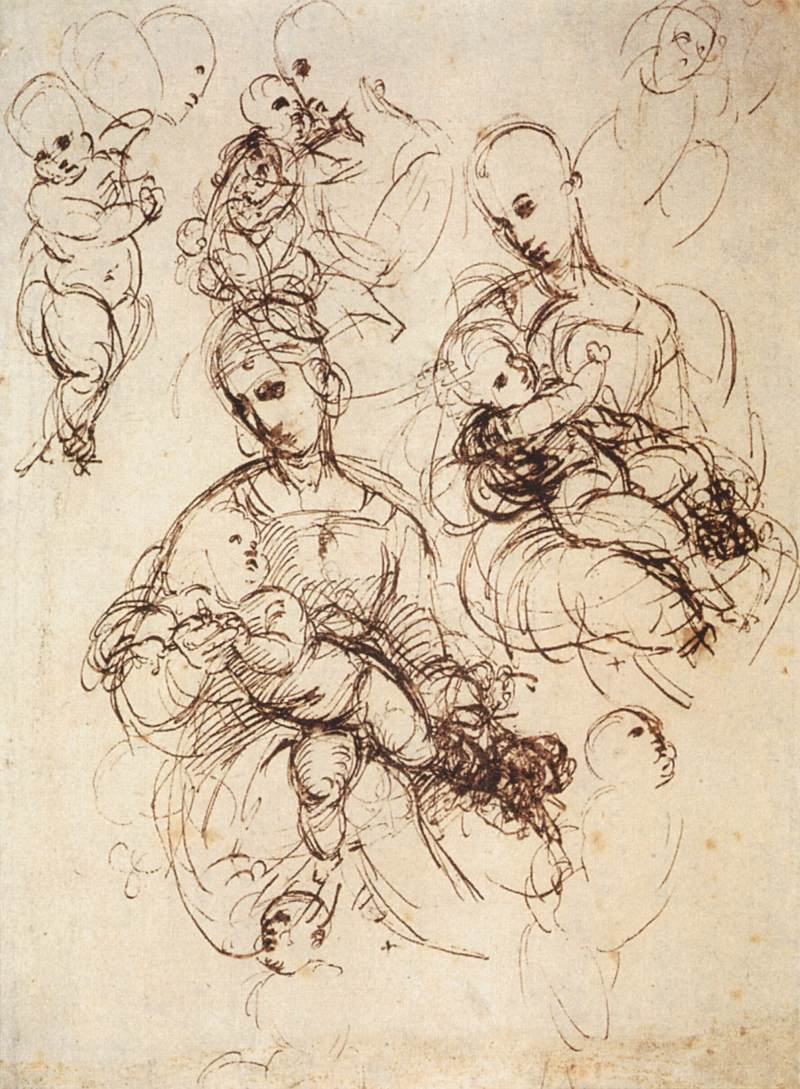
Développement de composition pour une Vierge à l'Enfant.

- Étude de Vierge vue en buste, pierre noire sur tracé préparatoire au stylet, H. 21.8 ; L. 15,5 cm[121]. Paris, Beaux-Arts[122].
- Étude pour la Madone au baldaquin (recto)[123]; Étude pour une draperie et tête d'homme (verso), plume et encre brune, esquisse à la pierre noire sur papier beige (recto), pointe de méta, rehauts de blanc sur papier préparé rose pâle (verso), H. 22.8 ; L. 31,2 cm[124]. Paris, Beaux-Arts[122]
- Homme nu couronné de pampres (recto), Étude de torse (verso), plume et encre brune (recto), pointe d'argent sur papier préparé rose, H. 12.1 ; L. 9,5 cm[125]. Paris, Beaux-Arts[126].
- Atelier de Raphaël, La Lapidation de saint Étienne, graphite, plume et encre brune avec pinceau, lavis brun, rehauts blanc, H. 36.2 ; L. 27,2 cm[127]. Paris, Beaux-Arts[128].
- Deux enfants nus montés sur des sangliers jouant à la lance en présence de six autres enfants nus, pierre noire et charbon de bois, 54 × 64 cm (fragment gauche), 52,5 × 67 cm (fragment droit), Chantilly, musée Condé[129].

## Gravures

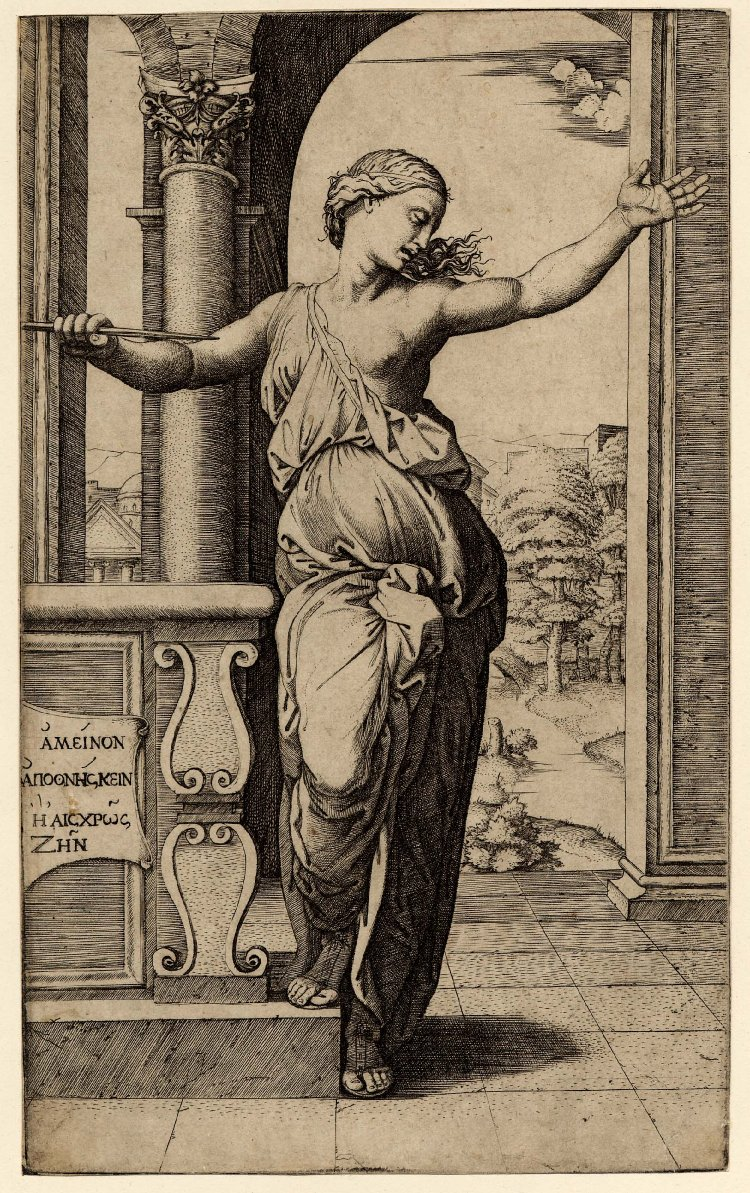
Le Suicide de Lucrèce, gravée par Raimondi d'après un dessin de Raphaël.

Raphaël a une admiration sincère et profonde pour l'art de la gravure, dont il a introduit la pratique dans son atelier, et le fait qu'il conserve exposées dans son atelier certaines œuvres d'Albrecht Dürer est documenté. Il s'approprie très tôt des modèles transmis par les maîtres de la gravure du Quattrocento. La Déposition Baglioni, achevée en 1507, ne peut se comprendre sans La Mise au tombeau « en largeur » d'Andrea Mantegna. L'une de ses premières gravures conçues en collaboration avec Marcantonio Raimondi, Le Massacre des Innocents, se lit aisément comme une réponse au Combat d'hommes nus d'Antonio Pollaiuolo.
Il envoie un de ses disciples, Baviero de 'Carrocci dit « Il Baviera », pour entrer en contact avec Marcantonio Raimondi, un graveur bolognais actif à Rome, élève de Francesco Francia et influencé par Dürer. Il lui confie la tâche de reproduire en série une quantité remarquable de ses peintures et de dessins, favorisant leur large diffusion.
Marcantonio Raimondi, qui a produit plusieurs des plus célèbres gravures italiennes du siècle, est très important dans l'essor de la reproduction. L'intérêt de Raphaël pour la gravure est inhabituel pour un artiste aussi important ; parmi ses contemporains, il ne le partage qu'avec Titien, qui a toutefois beaucoup moins travaillé avec Raimondi. Au total, une cinquantaine de tirages sont réalisés; certains sont des copies des peintures de Raphael, mais d'autres modèles ont apparemment été créés par Raphaël uniquement pour être transformés en estampes. Raphaël réalise des dessins préparatoires, dont beaucoup ont survécu, pour que Raimondi les traduise en gravure, comme pour La Prédication de saint Paul à Athènes (vers 1517-1520).
Vasari rapporte comment Raphaël est non seulement conscient, mais en un certain sens promoteur de cette activité lucrative de Raimondi, le poussant à vendre des reproductions imprimées à des prix abordables à un très large public par rapport au petit cercle de clients fortunés qui garantissent ses œuvres. Ce marché a un énorme succès, en Italie et à l'étranger, en venant à constituer l'un des principaux vecteurs de diffusion de la maniera moderna en Europe, faisant connaître les iconographies et les schémas de composition sur lesquels des générations entières d'artistes se sont formées. Pour leur commercialisation, Raphaël s'attache les services d'un aide d'atelier devenu un homme de confiance « Il Baviera », auquel il semble avoir confié l'impression des matrices gravées d'après ses dessins.
Raphaël ne travaille jamais de sa propre main une plaque de cuivre ; il s'associe à des graveurs professionnels. Raimondi est rapidement rejoint par Marco Dente et Agostino Veneziano. Il n'en demeure pas moins que nombre de feuilles produites en collaboration avec ces graveurs résultent de dessins préparatoires que Raphaël a spécifiquement conçu pour la gravure. Il doit exercer une supervision étroite sur les burinistes avec lesquels il collabore et sans doute ces derniers travaillent-ils au sein même de son atelier. La gravure est pour Raphaël une véritable forme d'expression de sa veine créatrice.
Les estampes originales les plus célèbres issues de cette collaboration sont Lucrèce, le Jugement de Paris et Le Massacre des Innocents (dont deux versions pratiquement identiques ont été gravées). Parmi les gravures des peintures, Le Parnasse (avec des différences considérables) et Galatée sont également particulièrement bien connus. En dehors de l'Italie, les reproductions de Raimondi et d'autres sont la principale façon dont l'art de Raphaël est diffusé jusqu'au XXe siècle. « Il Baviera », en qui Raphaël a manifestement confiance au niveau de ses finances, finit par contrôler la plupart des plaques de cuivre après la mort du Maître et fait carrière avec succès comme éditeur d'impressions.

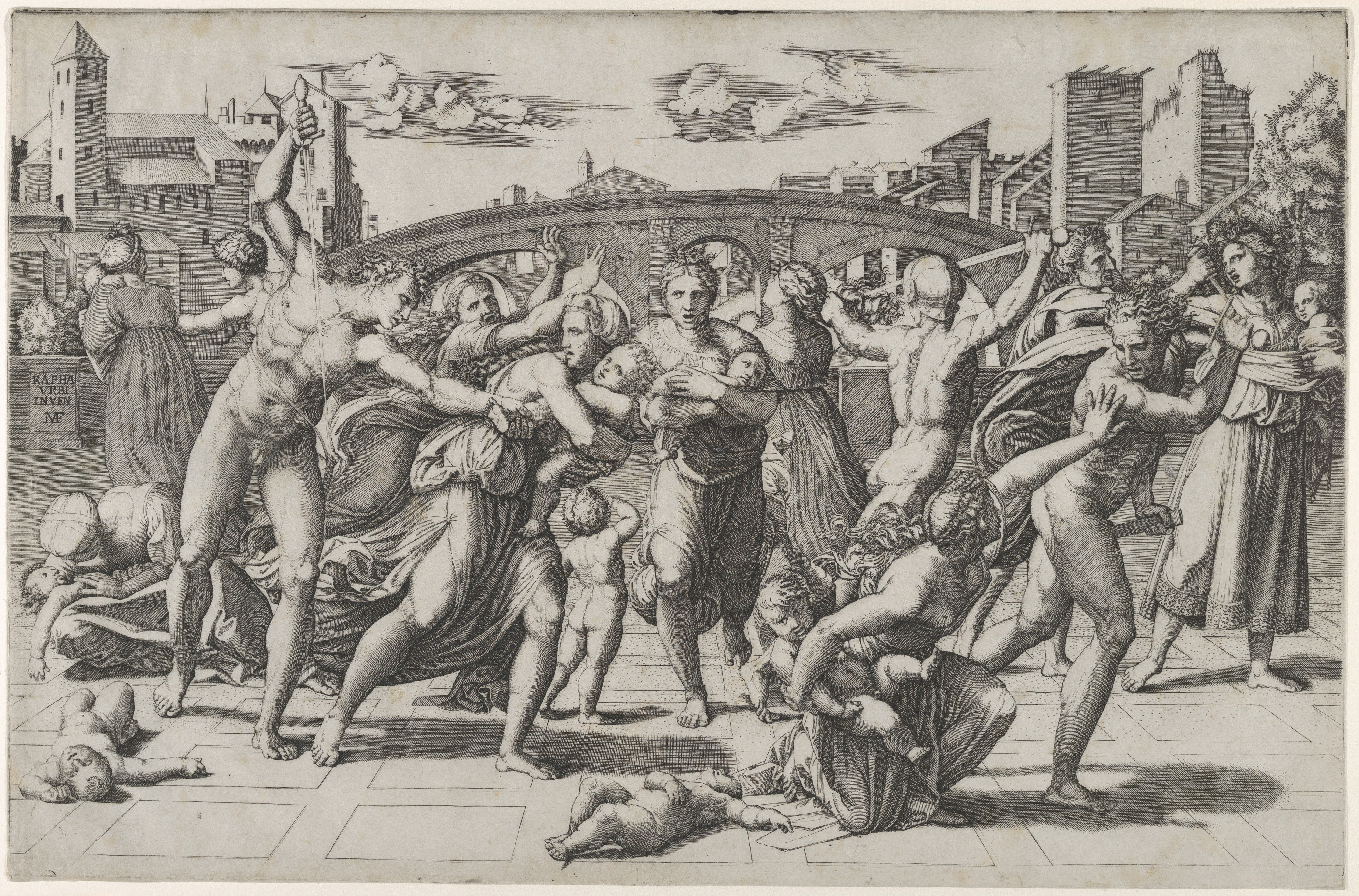
Le Massacre des innocents, gravure de Marcantonio Raimondi d'après un dessin de Raphaël.
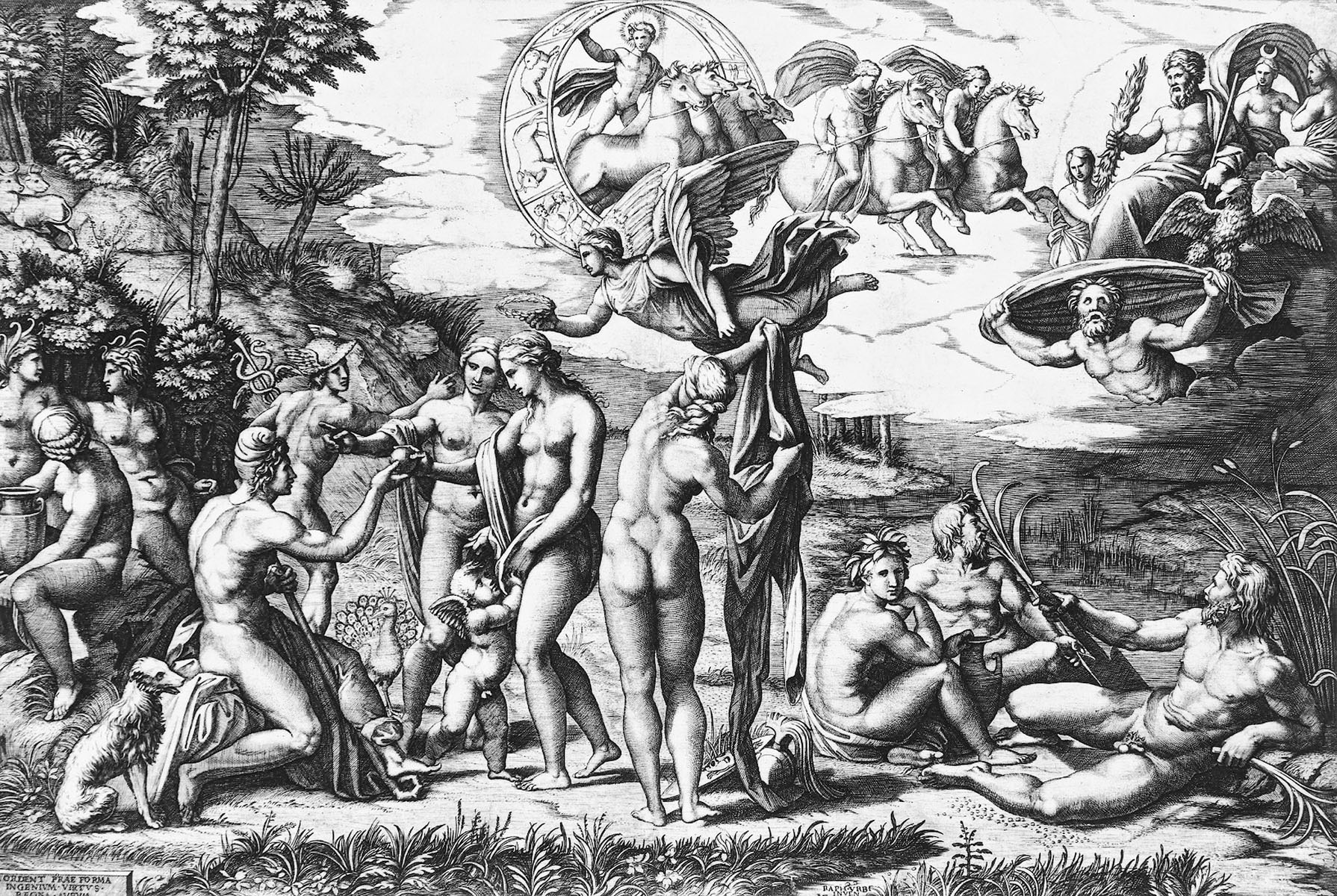
Le Jugement de Paris, qui influencera Édouard Manet qui a utilisé le groupe assis dans son œuvre la plus célèbre, Le Déjeuner sur l'herbe.
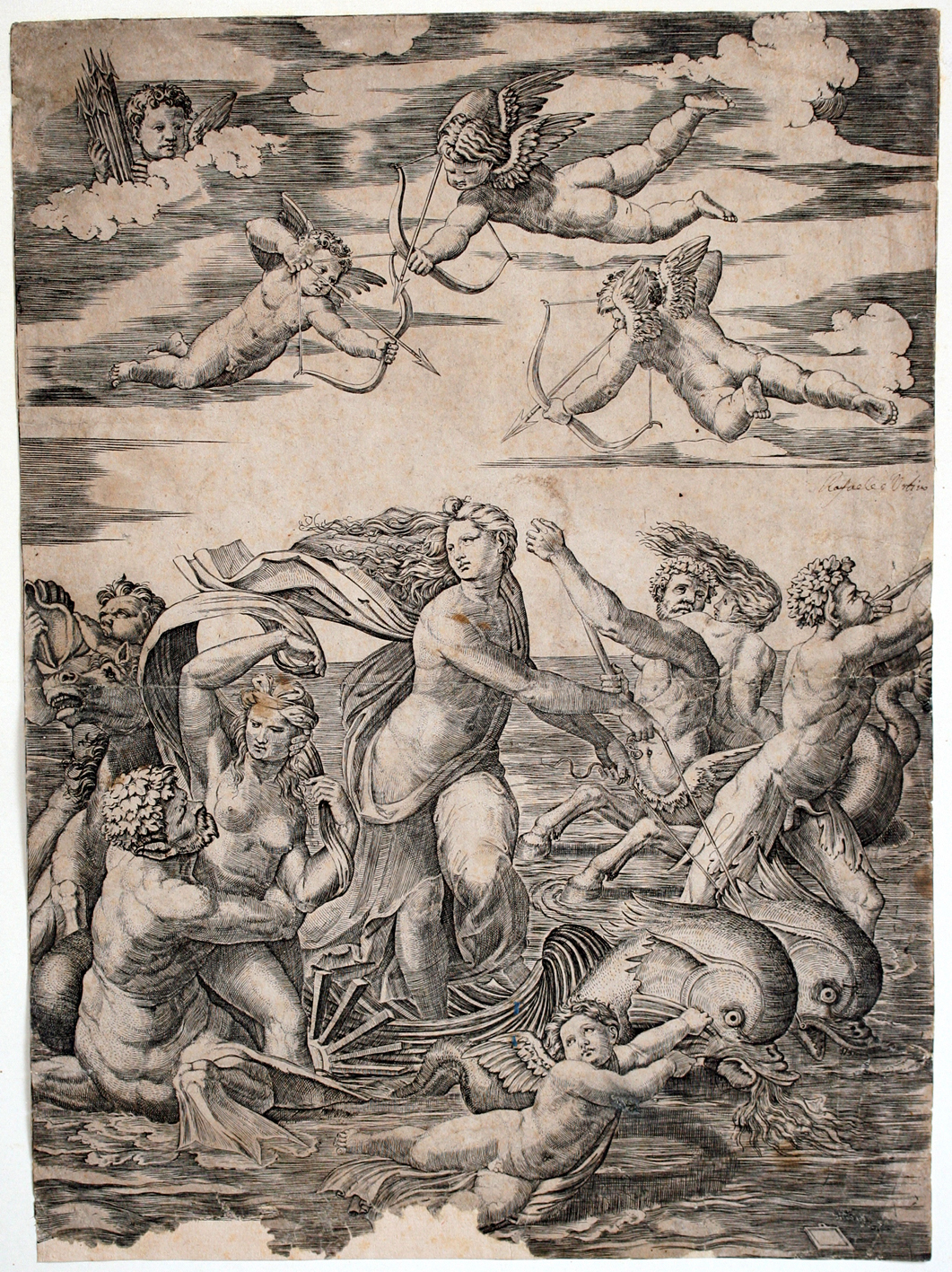
Galatée, gravure d'après la fresque de la villa Farnesina.

Autoportrait avec un ami 1518, musée du Louvre.

## Atelier de Raphaël

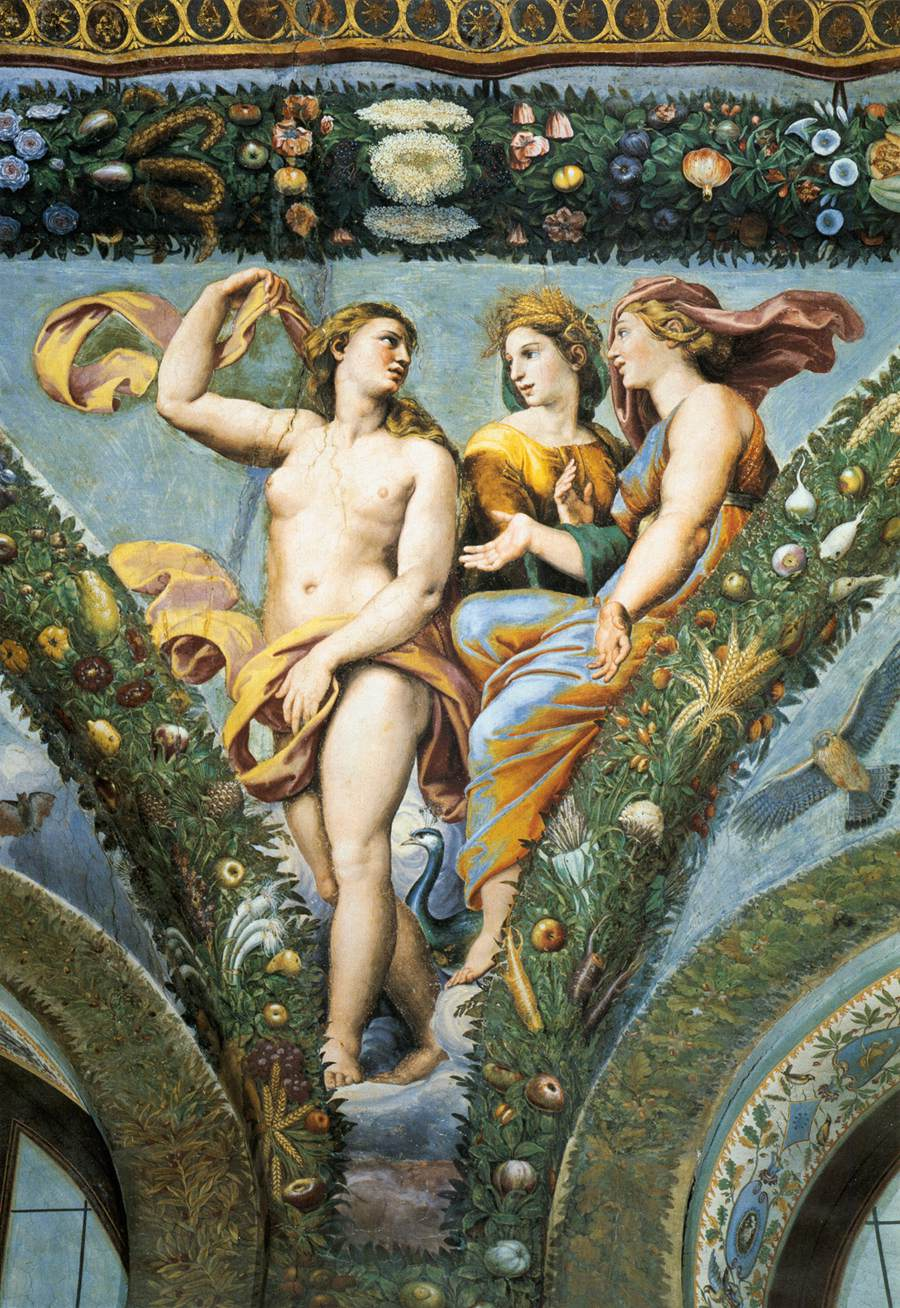
Détail de la Loggia de Psyché, Vénus avec Cérès et Junon : Junon est attribué à Giulio Romano, tandis que Vénus et Cérès à Raphaël lui-même.

Pour faire face à sa popularité croissante et à la quantité de travail conséquente requise, Raphaël met en place un grand atelier, structuré comme une véritable entreprise capable de se consacrer à des tâches de plus en plus exigeantes et dans les plus brefs délais, tout en garantissant un haut niveau de qualité. Ainsi, il s'adjoint non seulement des apprentis et jeunes artistes, mais aussi des maîtres connus et talentueux.
Vasari dit que Raphaël a finalement eu un atelier de cinquante élèves et assistants, dont beaucoup sont devenus plus tard des artistes importants à part entière. C'est sans doute la plus grande équipe d'atelier réunie sous un seul Vieux Maître, et beaucoup plus importante que la norme. Elle comprend des maîtres établis d'autres régions d'Italie, travaillant probablement avec leurs propres équipes en tant que sous-traitants, ainsi que des élèves et des compagnons. Il existe très peu d'éléments sur l'organisation du travail interne de l'atelier, à part les œuvres d'art elles-mêmes, qui sont souvent très difficiles à attribuer à une main particulière.
À l'âge de trente ans, Raphaël ainsi est le propriétaire de l'atelier de peinture le plus actif de Rome, avec de nombreux aides qui se consacrent au départ essentiellement aux travaux de préparation et de finition de peintures et de fresques. Le peintre a toujours travaillé avec des assistants. Ses premières œuvres sont essentiellement de sa seule main, ce qui n'est plus le cas après 1513, quand son atelier s'accroit considérablement. Au fil du temps, dans les années avancées de la période romaine, presque toutes les œuvres de Raphaël voient une contribution de plus en plus grande de l'atelier dans la rédaction picturale, tandis que la préparation de dessins et des cartons reste généralement l'apanage du maître. L'intégration entre les différentes personnalités est telle qu'il est difficile de distinguer la paternité des œuvres et des dessins, d'autant plus que les différents artistes de son école sont individuellement chargés de compléter les différentes œuvres picturales et architecturales laissées inachevées. L'organisation du travail de l'atelier, pour une période hébergée dans la maison même de Raphaël au Palazzo Caprini, est structurée efficacement et permet de former toute une génération d'artistes.
Cette pratique est critiquée par des contemporains, jugeant certaines œuvres imparfaites du fait de l'intervention des assistants. C'est le cas en particulier pour L'incendie de Borgo au palais du Vatican, dont la qualité est contestée par Giorgio Vasari.
Raphaël fait pourtant l'hommage de ses plus proches collaborateurs dont les deux plus connus sont Giulio Romano et Giovan Francesco Penni. Il s'est peint notamment avec Giulio Romano.
Son atelier est en quelque sorte l'opposé de celui de Michel-Ange qui préfère travailler avec le minimum d'aides indispensables (pour la préparation des couleurs, du plâtre pour les fresques) en maintenant un leadership absolu sur le résultat de l'œuvre finale. Raphaël, en revanche, au fil des années, délègue de plus en plus une part substantielle du travail à ses assistants, qui connaissent ainsi un développement professionnel notable. Un exemple est Giovanni da Udine, qui embauché comme décorateur professionnel spécialisé dans les grotesques, devient un créateur de natures mortes originales et élégantes, anticipant les scènes de genre du XVIIe siècle. Tommaso Vincidor, Vincenzo Tamagni ou Guillaume de Marcillat, sont des élèves fidèles et adaptables ; des personnalités comme Lorenzo Lotti, apportent à l'atelier une richesse de connaissances polyvalentes, de l'architecture à la sculpture. Giovan Francesco Penni est un véritable factotum de l'atelier, capable d'imiter à la perfection les modèles du maître, à tel point qu'il est difficile de distinguer sa meilleure production graphique de celle de Raphaël ; son manque d'inventivité en fait cependant une figure secondaire après la disparition du maître.
Vasari souligne que Raphaël dirige un atelier très harmonieux et efficace, et a une habileté extraordinaire à aplanir les problèmes et les disputes avec les clients et ses assistants - un contraste avec le modèle orageux des relations de Michel-Ange avec les deux. Cependant, bien que Penni et Giulio aient tous deux été suffisamment qualifiés pour que la distinction entre leurs mains et celle de Raphaël lui-même soit encore parfois difficile, il ne fait aucun doute que beaucoup de peintures murales de Raphaël, et probablement certaines de ses peintures de chevalet, sont plus remarquables pour leur conception que leur exécution. Beaucoup de ses portraits, s'ils sont en bon état, montrent son brillant dans la manipulation du détail dans la peinture jusqu'à la fin de sa vie.
Raphaël fait de Giulio Romano un artiste de premier plan dont les contributions dépassent de beaucoup celles des employés d'un atelier. Il acquiert un style personnel, différent de celui de son maître, sur lequel il exerce une certaine influence. Giulio Romano est un jeune élève, il a seulement environ vingt et un ans à la mort de Raphaël, et Gianfrancesco Penni est déjà un maître florentin. Ils laissent de nombreux dessins et continuent dans une certaine mesure, l'atelier après la mort de Raphaël. Penni n'atteint pas une réputation personnelle égale à celle de Giulio, car après la mort de Raphael, il devient à son tour le collaborateur moins que l'égal de Giulio pendant une grande partie de sa carrière ultérieure. Polidoro da Caravaggio, qui aurait débuté comme ouvrier transportant des matériaux de construction sur les sites, est également devenu un peintre notable à part entière. Le partenaire de Polidoro, Maturino Florentino, est comme Penni éclipsé par la réputation ultérieure de celui-ci. Giovanni da Udine a un statut plus indépendant et est responsable du travail décoratif en stuc et des grotesques entourant les fresques principales. La plupart des artistes se sont ensuite dispersés, et certains sont tués lors du violent sac de Rome en 1527. Ce mouvement, cependant, contribue à la diffusion du style de Raphaël à travers l'Italie et au-delà.
Giulio Romano, après la mort du maître, déménage à Mantoue, devenant l'un des plus grands interprètes du maniérisme italien. Perin del Vaga est un autre élève qui connait le succès, un Florentin au style dessin élégant et accentué, qui après le Sac de Rome déménage à Gênes où il joue un rôle décisif dans la diffusion locale de la langue Raphaelesque. D'autres artistes ont plus tard eu une carrière indépendante réussie comme Alonso Berruguete et Pedro Machuca.
Raffaellino del Colle, Andrea Sabbatini, Bartolommeo Ramenghi, Pellegrino Aretusi, Vincenzo Tamagni, Battista Dossi, Tommaso Vincidor, Timoteo della Vite (le peintre d'Urbino) et le sculpteur et architecte Lorenzo Lotti (beau-frère de Giulio Romano) figurent parmi ses élèves ou assistants. Il a été affirmé que le flamand Bernard van Orley a travaillé pour Raphaël pendant un certain temps ; Luca Penni, frère de Gianfrancesco et plus tard membre de la première école de Fontainebleau, pourrait avoir été membre de son atelier.

## Influence et postérité

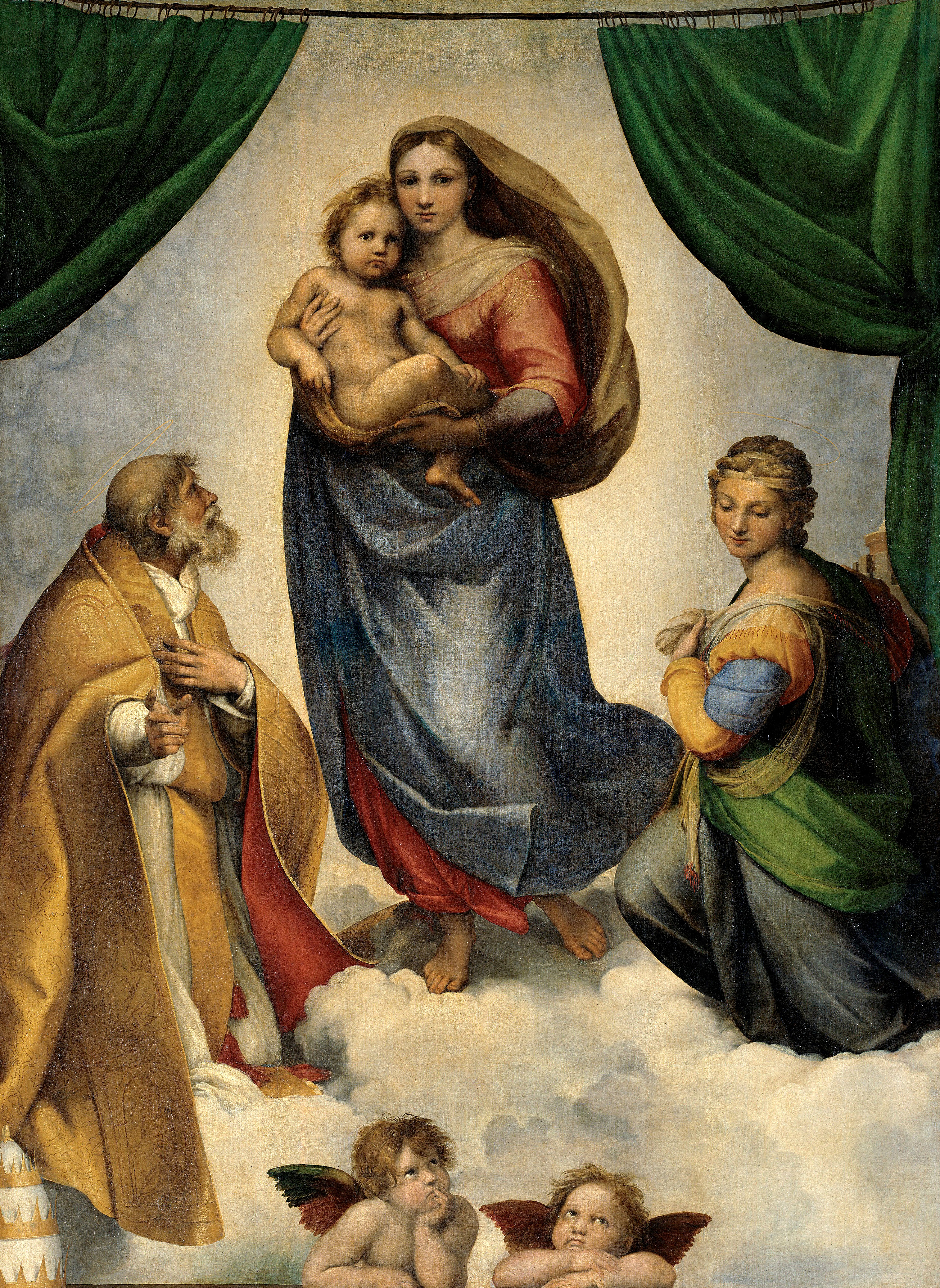
Madone Sixtine.

Raphael est déjà très admiré par ses contemporains, bien que son influence sur le style artistique de son propre siècle soit moindre que celle de Michel-Ange. Le maniérisme, à partir de sa mort, et plus tard le baroque, a conduit l'art « dans une direction totalement opposée » aux qualités de Raphaël ; « avec la mort de Raphael, l'art classique - la Haute Renaissance - s'est calmé », comme l'a dit Walter Friedländer. Il fut bientôt considéré comme le modèle idéal par ceux qui n'apprécient pas les excès du maniérisme :

« l'opinion (…) était généralement tenue au milieu du XVIe siècle que Raphaël était le peintre équilibré idéal, universel dans son talent, satisfaisant à toutes les normes absolues et obéissant à toutes les règles censées régir les arts, alors que Michel-Ange était le génie excentrique, plus brillant qu'aucun autre artiste dans son domaine particulier, le dessin du nu masculin, mais déséquilibré et dépourvu de certaines qualités, comme la grâce et la retenue, essentielles au grand artiste. Ceux, comme Dolce et Aretino, qui partageaient ce point de vue étaient généralement les survivants de l'humanisme de la Renaissance, incapables de suivre Michel-Ange alors qu'il passait au maniérisme. »

Vasari lui-même, bien que son héros reste Michel-Ange, en vient à voir son influence comme nuisible à certains égards, et ajoute des passages à la deuxième édition des Vies exprimant des vues similaires.
En 1550, lorsqu'il publie ses célèbres Vies des meilleurs peintres, sculpteurs et architectes, trente ans à peine après la mort de Raphaël, Giorgio Vasari, dans la biographie qu'il consacre au maître d'Urbino, attribue à la volonté divine la naissance et les qualités exceptionnelles de l'artiste :

« On vit clairement dans la personne, non moins excellente que gracieuse, de Raphaël à quel point le Ciel peut parfois se montrer généreux et bienveillant, en mettant – ou pour mieux dire – en déposant et accumulant en un seul individu les richesses infinies ou les trésors de ses innombrables grâces, qui sont de rares dons qu'Il ne distribue cependant que de temps à autre, et encore à des personnes différentes. »

Raphael est probablement le peintre le plus influent de l'histoire de l'art occidental. Sa renaissance des thèmes de Michel-Ange, médiatisée par sa vision solennelle et posée, est l'une des entrées fondamentales du maniérisme. Les élèves de son atelier ont souvent eu des carrières indépendantes dans plusieurs cours italiennes et européennes, répandant son chemin et ses réalisations partout.
Sans les œuvres monumentales de la période romaine, le « classicisme » du siècle suivant, à la fois gracieux et grandiloquent, des Carraccis, Guido Reni, Caravaggio, Rubens et Velázquez est impensable. Modèle incontournable encore dans la phase des académies du XVIIIe – XIXe siècle , il est une source d'inspiration pour des maîtres très différents comme Ingres et Delacroix, qui y ont puisé des idées différentes. Au cours du XIXe siècle, son travail inspire encore d'importants mouvements, comme celui des Nazaréens et celui des préraphaélites, ce dernier s'intéressant à son esthétique juvénile, liée à une reconstitution arcadienne des XVe et début du XVIe siècles en Italie ; son influence se retrouve également chez des artistes d'avant-garde comme Édouard Manet et Salvador Dalí.
Son art, fait de mesure, de grâce et d'harmonie, a profondément influencé la peinture occidentale jusqu'au XIXe siècle. Les compositions de Raphaël ont toujours été admirées et étudiées, et sont devenues la pierre angulaire de la formation à l'art académique. Sa période de plus grande influence va de la fin du XVIIe à la fin du XIXe siècle, lorsque son décorum et son équilibre parfaits sont grandement admirés. Il est considéré comme le meilleur modèle pour la peinture d'histoire, considéré comme le plus élevé dans la hiérarchie des genres. Sir Joshua Reynolds dans ses Discours, fait l'éloge de sa « dignité simple, grave et majestueuse » et déclare « qu'il se tient en général au premier rang des premiers [c'est-à-dire les meilleurs] peintres », en particulier pour ses fresques (dans lesquelles il a inclus les « Dessins de Raphaël »), alors que « Michel-Ange réclame la prochaine attention. Il ne possédait pas autant d'excellence que Raphaël, mais celles qu'il possédait étaient de la plus haute espèce… ». Faisant écho aux vues du XVIe siècle ci-dessus, Reynolds poursuit en disant de Raphaël :

« L'excellence de cet homme extraordinaire résidait dans la convenance, la beauté et la majesté de ses personnages, la manière judicieuse de sa composition, l'exactitude du dessin, la pureté du goût et l'adaptation habile des conceptions des autres hommes à son propre dessein. Personne ne l'a surpassé dans ce jugement, avec lequel il a uni à ses propres observations sur la nature l'énergie de Michel-Ange, la beauté et la simplicité de l'antique. À la question, donc, qui doit tenir le premier rang, Raphaël ou Michel-Ange, il faut répondre que si elle doit être donnée à celui qui possédait une plus grande combinaison des qualités supérieures de l'art qu'à tout autre homme, il n'y a aucun doute mais Raphaël est le premier. Mais si, selon Longinus, le sublime, étant la plus haute excellence que la composition humaine puisse atteindre, compense abondamment l'absence de toute autre beauté et expie toutes les autres déficiences, alors Michel-Ange exige la préférence. »

Joshua Reynolds est moins enthousiasmé par les peintures sur panneaux de Raphaël, mais la légère sentimentalité de celles-ci les a rendues extrêmement populaires au XIXe siècle : « nous les connaissons depuis l’enfance, grâce à un plus grand nombre de reproductions que n’importe quel autre artiste au monde.. » écrit Wölfflin, né en 1862, des Madones de Raphaël.
En Allemagne, Raphaël a eu une immense influence sur l'art religieux du mouvement nazaréen et l'école de peinture de Düsseldorf au XIXe siècle. En revanche, en Angleterre, le préraphaélisme a explicitement réagi contre son influence (et celle de ses admirateurs tels que Joshua Reynolds), cherchant à revenir à des styles qui étaient antérieurs à ce qu'ils considéraient comme son influence néfaste. Selon un critique dont les idées les ont grandement influencés, John Ruskin :

« La ruine des arts de l'Europe sortit de cette chambre (la chambre de la Signature), et elle fut provoquée en grande partie par les excellences mêmes de l'homme qui avait ainsi marqué le commencement du déclin. La perfection de l'exécution et la beauté des traits qui étaient atteintes dans ses œuvres et dans celles de ses grands contemporains, faisaient de la finition de l'exécution et de la beauté de la forme les principaux objets de tous les artistes ; et dès lors l'exécution a été recherchée plutôt que pensée, et la beauté plutôt que la véracité.
Et comme je vous l'ai dit, ce sont les deux causes secondaires du déclin de l'art; le premier étant la perte du but moral. Veuillez les noter clairement. Dans l'art médiéval, la pensée est la première chose, l'exécution la seconde; dans l'art moderne, l'exécution est la première chose, et la pensée la seconde. Et encore, dans l'art médiéval, la vérité est d'abord, la beauté après; dans l'art moderne, la beauté est la première, la vérité la seconde. Les principes médiévaux ont conduit à Raphaël, et les principes modernes descendent de lui. »

Casanova dit qu'« aucun peintre n'a surpassé Raphaël dans la beauté des visages». Delacroix affirme que le simple nom de Raphaël « rappelle à l'esprit tout ce qu'il y a de plus élevé dans la peinture ». De même, Ingres voue un véritable culte à Raphaël, tant dans son style dominé par un graphisme proche du maître de la Renaissance que d'hommages récurrents à son œuvre.
En 1900, la popularité de Raphaël est dépassée par Michel-Ange et Léonard de Vinci, peut-être en réaction contre le Raphaélisme étiolé d'artistes universitaires du XIXe siècle tels que Bouguereau. Bien que l'historien de l'art Bernard Berenson en 1952 ait qualifié Raphaël de maître « le plus célèbre et le plus aimé » de la Haute Renaissance, les historiens de l'art Léopold et Helen Ettlinger disent que la moindre popularité de Raphaël au XXe siècle est rendue évidente par « le contenu des étagères de la bibliothèque d'art… Contrairement aux volumes sur volumes qui reproduisent encore une fois des photographies détaillées du Plafond de la Sixtine ou des dessins de Léonard, la littérature sur Raphaël, en particulier en anglais, est limitée à seulement quelques livres ». Ils concluent néanmoins que « de tous les grands maîtres de la Renaissance, l'influence de Raphaël est la plus continue ».

## Technique

### Originalité
Le style de Raphaël se caractérise par une utilisation presque égale du dessin et de la couleur car, contrairement à un grand nombre de peintres, il ne laisse pas l'un dominer l'autre ; il est aussi précis dans le trait que dans la répartition des teintes et que dans le point de fuite. Cela se doit à sa manière de travailler : imiter les artistes de son époque et ses prédécesseurs en choisissant ce qui pourrait lui être utile. La maison de Médicis devient également son mécène.
On oppose volontiers la « grazia » (grâce) et la « dolce maniera » (manière douce, style élégant) de Raphaël à la « terribilità » (style puissant et torturé) de Michel-Ange.

### Influences
De ses séjours à Florence dans sa jeunesse, il retient les formules simples de l'art florentin contemporain : composition triangulaire, perspective, naturalisme, geste et expression éloquents, grâce, jeux du décor, de l'ombre et de la lumière.
Raphaël agit toujours de manière à assimiler le meilleur de ceux qui sont dans son œil, que ce soit la richesse chromatique d'un Vénitien, la douceur de Léonard ou le dynamisme de Michel-Ange. Admirant et imitant à des moments différents, sans jamais suivre les résultats extrêmes de la poétique des autres, mais les adaptant à sa propre sensibilité, Raphaël se pose comme une figure de médiation, un exemple pour l'avenir et le troisième personnage de la triade idéale des grands « génies » de la Renaissance.

#### Influence de Mantegna
La représentation du mouvement, de la tension, de l'émotion, de la cohérence entre les personnages dans un contexte dramatique, comme la Déposition Borghèse (1507), dérive de Michel-Ange et de Mantegna. Michel-Ange lui-même s'inspira de la composition de la gravure de la Mise au tombeau de Mantegna.

#### Influence du Pérugin
Il reprend ainsi la douceur des modèles de son maître le Pérugin et innove en y ajoutant un modelé des corps plus proche de celui de Michel-Ange. 

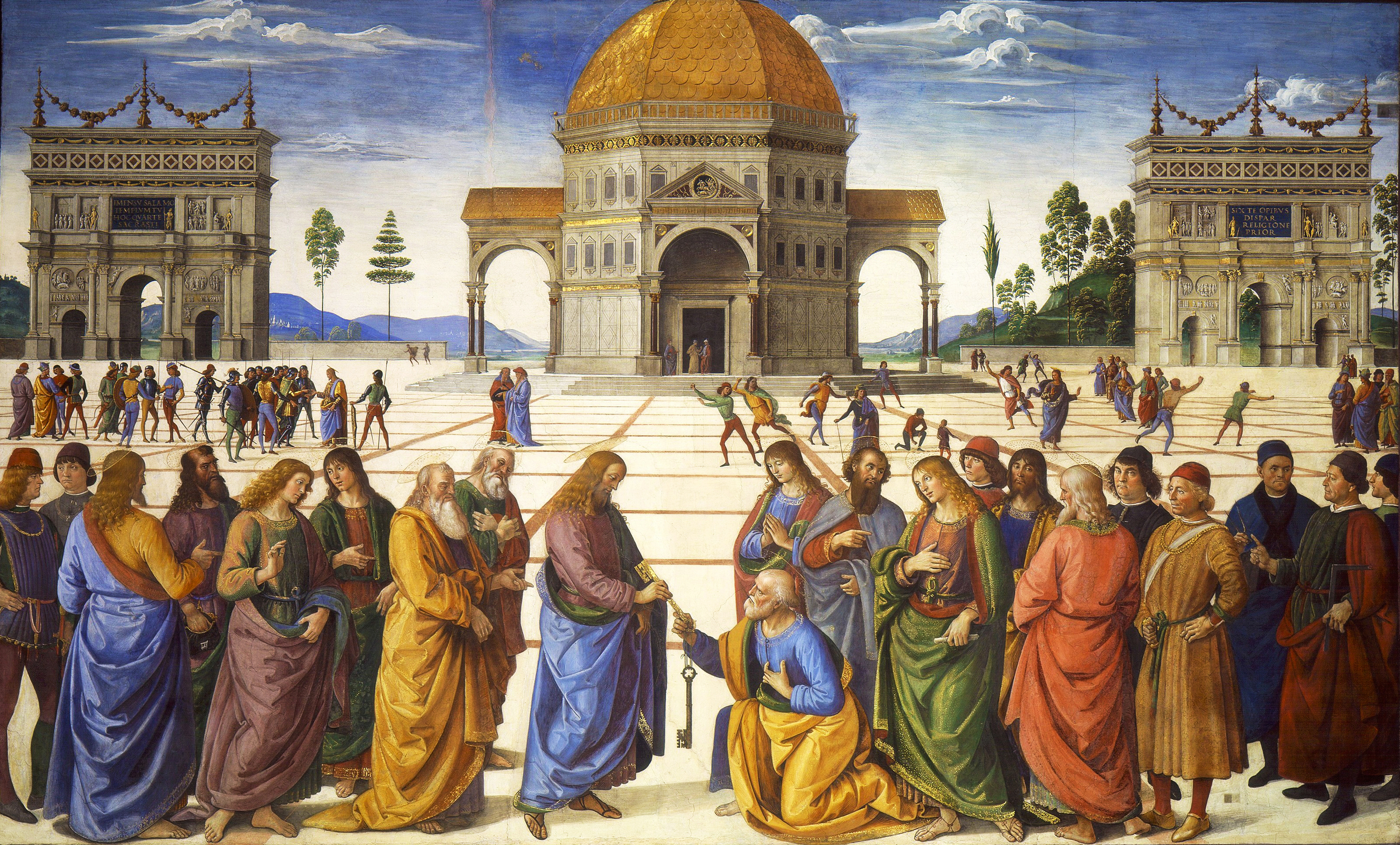
Le Pérugin La Remise des clefs à saint Pierre 1481, Chapelle Sixtine.
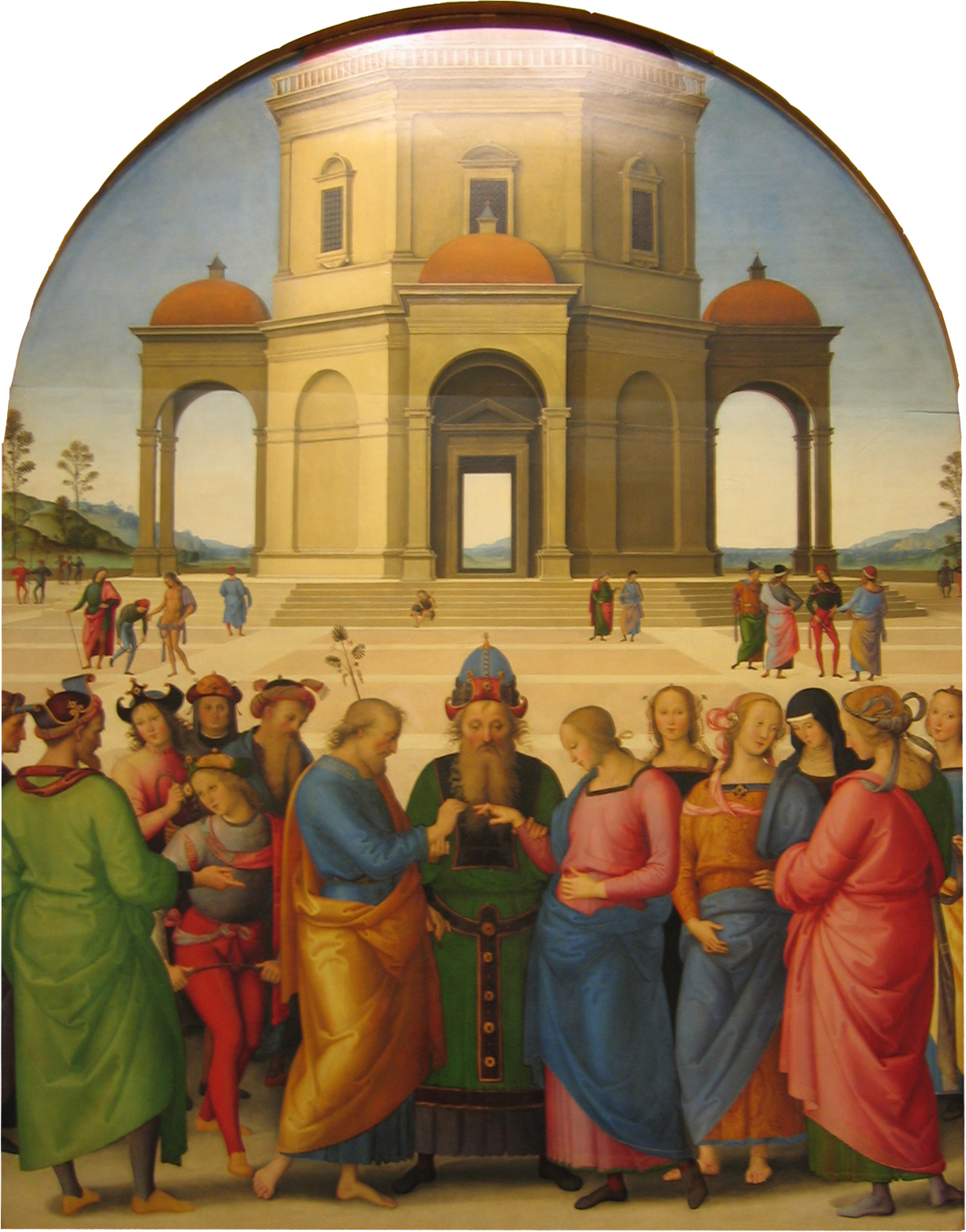
Le Pérugin Le Mariage de la Vierge 1500-1504, Beaux-Arts, Caen.
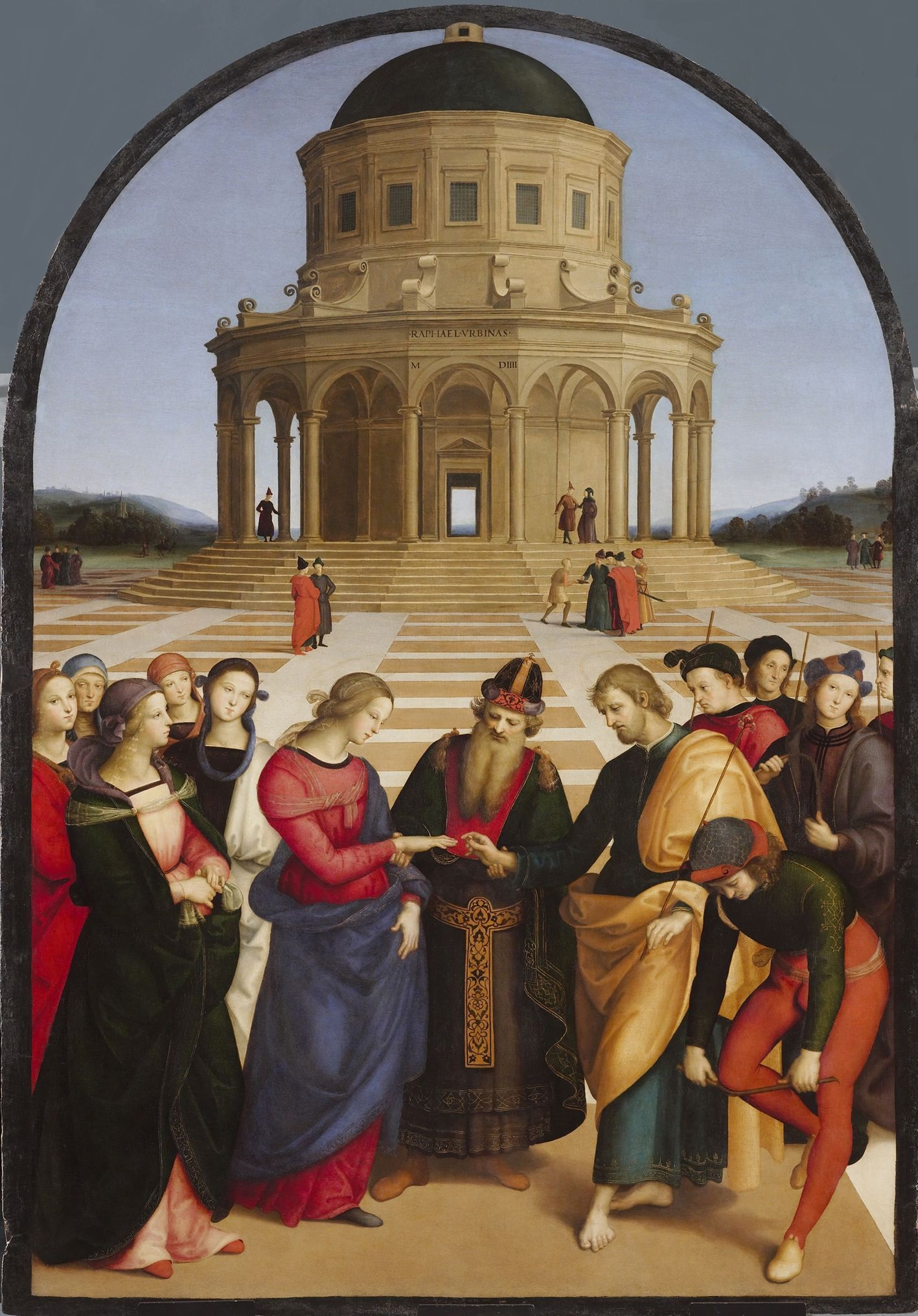
Raphaël Mariage de la Vierge 1504, pinacothèque de Brera, Milan.

#### Influence de Léonard de Vinci

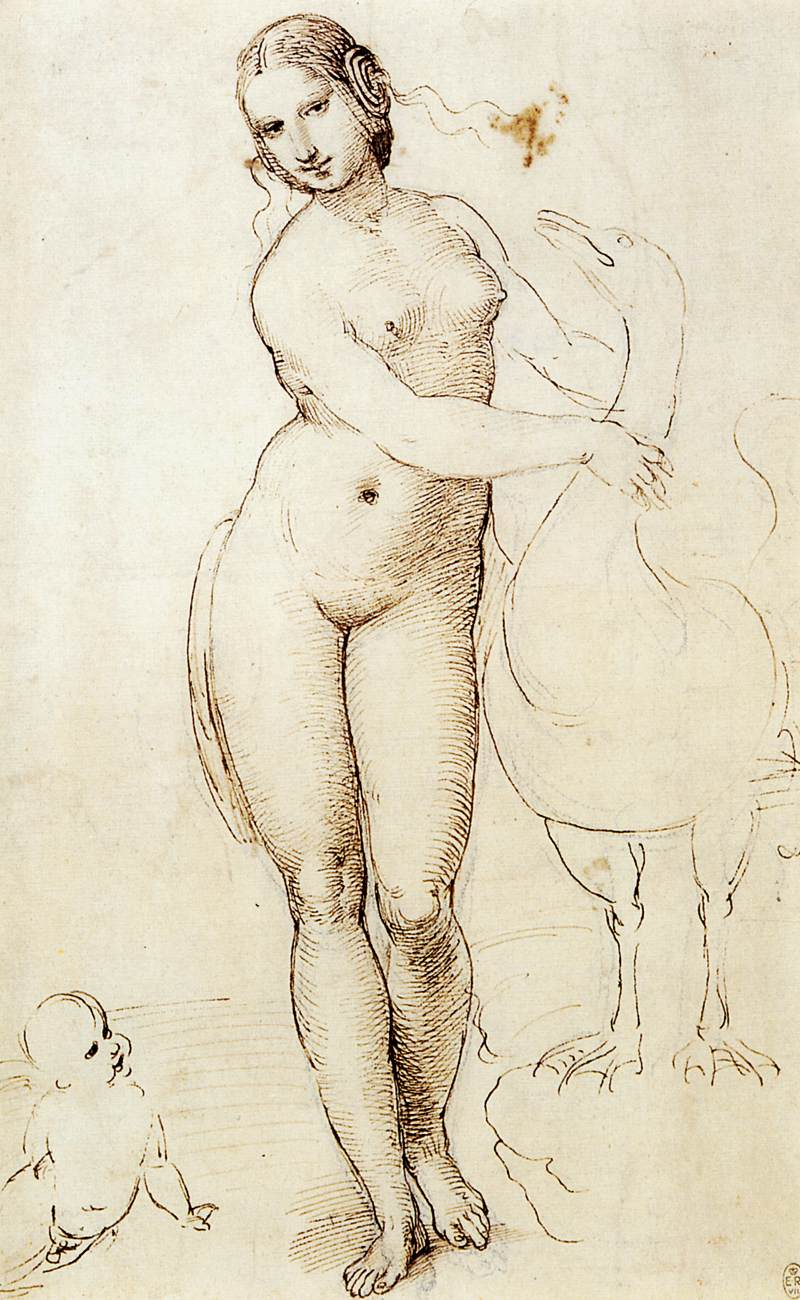
Étude de la Léda avec le cygne de Léonard.

Léonard a déjà plus de trente ans à la naissance de Raphaël, mais sa réputation de peintre novateur capable de résultats extraordinaires, est encore bien vivante lorsque le peintre d'Urbino décide de se rendre à Florence pour admirer, entre autres, sa Bataille d'Anghiari. L'influence de Léonard, de sa manière de lier les figures dans des compositions harmoniques caractérisées par des motifs géométriques, et de son sfumato, est l'une des composantes fondamentales du langage de Raphaël, même si elle est retravaillée avec des résultats complètement différents. Des œuvres telles que la Madone à la prairie montrent une composition pyramidale dérivée de Léonard, mais le sens du mystère et la charge inquiétante d'allusions et de suggestions du peintre de Vinci sont complètement absents, remplacés par un sentiment de calme et de familiarité spontanée.
Raphaël utilise parfois le sfumato, une technique qui estompe les contours inventée par Léonard de Vinci, presque exclusivement dans les toiles de sa période florentine (entre 1504 et 1508).
Sûrement l'exemple de Léonard a insufflé chez le jeune homme le désir de dépasser les répliques stériles des modèles de répertoire (comme le faisait le Pérugin), au profit d'un remaniement continu et d'une étude organique de toutes les figures et du paysage, souvent saisis de la vie, pour favoriser une représentation plus naturelle et crédible. Vasari lui-même témoigne que le jeune Raphaël « aimait la manière de Léonard plus que tout autre qu'il avait jamais vu, il a commencé à l'étudier », mais s'en détachant peu à peu, vers un style qui lui était entièrement propre. Ainsi, il reste une copie de la Leda de Raphaël avec le cygne Leonardesque.
Léonard est à Rome en 1514-1516 et a certainement l'occasion d'entrer en contact avec Raphaël, le plus grand peintre de la cour papale. Il n'y a pas d'information de contacts directs entre les deux, ni de commandes de peinture à Léonard à cette époque, mais les œuvres de Raphaël de ces dernières années montrent un regain d'intérêt pour l'art de Léonard, même celui vu peut-être une décennie plus tôt. Par exemple, dans la Perla du Prado, le schéma reprend celui de la Vierge aux Rochers, tandis que dans la Transfiguration certaines figures reprennent directement celles de Léonard dans l'Adoration des Mages .
Raphaël expérimente l'évolution préfigurée par Léonard dans la série de petites Madones à l'Enfant : composition pyramidale plutôt que triangulaire, groupement de figures dans une relation expressive, arrière-plan avec paysage ou dans l'obscurité, contraste du modelé doux, étude des formes, idéalisation de la nature pour exprimer le divin.

Les portraits d'Agnolo et Maddalena Doni s'inspirent tant de Leonard de Vinci que celui de cette dernière est presque une imitation de sa Joconde.

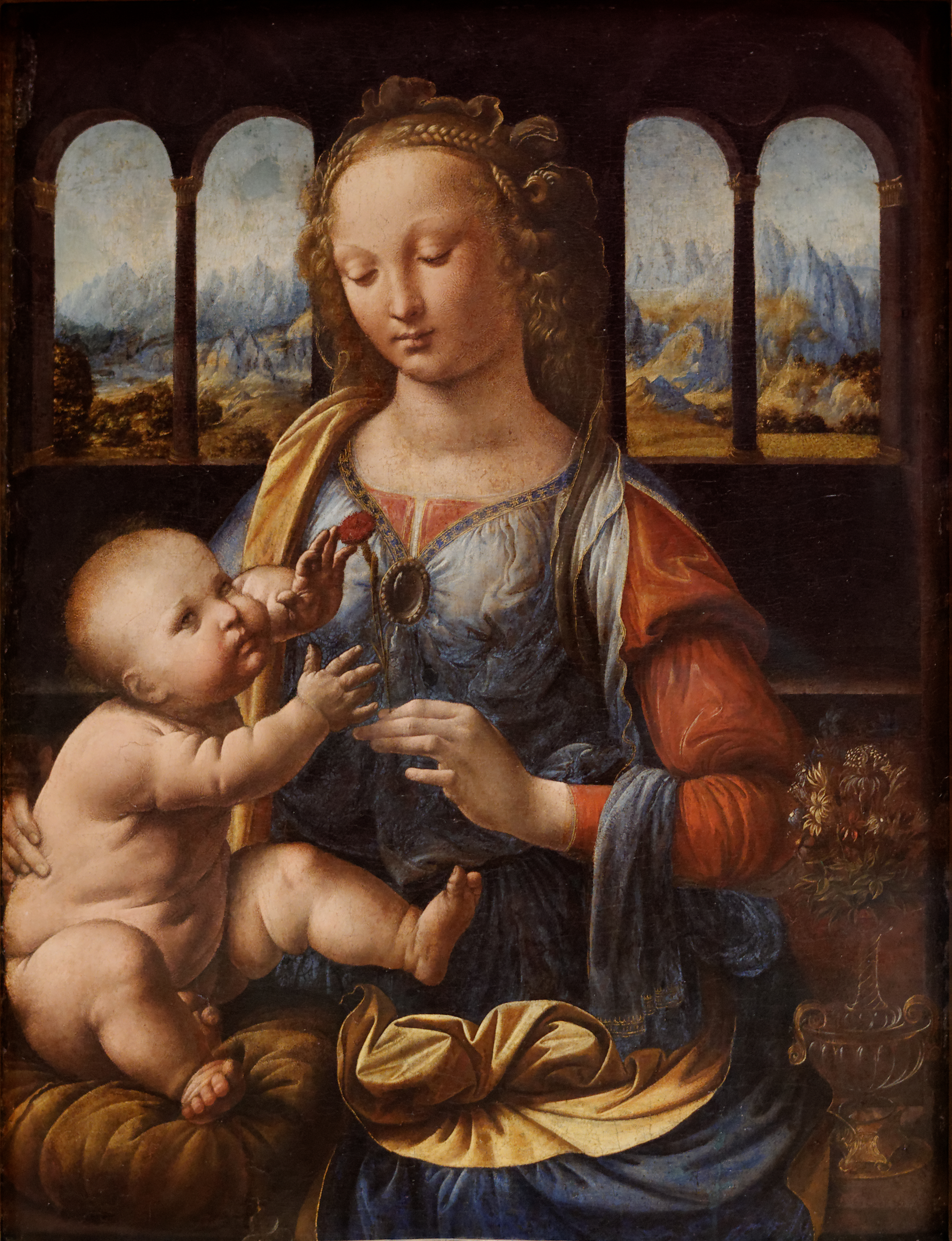
Léonard de Vinci - La Madone à l'œillet, 1478 Alte Pinakothek, Munich.
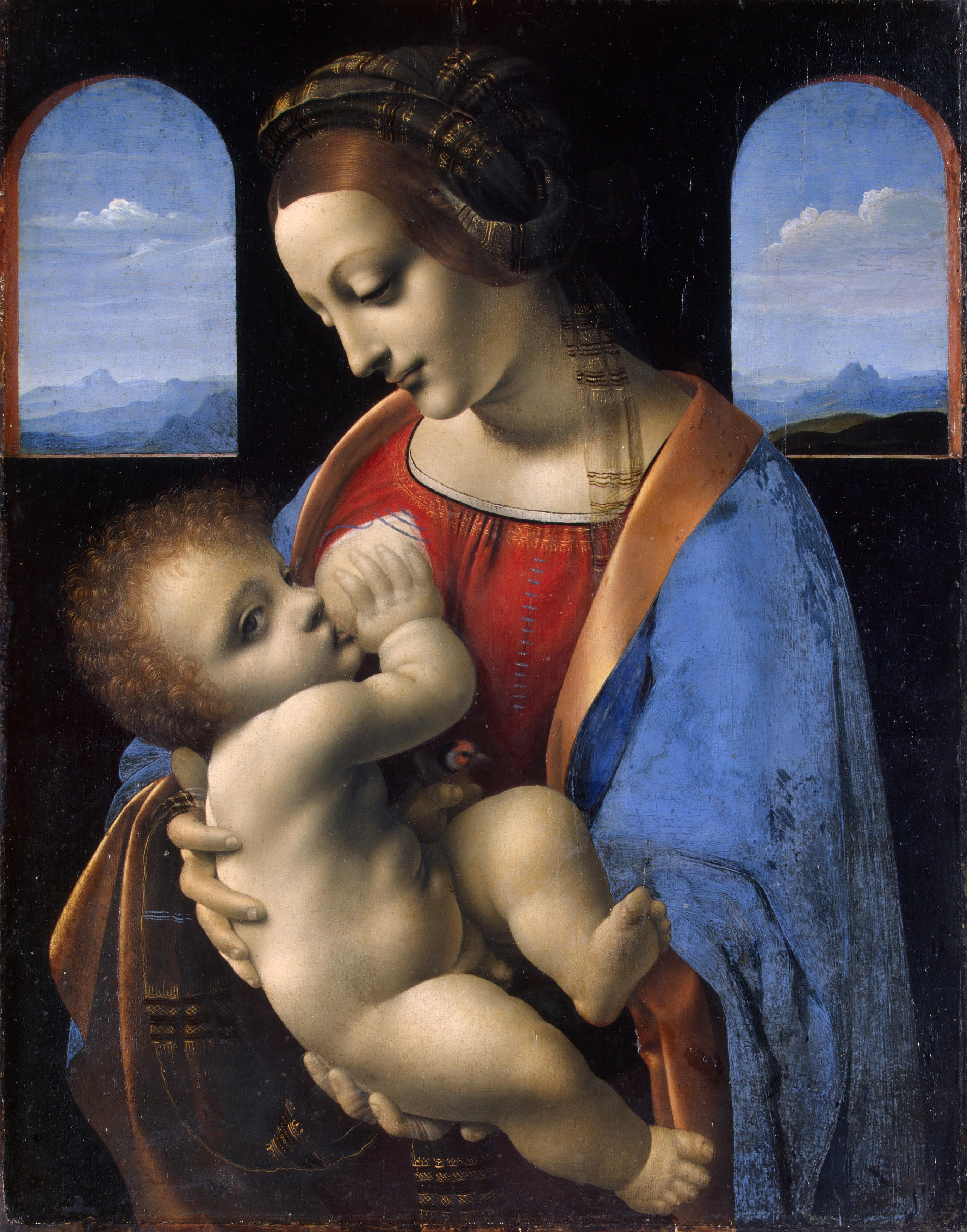
Léonard de Vinci - Vierge à l’enfant, 1490-1491 Musée de l'Ermitage, Saint-Pétersbourg.
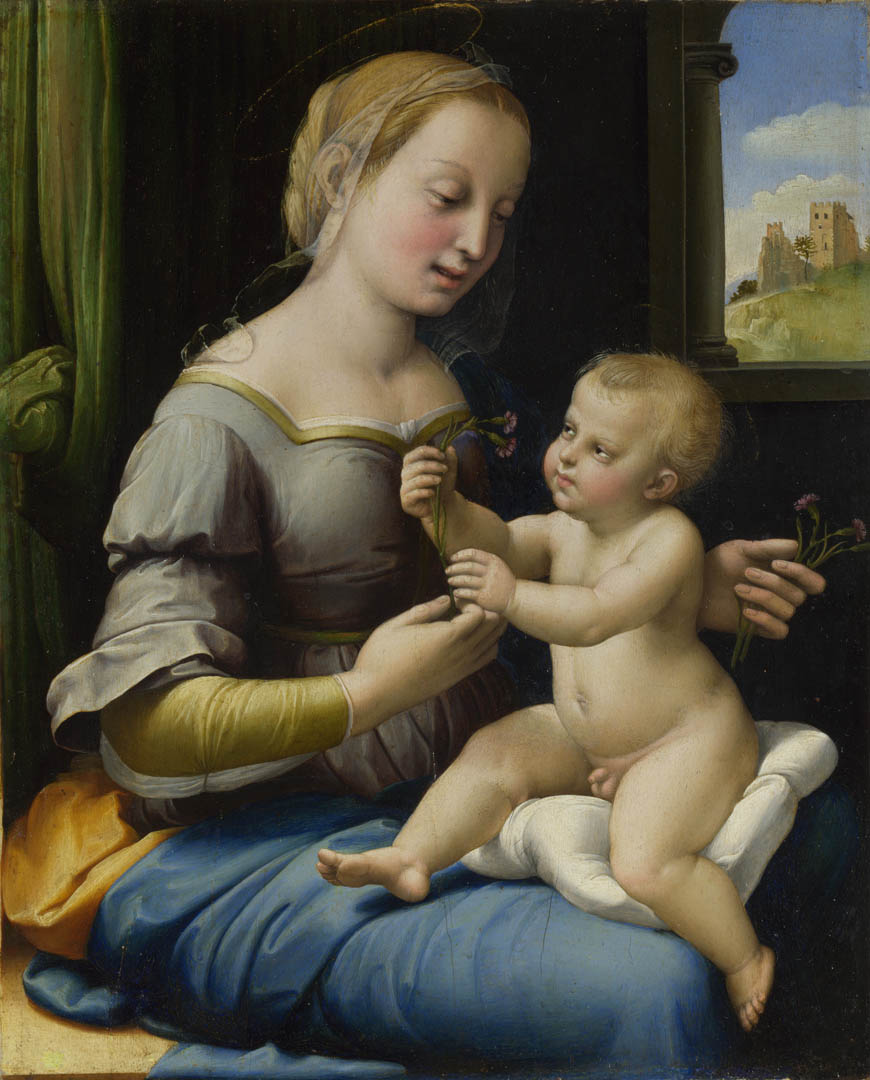
Raphaël - La Vierge aux œillets, 1506-1507 National Gallery, Londres.
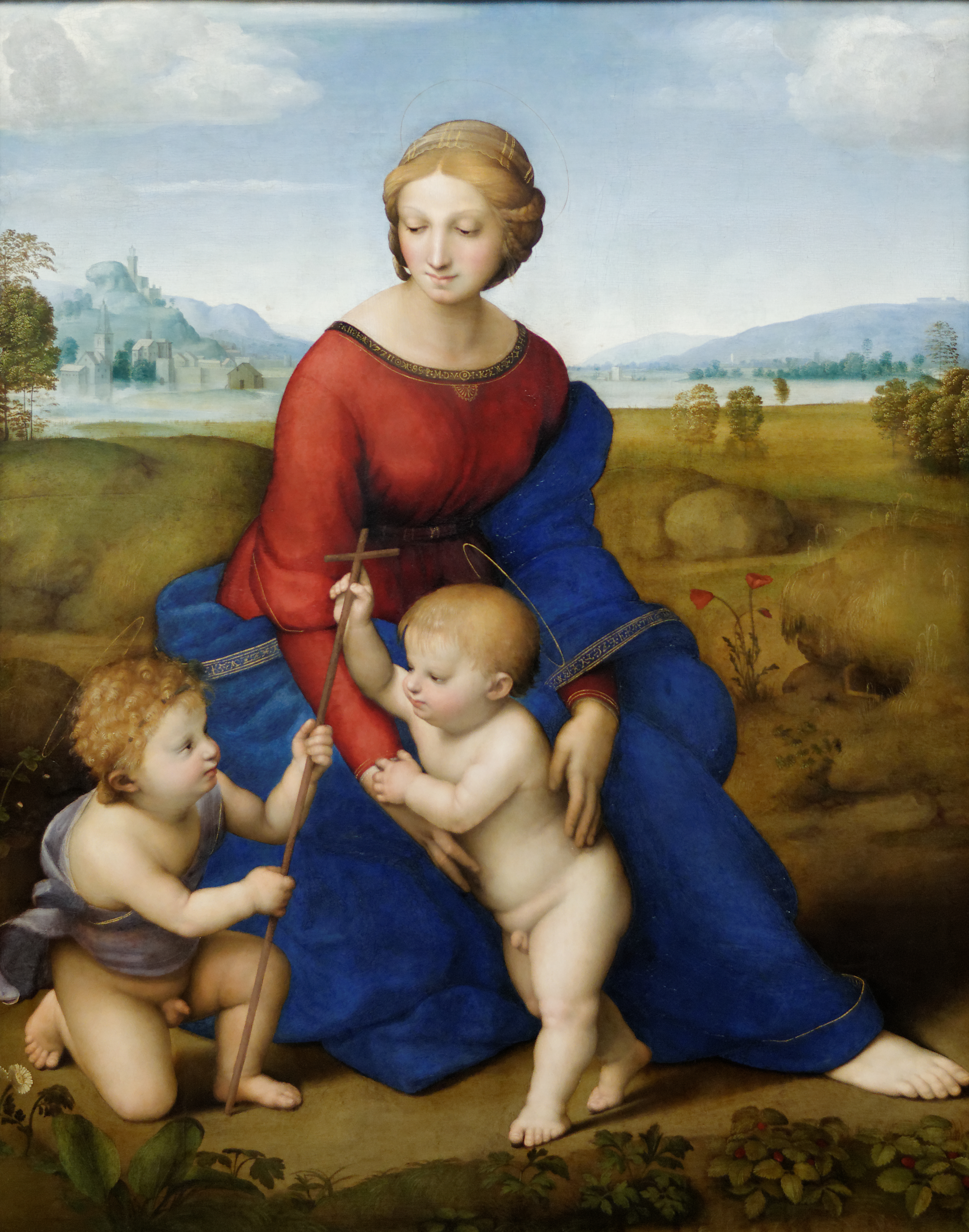
Raphaël - La Madone à la prairie, c. 1505-06 Kunsthistorisches Museum, Vienne.
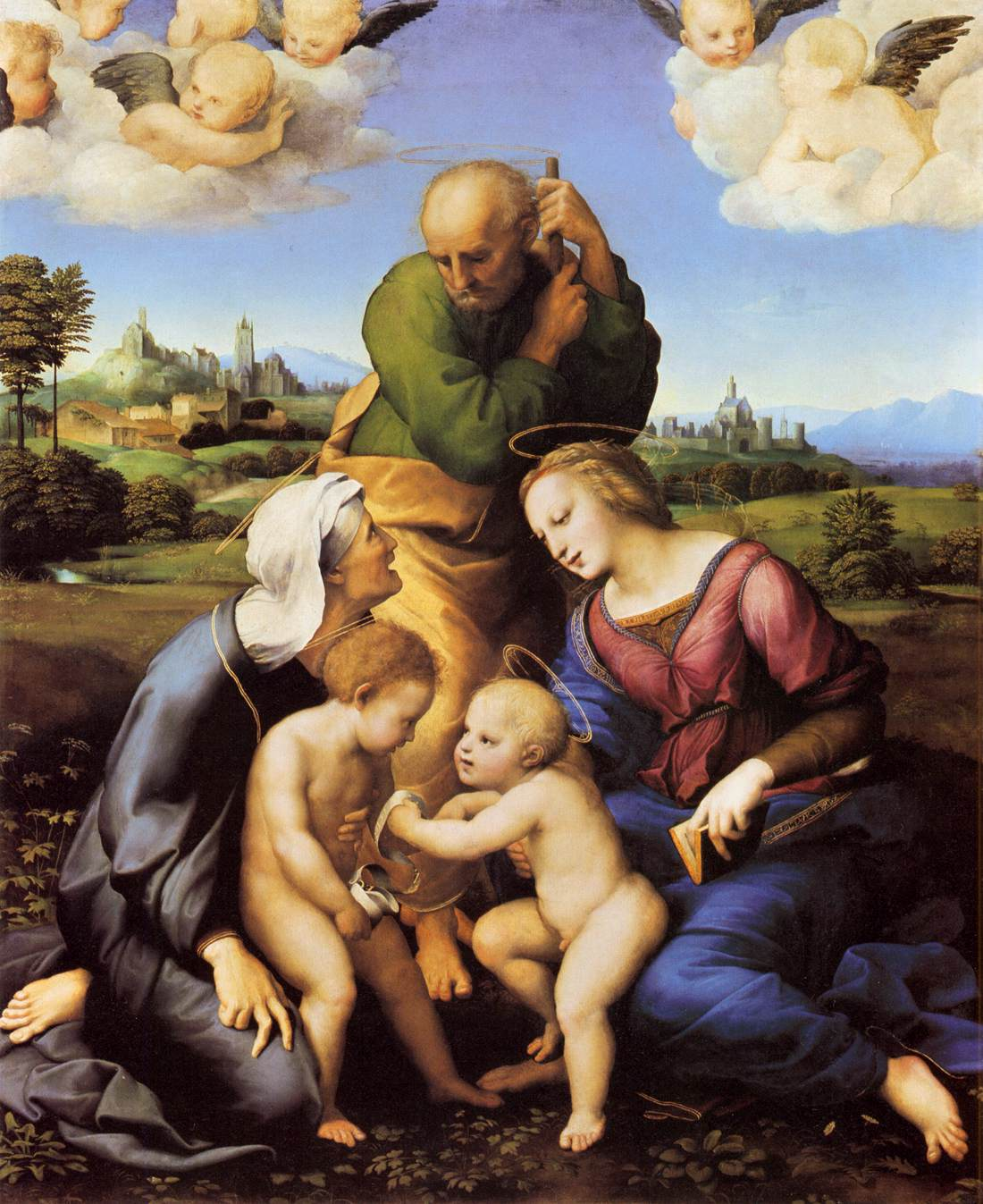
Raphaël - La Sainte Famille Canigiani v. 1507, Alte Pinakothek, Munich.

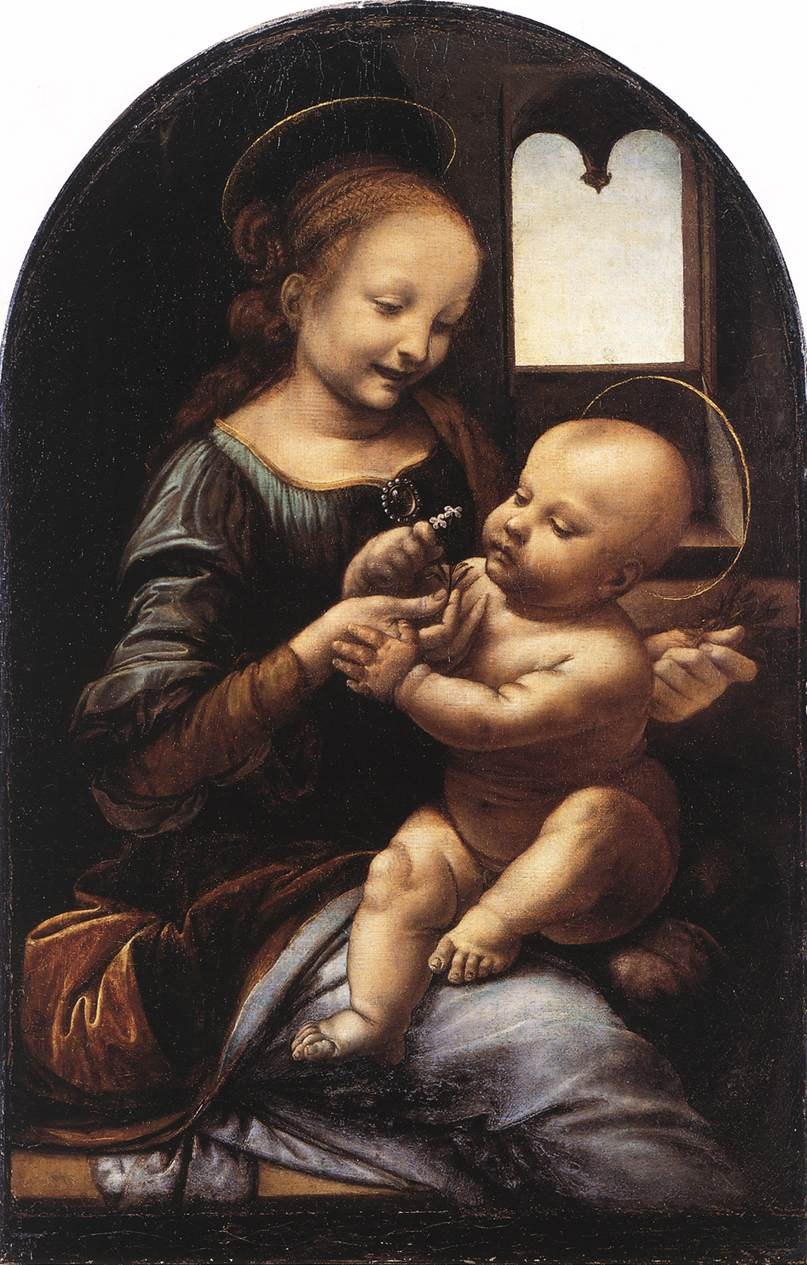
Léonard de Vinci – Madonna Benois, c.1478 Huile sur bois transposée sur toile, 49,5 × 31,8 cm musée de l'Ermitage, Saint-Pétersbourg.
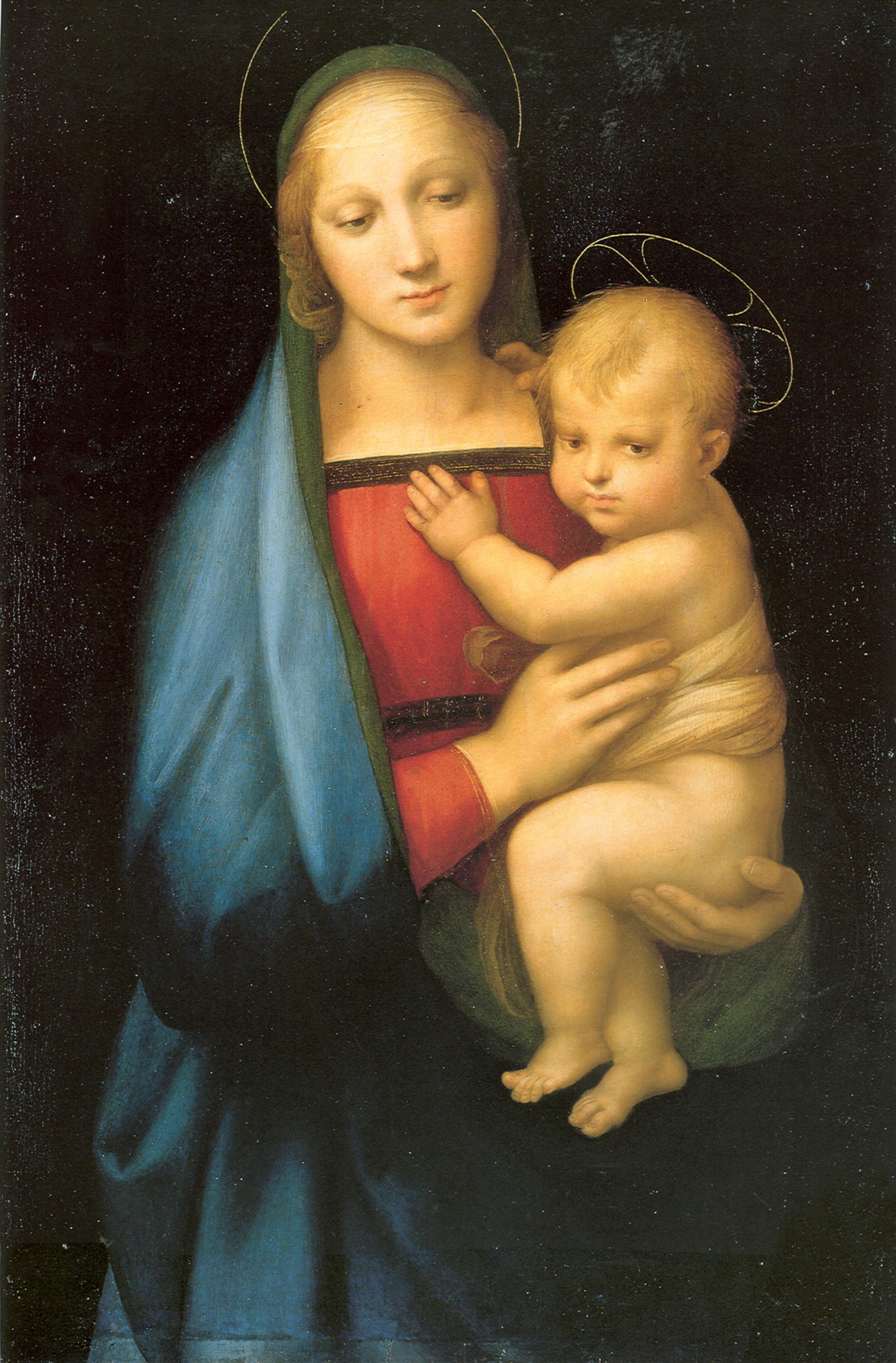
Raphaël - La Madone du Grand-Duc, 1504-1505 Huile sur bois, 84 × 55 cm palais Pitti, Florence.

#### Influence de Michel-Ange

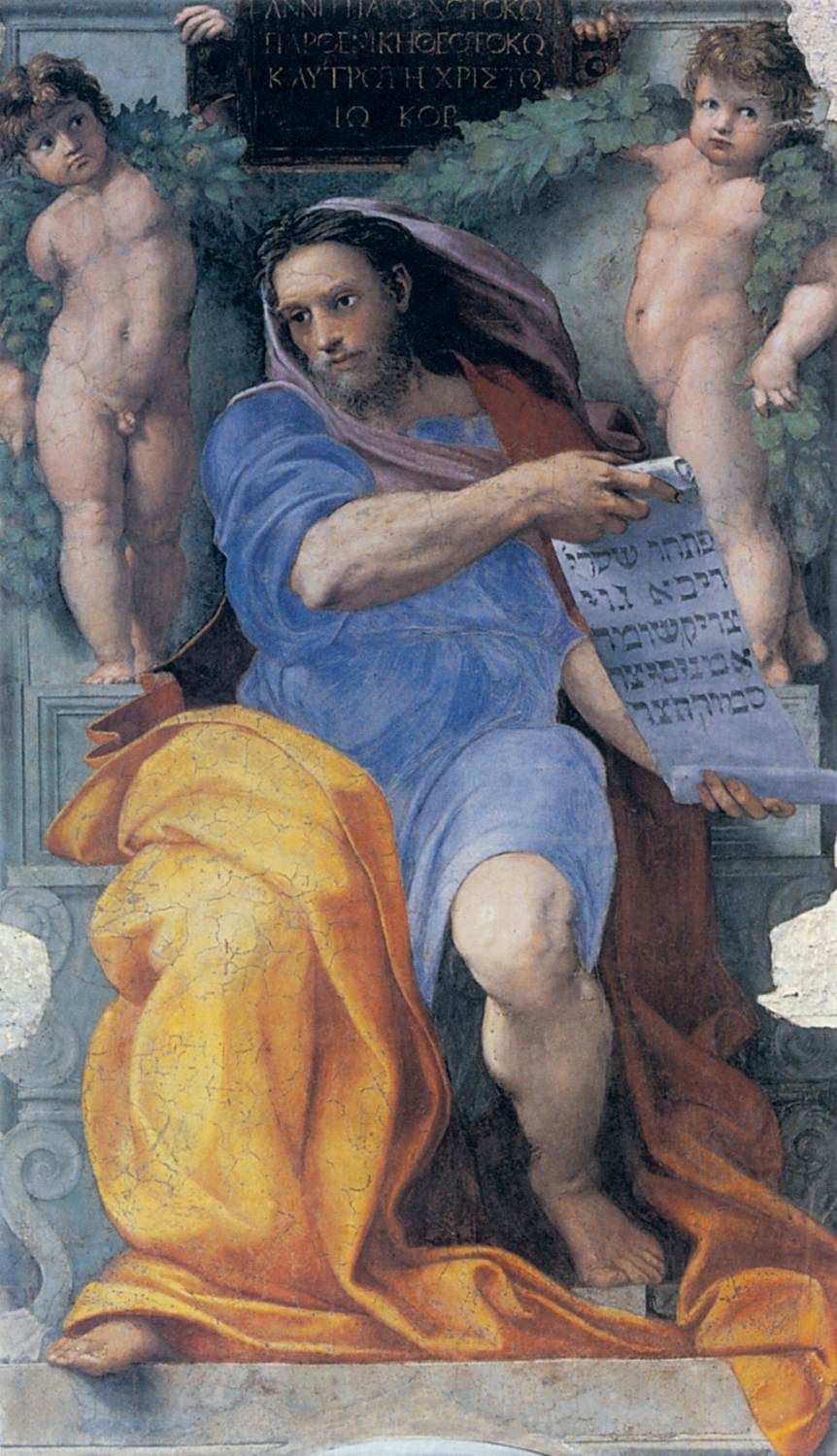
Prophète Isaïe de Raphaël, inspiré des Prophètes de Michel-Ange de la voûte de la chapelle Sixtine.

Le jeune Raphaël est très attiré par les nouveautés du tout aussi jeune Michel-Ange (entre les deux il y a environ huit ans de différence), s'installant à Florence juste pour admirer, entre autres, son carton pour la Bataille de Cascina. Une fois à Florence, Raphaël a pu étudier attentivement le marbre monumental du David de la Piazza della Signoria, à partir duquel il fait des dessins détaillés. Certaines Madones de la période florentine sont influencées par les sculptures de Michel-Ange, comme le Tondo Pitti ou le Tondo Taddei et, assez curieusement, la Madone de Bruges, qui ne quitte l'atelier de l'artiste que pour être expédiée en grand secret en Flandre. Peut-être, grâce à l'intercession de son professeur Pérugin, Raphaël a-t-il pu accéder là où de nombreux Florentins ne pouvaient pas.
L'admiration pour Michel-Ange se transforme en un véritable choc artistique lors de son séjour à Rome. Probablement que les deux ne sont pas intéressés à s'opposer volontairement, mais le climat hautement compétitif de la cour papale, peut-être surchauffé par Bramante qui tente de tirer de l'eau jusqu'à son propre moulin en discréditant le florentin Michel-Ange et en promouvant à la place son compatriote Raphael. Les ressources papales, si énormes soient-elles, ne sont pas infinies et Bramante, engagé dans la difficile tâche de la reconstruction de Saint-Pierre, fait passer au second plan le projet de la tombe de Jules II, déclenchant la « malédiction du tombeau », qui va hanter Michel-Ange pendant quarante ans. En fait, Michel-Ange a écrit dans une lettre tardive : « Toute la discorde qui a surgi entre le pape Julio et moi était l'envie de Bramante et Raffaello da Urbino […] et Raphael avait de bonnes raisons, que ce qu'il savait de l'art, il le tenait de moi ».
Bramante, à en juger par des lettres et des témoignages, tente souvent de montrer Michel-Ange sous un mauvais jour, peut-être inquiet de son extraordinaire talent et de l'intérêt qu'il suscite chez le pape, trouvant en Raphaël, malgré lui, un allié. Par exemple, en raison de la faible pratique de Michel-Ange dans la technique de la fresque, il essaie de faire confier la voûte de la chapelle Sixtine à Raphaël.
La rivalité entre les deux peintres conduit bientôt à la naissance de véritables alignements, avec des partisans des deux, auxquels s'ajoute Sebastiano del Piombo, pris sous la protection de Michel-Ange. Malgré les tons durs de la dispute, Raphaël montre qu'il s'intéresse aux nouveautés de Michel-Ange dans les fresques de la voûte de la chapelle Sixtine ; en plus d'inclure son portrait dans l'École d'Athènes, dans ses œuvres postérieures au dévoilement de la voûte, il y a des références très éloquentes à Michel-Ange, comme dans le Prophète Isaïe, loué par Michel-Ange lui-même, ou dans l' Incendie de Borgo, où les corps musclés en mouvement tumultueux renvoient directement à son exemple.
Un nouveau moment de confrontation survient lorsque Giulio de 'Medici décide de confier deux grands retables à Sebastiano del Piombo et Raphaël. Leonardo Sellaio écrit à Michel-Ange : « Il me semble maintenant que Raphaël est en train de bouleverser le monde pour qu'il [Sebastiano] n'y fasse pas face, pour ne pas être confronté » (19 janvier 1517). Michel-Ange dessine de sa propre main les principales figures du retable de Sebastiano (la Résurrection de Lazare) et les deux artistes retardent la livraison de l'œuvre pour ne pas se révéler d'abord au rival. Finalement, Raphaël meurt, laissant la célèbre Transfiguration, achevée par ses élèves.

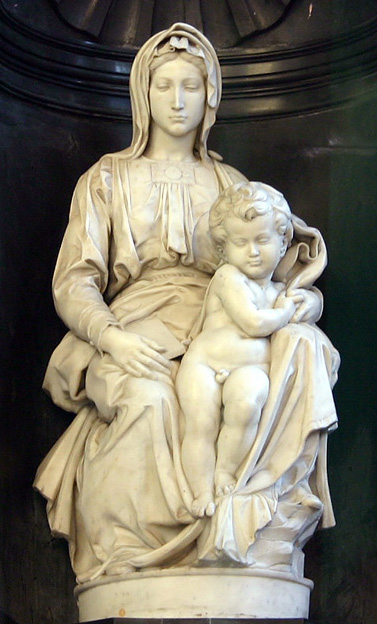
Michel-Ange - Madone de Bruges, 1504 Sculpture église Notre-Dame, Bruges.
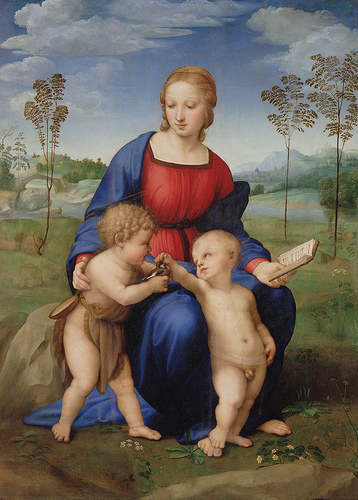
Raphaël - Madone au Chardonneret, 1505-1506 Tempera sur bois, 107 × 77 cm galerie des Offices, Florence.
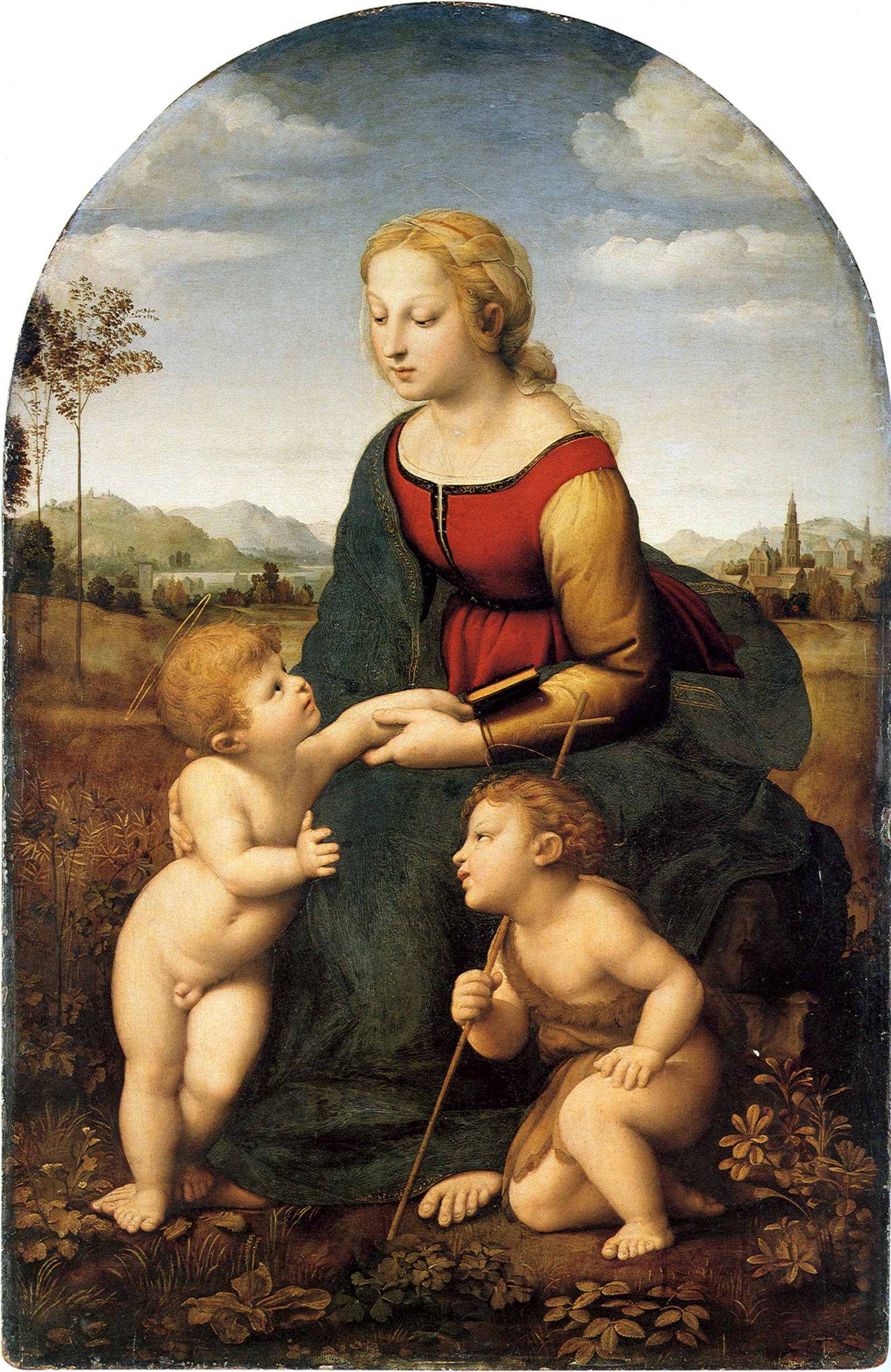
Raphaël - La Belle Jardinière 1505-1508, musée du Louvre.

### Matériaux de peinture
Raphael peint plusieurs de ses œuvres sur support en bois (La Vierge aux œillets) mais il utilise également la toile (La Madone Sixtine). Il est connu pour utiliser des huiles siccatives telles que les huiles de lin ou de noix. Sa palette est riche et il utilise presque tous les pigments alors disponibles tels que l'outremer, le plomb-étain-jaune, le carmin, le vermillon, l'alizarine, le vert-de-gris et les ocres. Dans plusieurs de ses peintures (Retable Ansidei), il emploie même le rare pernambouc, de l'or en poudre métallique et, encore moins connu, du bismuth,.

## Œuvres de Raphaël: chronologie

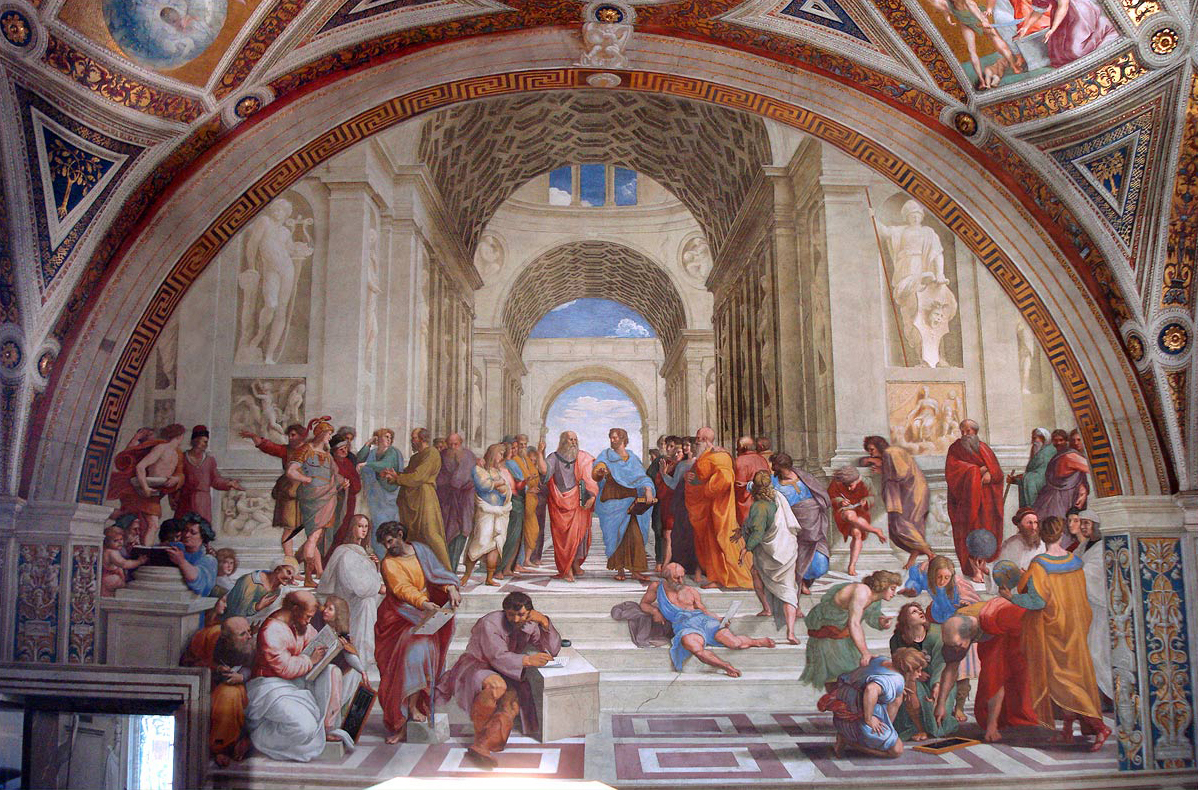
L'École d'Athènes (1510-1511)
Fresque, palais du Vatican.

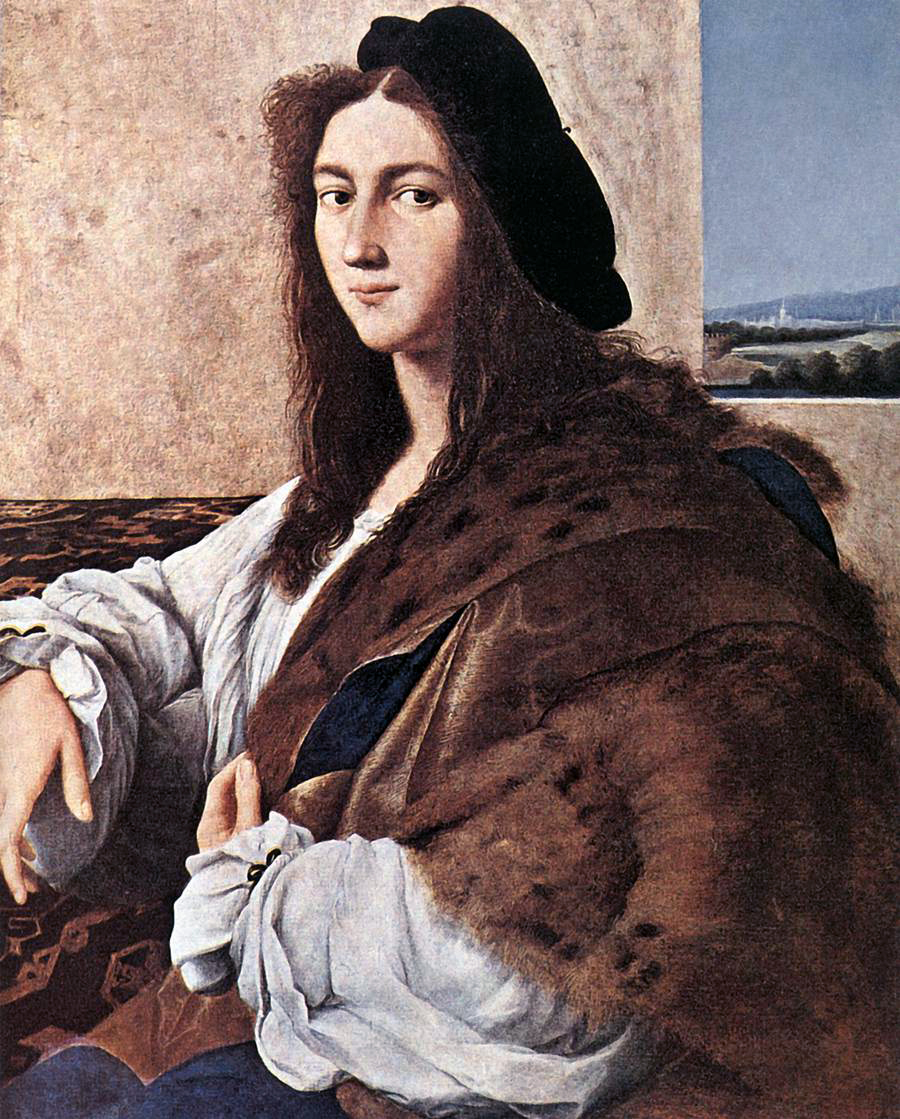
Portrait de jeune homme (1513-1514), exposé au musée Czartoryski à Cracovie jusqu'en 1939, et disparu depuis.

- Portrait de Laurent de Médicis, duc d'Urbino de trois-quarts en pied, tenant une boîte en or, (1492-1519), huile sur toile, 97 × 79 cm. Cette toile a appartenu à la collection du second Lord Northwick (1770-1859) et exposée à Thirlestaine House à Cheltenham. Il s'agit d'une des cinq portraits sur toile, plutôt que sur panneau, peints par Raphaël. De 1908 à 1971, ce tableau fut attribué à Sebastiano del Piombo (Venise 1485 - Rome 1547) ;
- Retable de saint Nicolas, 1500-1501, huile sur bois, 32 × 27 cm, pinacothèque Tosio Martinengo, Brescia[162] ;
- Saint Sébastien, 1502-1503, huile sur panneau, 44 × 35 cm, Académie Carrara, Bergame ;
- La Madone Connestabile, 1502-1503, détrempe sur toile transposée sur bois, tondo 18 cm, musée de l'Ermitage, Saint-Pétersbourg ;
- Portrait d'Elisabeth de Gonzague (duchesse d'Urbin), 1502-1508, huile sur bois, 53 × 37 cm, galerie des Offices, Florence ;
- Portrait de Guidubaldo de Montefeltre (duc d'Urbin), 1502-1508, huile sur bois, 53 × 37 cm, galerie des Offices, Florence ;
- Saint Jérôme punissant les Sabines hérétiques (1503), 25,7 × 41,9 cm, North Carolina Museum of Art, Raleigh ;
- Crucifixion Mond, 1503, 279 × 166 cm, National Gallery, Londres ;
- Saint Georges luttant contre le dragon, 1503-1505, bois, 29 × 25 cm, musée du Louvre, Paris ;
- Saint Michel terrassant le démon[163], 1503-1505, bois, 30 × 26 cm, musée du Louvre, Paris ;
- Portrait de François Marie della Rovere, 1504, huile sur bois, 47 × 35 cm, galerie des Offices, Florence ;
- Le Mariage de la Vierge, 1504, 174 × 121 cm pinacothèque de Brera, Milan. Ce tableau s'inspire très largement du tableau du même nom de son maître d'alors, Le Pérugin ;
- La Vierge à l'Enfant couronnée par les saints (vers 1504), 172,4 × 172,4 cm, Metropolitan Museum of Art, New York ;
- Les Trois Grâces (1504-1505), 17 × 17 cm, musée Condé, Chantilly ;
- Saint Georges terrassant le Dragon (1504-1505), 28,5 × 21,5 cm, National Gallery of Art, Washington ;

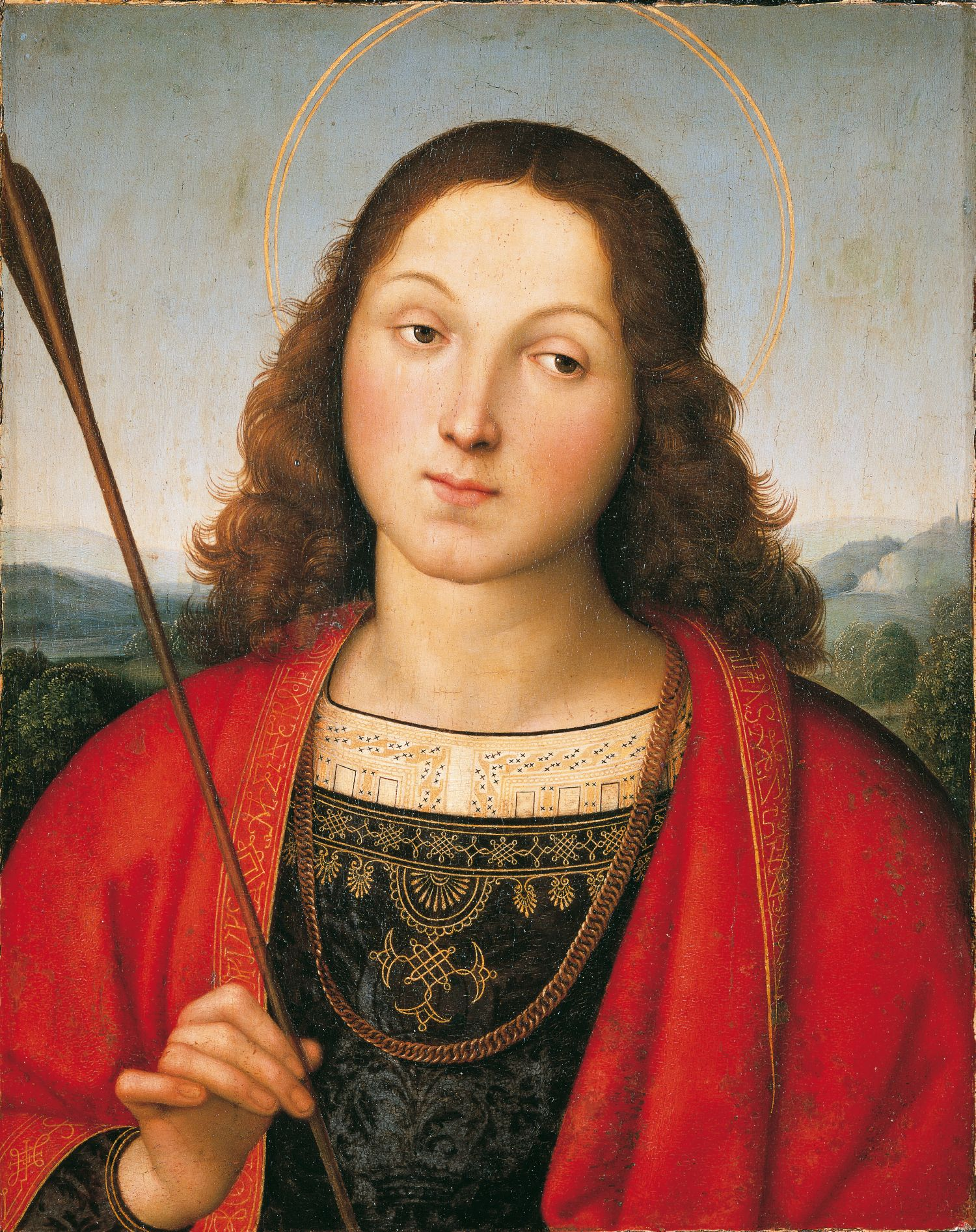
Saint Sébastien 1502-1503, Bergame.
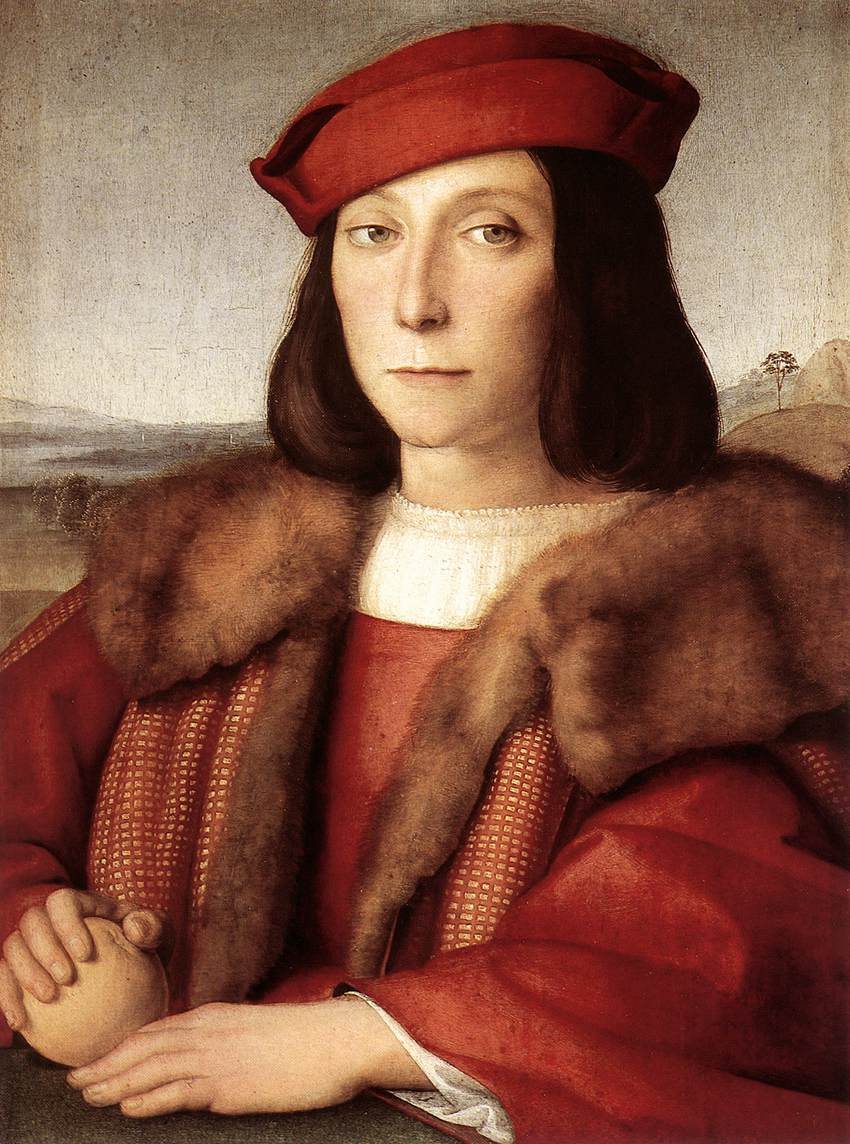
Le Jeune Homme à la pomme François Marie della Rovere, 1504, Offices, Florence.
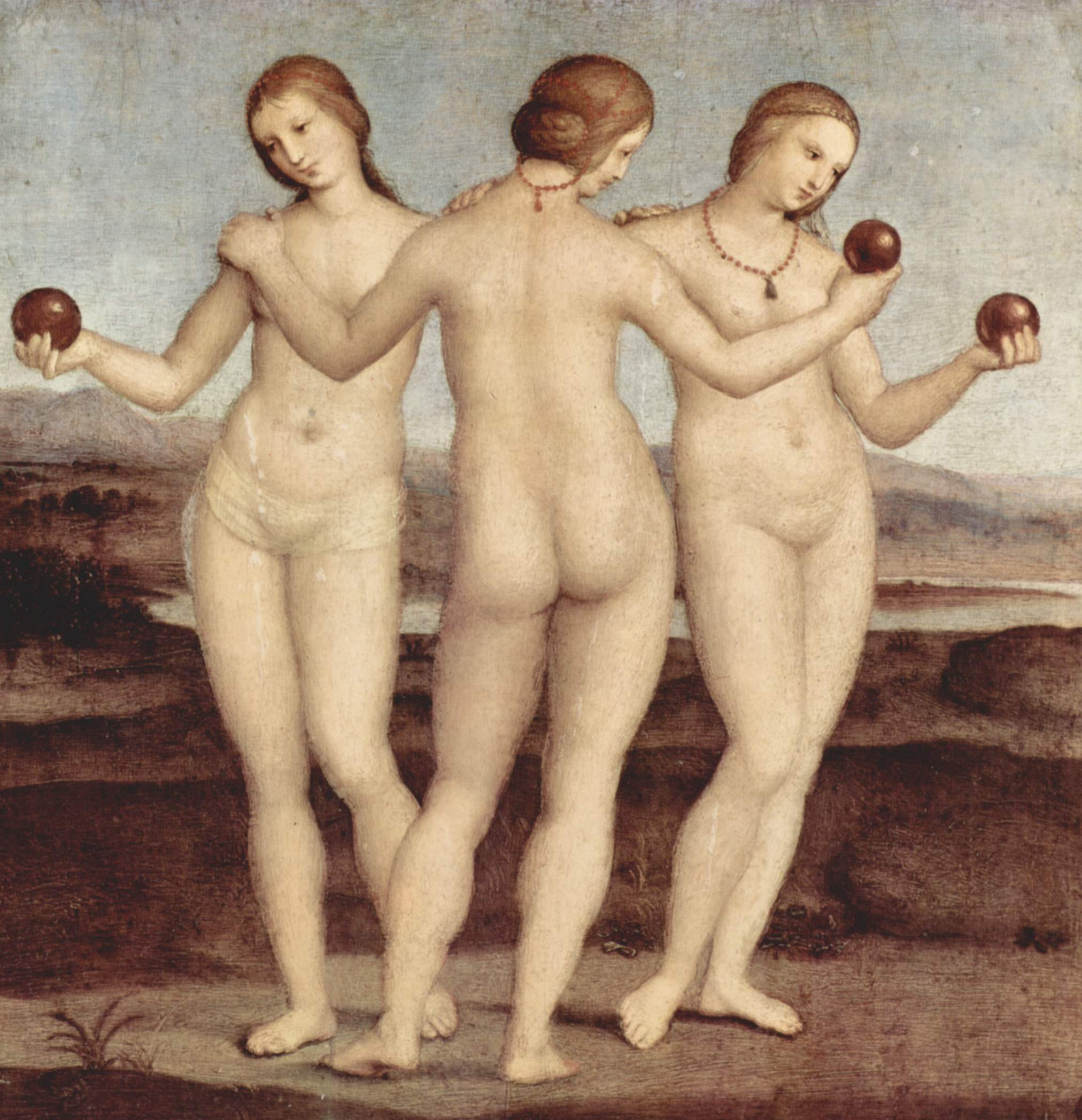
Les Trois Grâces 1504-1505, musée Condé.

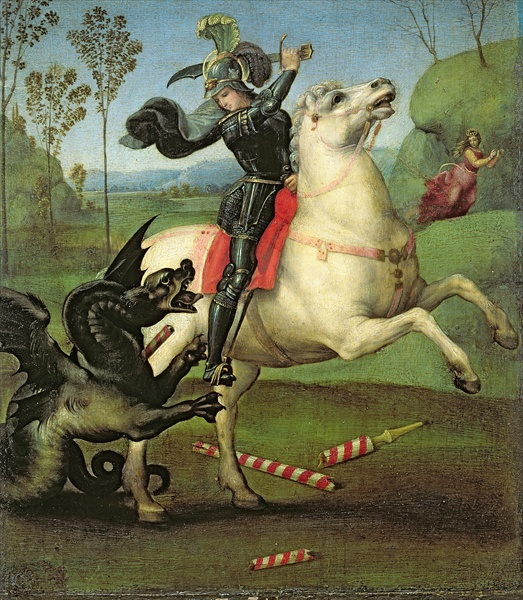
Saint Georges combattant le dragon 1503-1505, musée du Louvre.
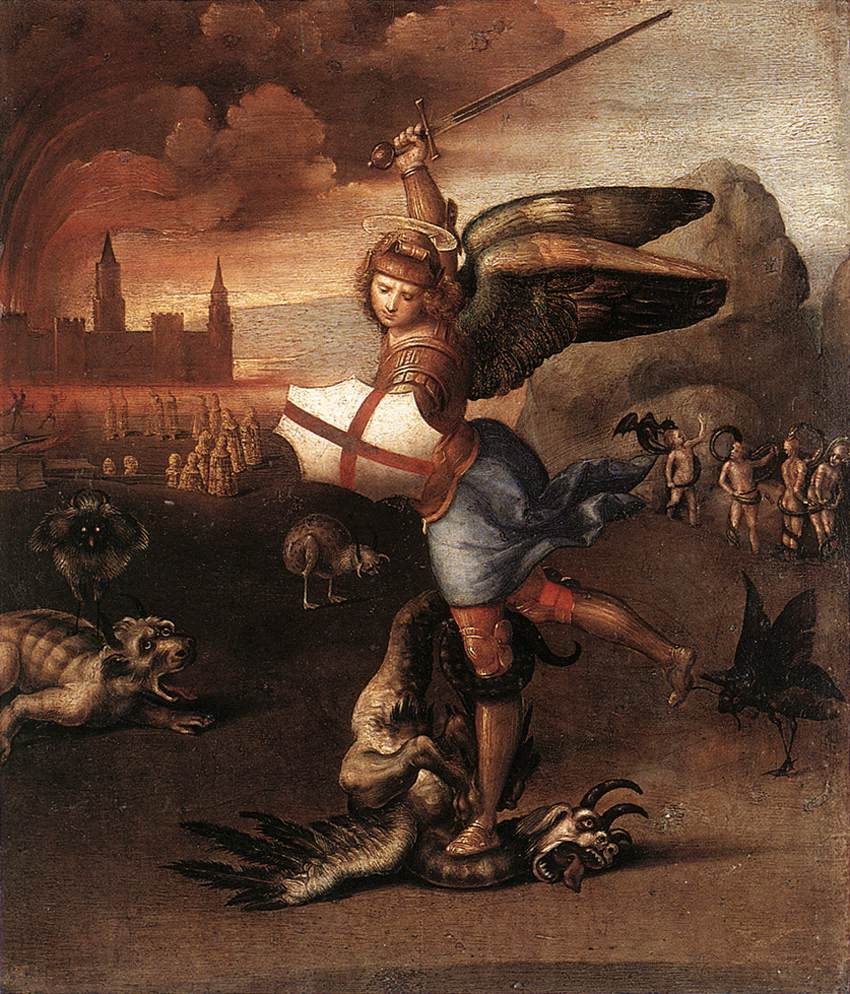
Saint Michel et le Dragon 1504-1505, musée du Louvre.
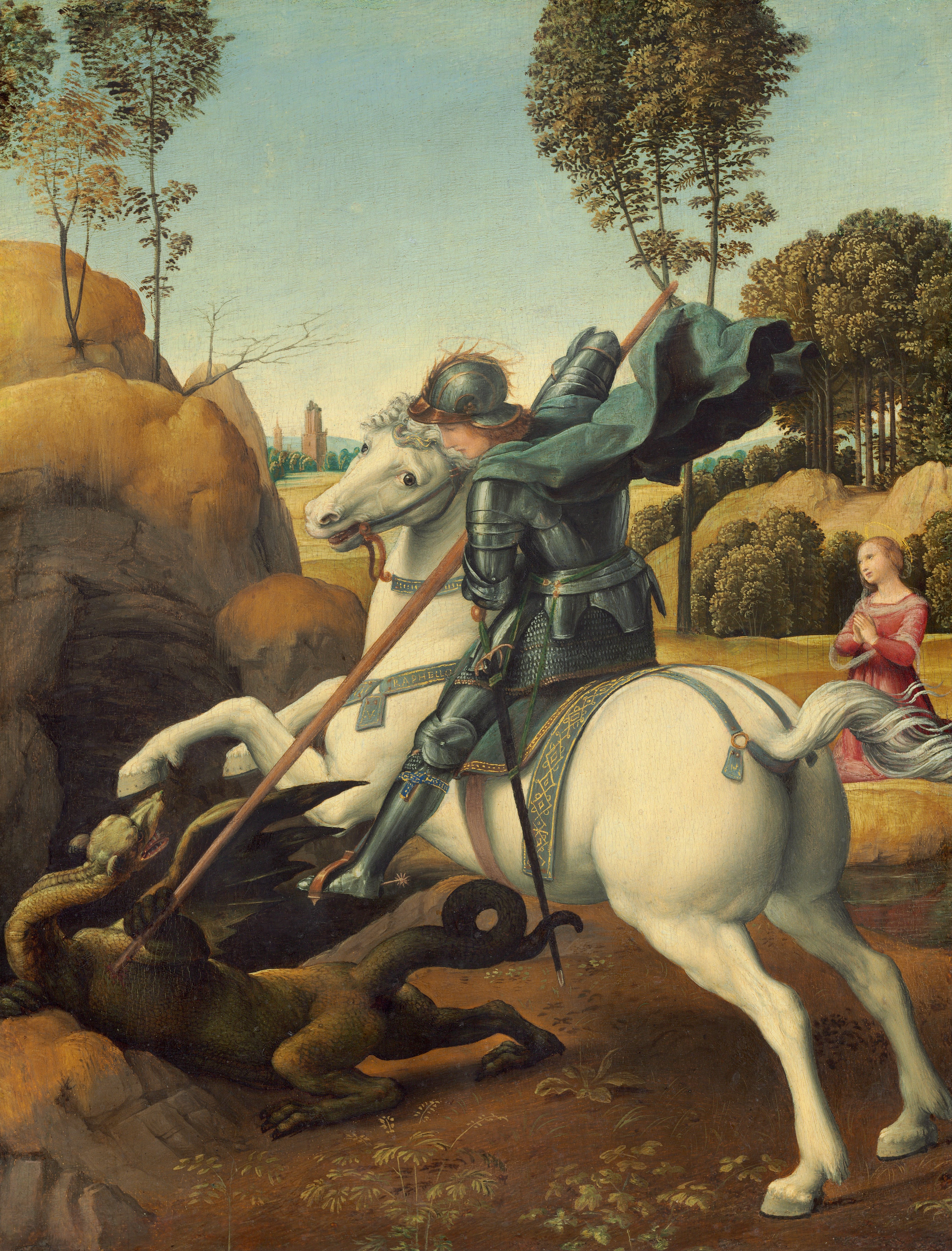
Saint Georges terrassant le Dragon, 1504-1506, National Gallery of Art, Washington.

- Vierge au chardonneret, 1506, huile sur bois, 107 × 72 cm, galerie des Offices, Florence ;
- La Madone dite de la Maison d'Orléans (1506), 29 × 21 cm, musée Condé, Chantilly ;
- La Dame à la licorne (vers 1506), 65 × 51 cm, Galleria Borghese, Rome ; (En 1935, une restauration a retiré le déguisement de sainte Catherine. Il se pourrait que la licorne ait été, à l'origine, un chien de compagnie) ;
- La Madone du belvédère (ou La Vierge à la prairie, Madonna del prato en italien) (1506), huile sur toile de 113 × 88 cm, Kunsthistorisches Museum, Vienne ;
- Portrait de dame, dite La Gravida[164], huile sur bois, 66 × 53 cm, galerie Palatine, palais Pitti, Florence ;
- Portrait d'Agnolo Doni, 1506, huile sur bois, 65 × 46 cm, galerie Palatine (palais Pitti), Florence ;
- Portrait de Maddalena Doni, 1506, huile sur bois, 65 × 46 cm, galerie Palatine (palais Pitti), Florence ;
- La Madone aux œillets (vers 1506-1507), 29 × 23 cm. Merveille de délicatesse et convoitée par le Getty Museum, elle a été achetée en 2004 par la National Gallery de Londres, grâce à une souscription nationale[N 2] ;
- Portrait d'une jeune femme dit La Muette, 1507, Galleria Nazionale delle Marche, Urbino ;
- La Déposition de Croix, 1507, huile sur panneau, 184 × 176 cm, galerie Borghèse, Rome ;
- Sainte Catherine d'Alexandrie, 1507-1508, 71 × 56 cm, National Gallery, Londres ;

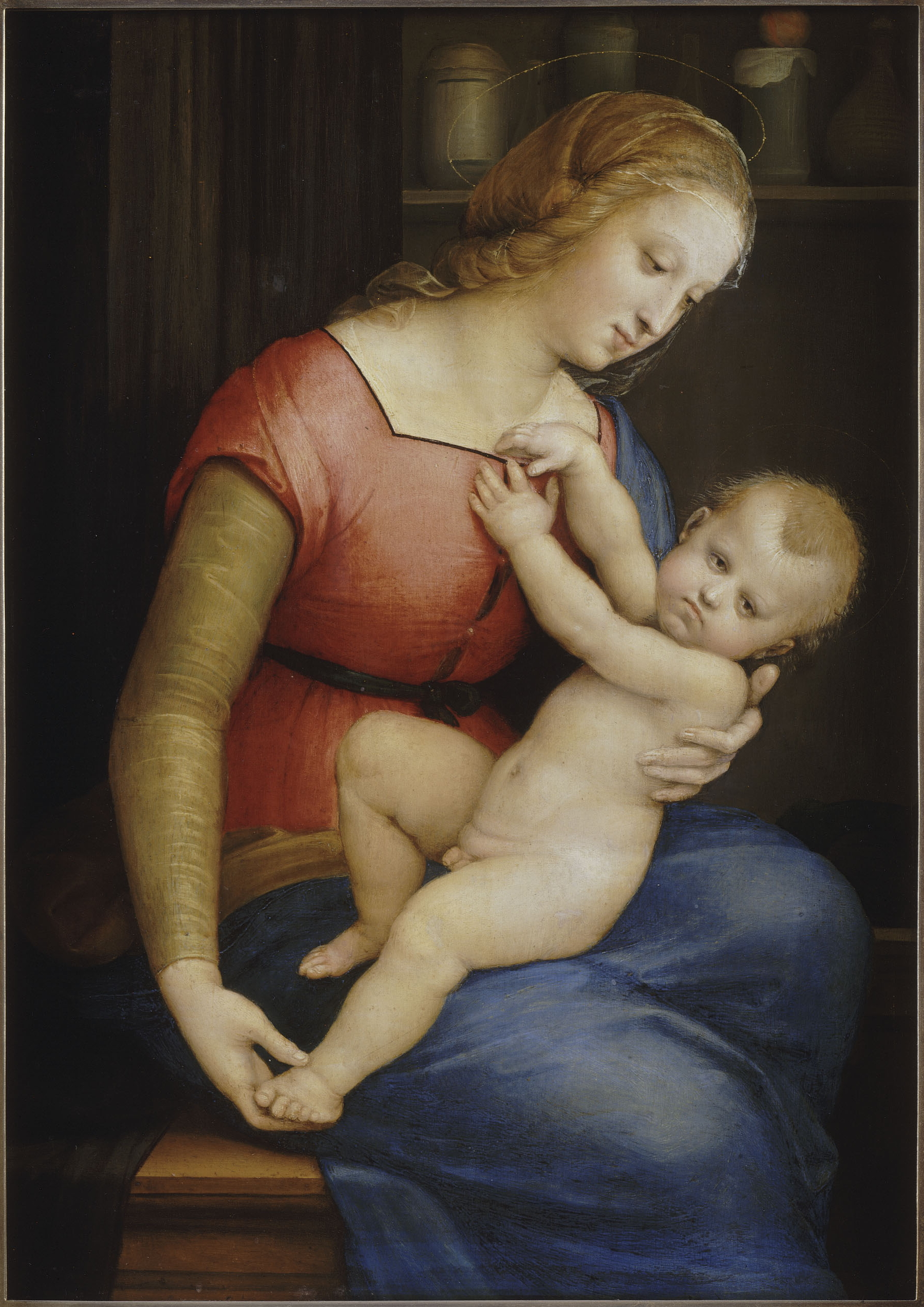
Madone d'Orléans 1506, musée Condé.
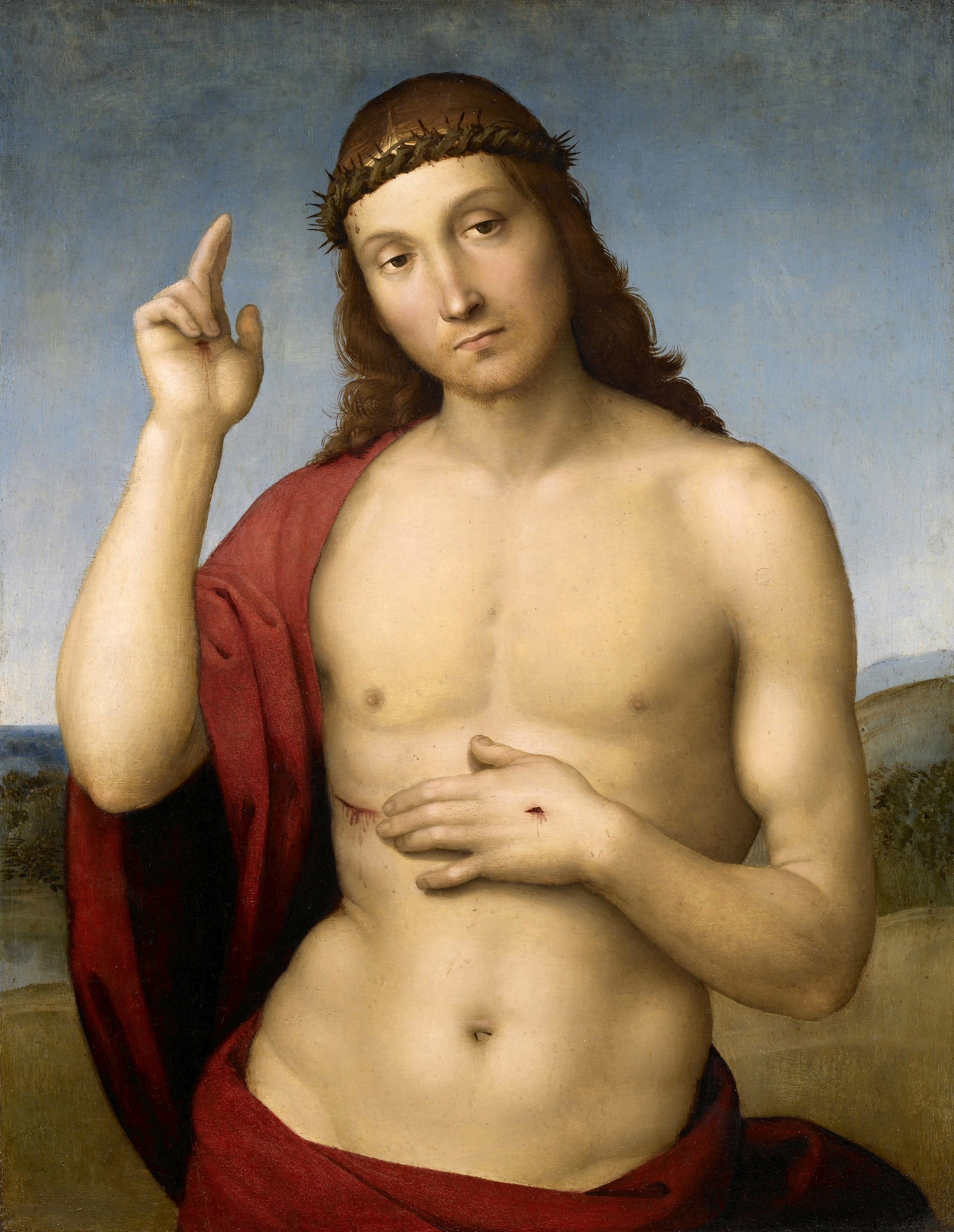
Le Christ, 1507, Brescia.
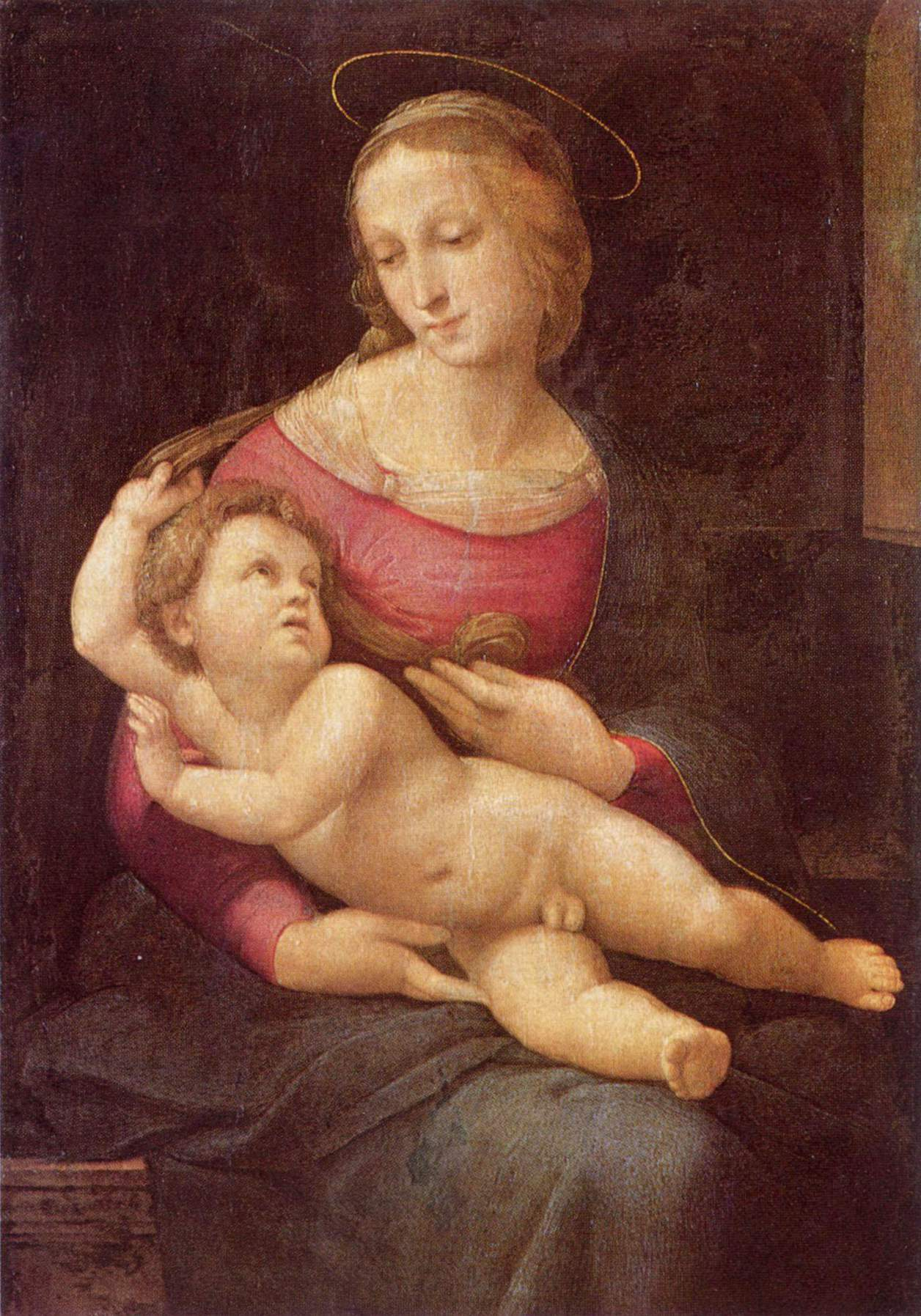
Madone Bridgewater, v. 1507, Édimbourg.

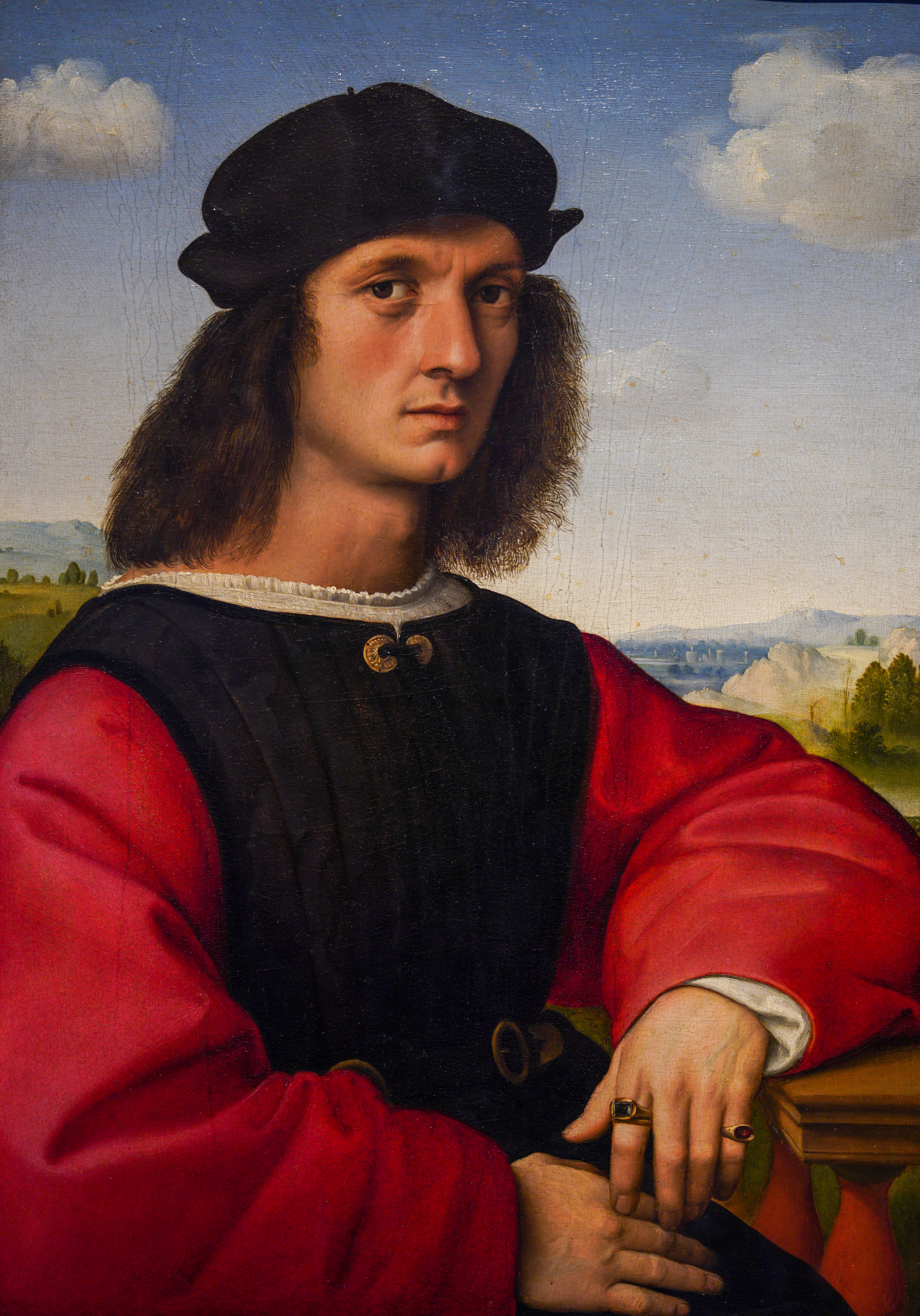
Portrait d'Agnolo Doni, 1506, galerie Palatine (palais Pitti), Florence.
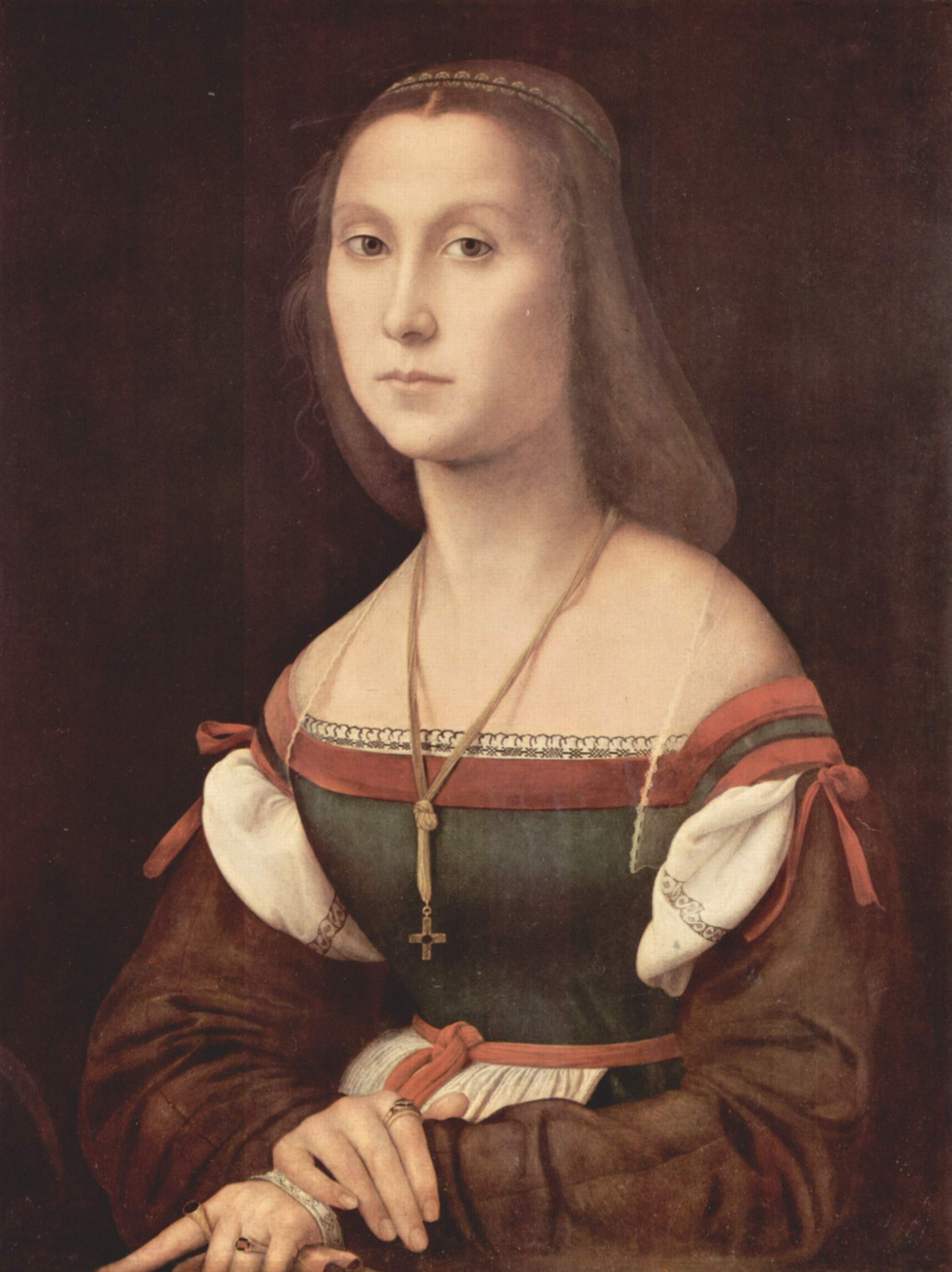
La Muette 1507, Urbino.

- La Vierge, le Christ et saint Jean-Baptiste dit La Belle Jardinière (1507-1508), 122 × 80 cm, musée du Louvre, Paris ;
- La Madone Esterházy (La Vierge et l’Enfant avec le petit saint Jean), v. 1508, musée des beaux-arts de Budapest ;
- Portrait du cardinal Alessandro Farnese, 1509, 139 × 91 cm, huile sur panneau, musée de Capodimonte, Naples ;
- La Madone de Lorette (vers 1509), 120 × 90 cm, musée Condé, Chantilly ;
- La Madone d'Alba (vers 1510), diamètre : 94,5 cm, National Gallery of Art, Washington ;
- Portrait de Tommaso Inghirami, préfet de la Bibliothèque Vaticane, 1510, huile sur bois, 89 × 62 cm, galerie Palatine, palais Pitti, Florence ;
- L'École d'Athènes (1510-1511), fresque d'environ 770 cm de largeur sur 440 cm de haut, palais du Vatican, Rome ;

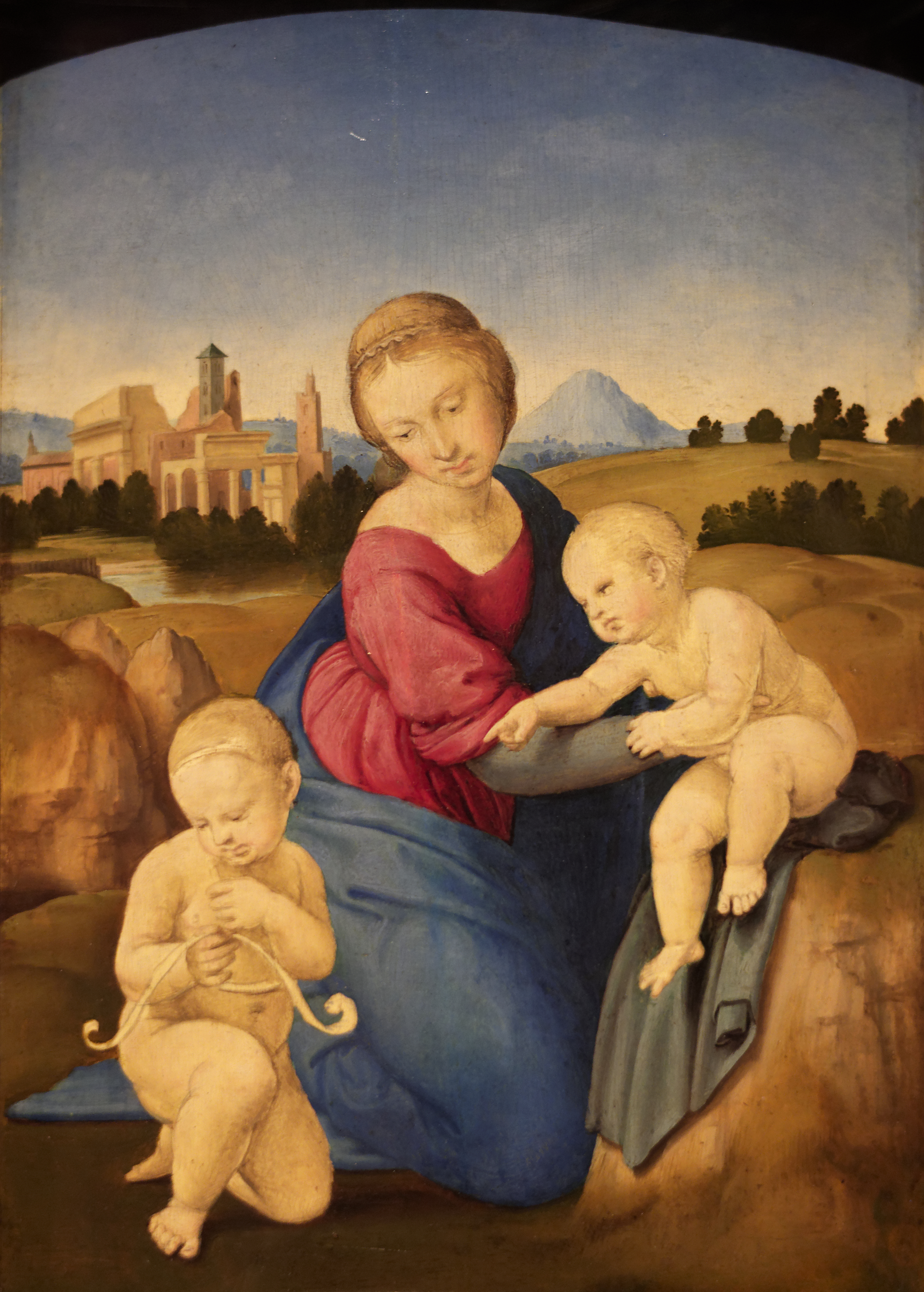
La Madone Esterházy v. 1508, Budapest.
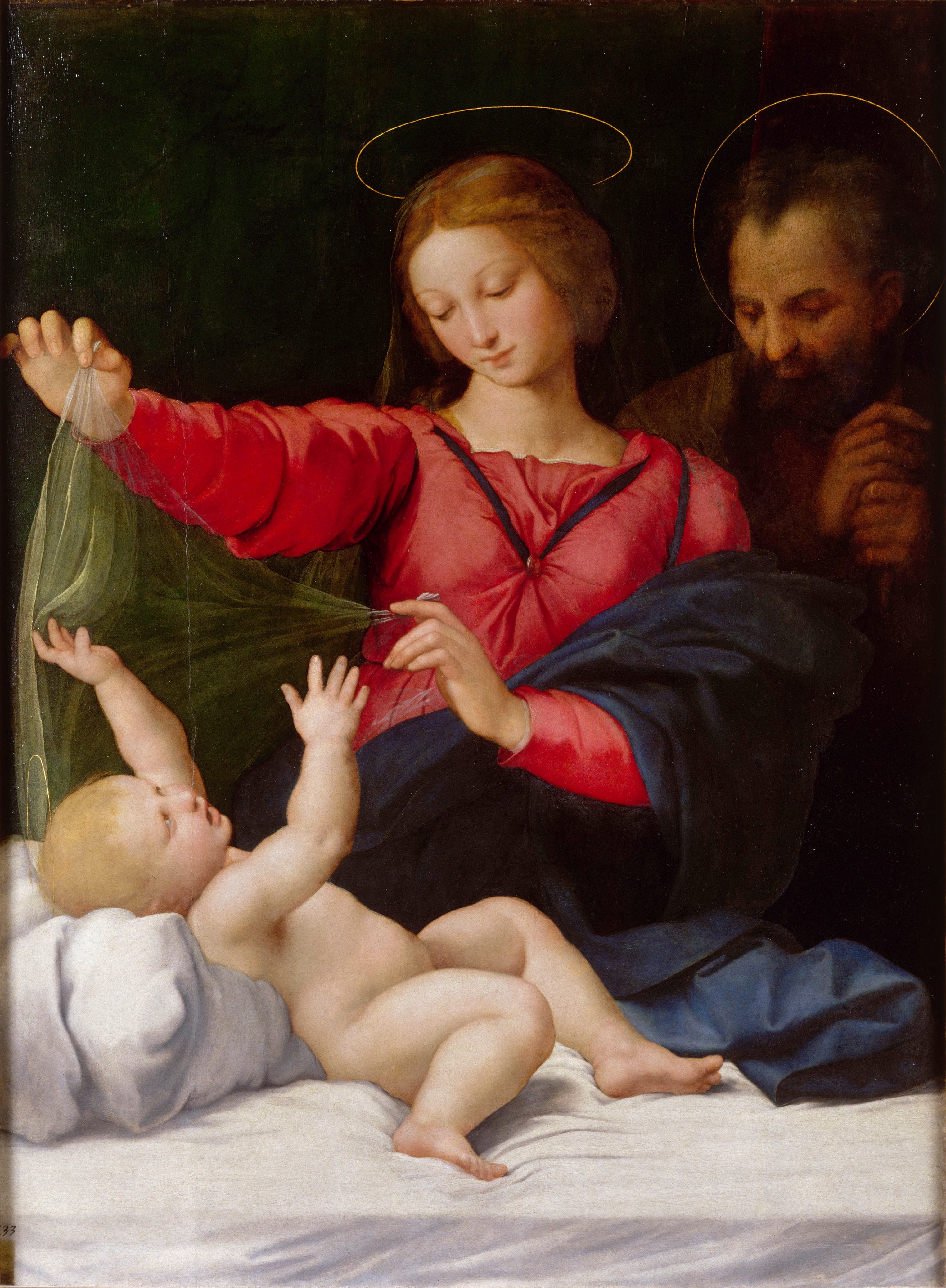
La Madone de Lorette 1509, musée Condé.
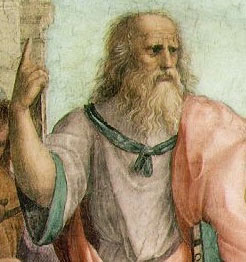
Platon, détail de la fresque L'École d'Athènes, 1509.

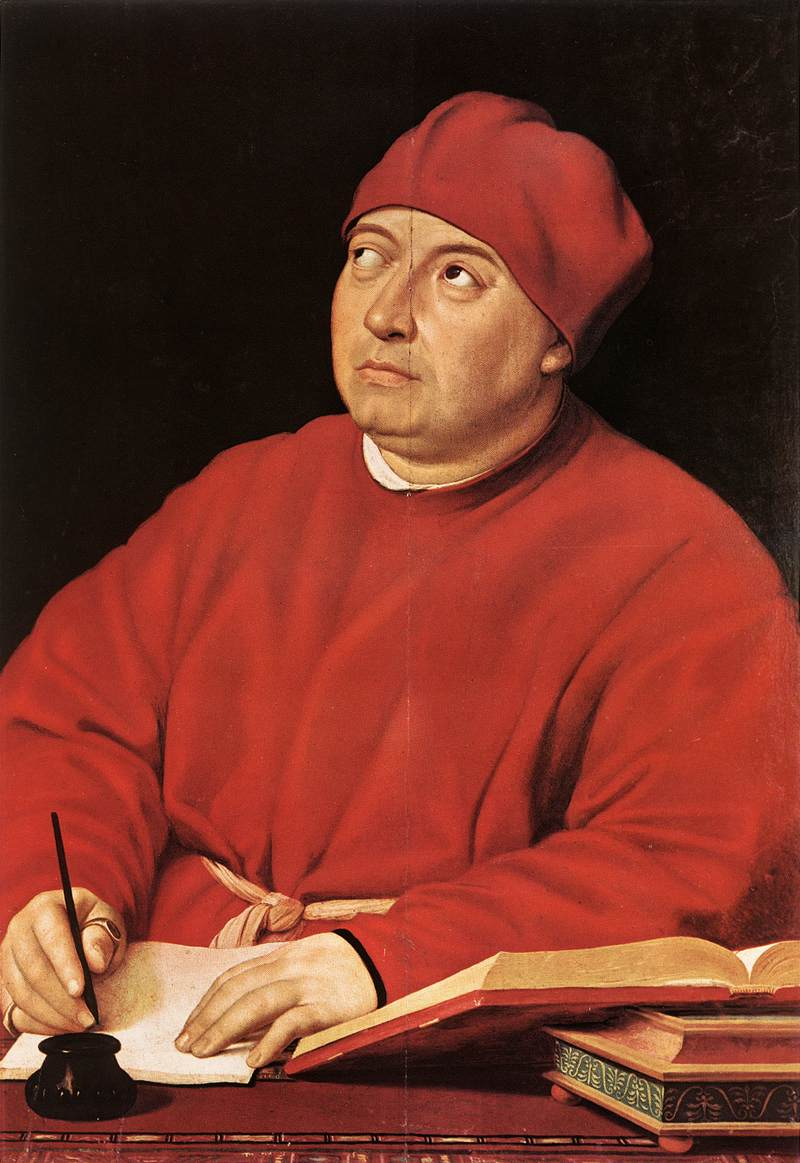
Cardinal Tommaso Inghirami 1510, palais Pitti.
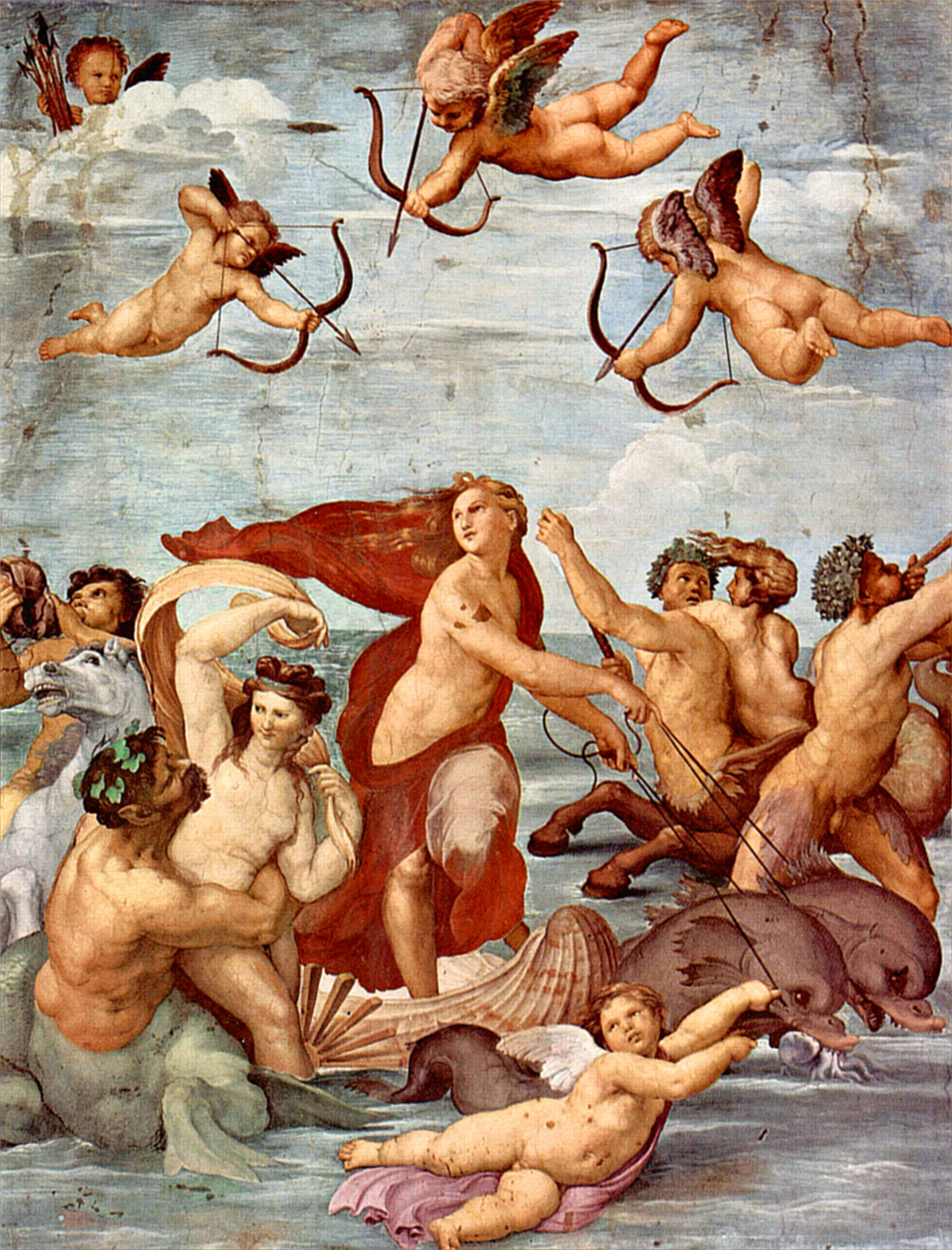
Détail du Triomphe de Galatée Fresque de la villa Farnesina (1511).
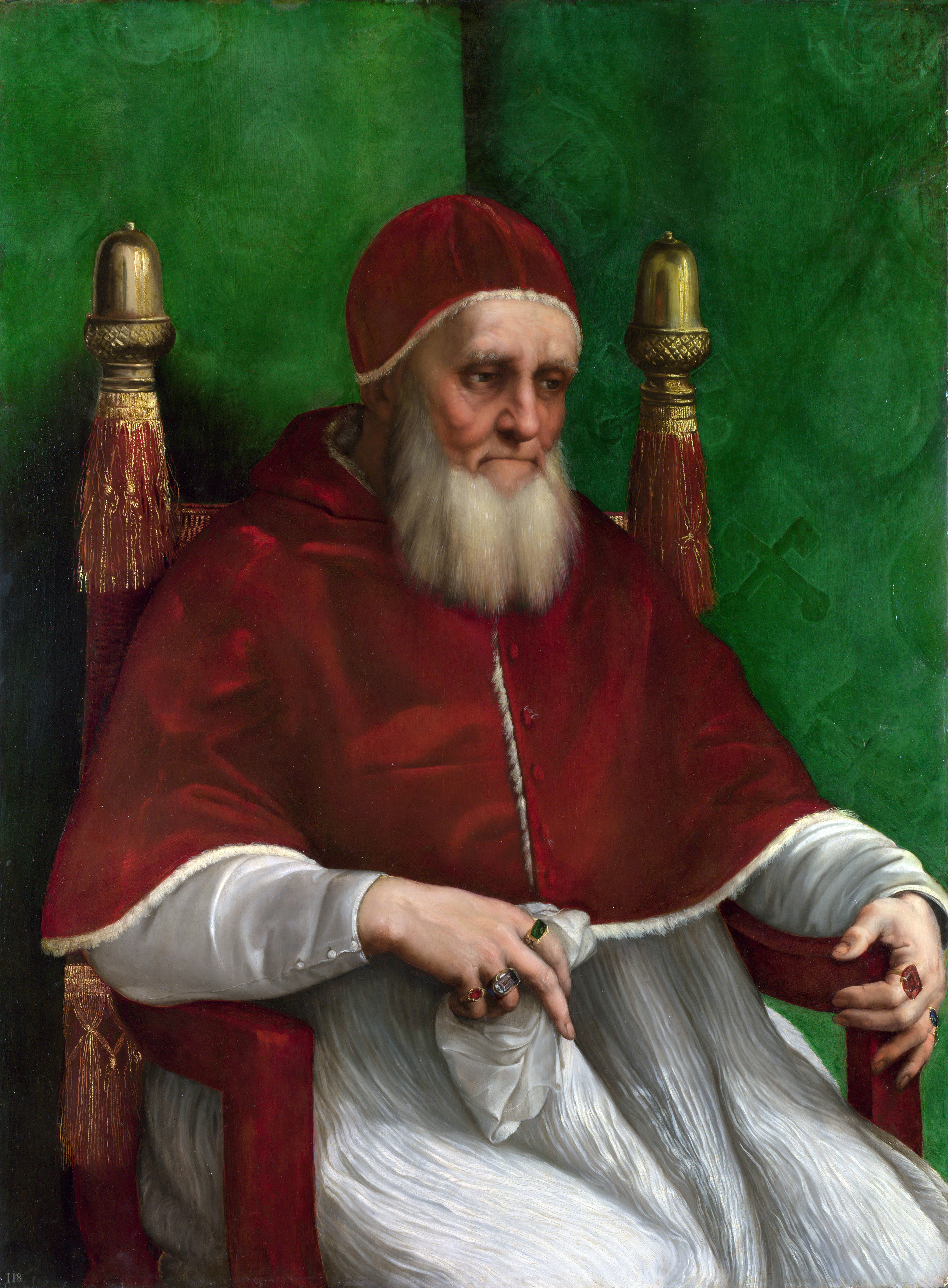
Portrait du pape Jules II, 1511-1512, National Gallery.

- La Donna velata (vers 1512-1516), 85 × 64 cm, galerie Palatine, palais Pitti, Florence. Portrait d'une femme voilée dont le regard et l'attitude font penser à la Joconde[N 3] ;
- La Madone Sixtine (vers 1513), 265 × 196 cm, Gemäldegalerie Alte Meister, Staatliche Kunstsammlungen, Dresde ; Dans la partie inférieure de ce retable, figurent les célèbres angelots rêveurs (putti) ;
- La Vierge à la chaise (1513-1516), tondo de 71 cm, galerie Palatine, palais Pitti, Florence ;
- L'Incendie du Bourg (1514), fresque d'environ 10,60 m de largeur, musées du Vatican, Rome ;
- La Vierge et l'Enfant, dite Madone dell'Impannata[165], huile sur bois, 160 × 127 cm, galerie Palatine, palais Pitti, Florence ;
- Baldassare Castiglione, 1514-1515), toile, 82 × 67 cm, musée du Louvre, Paris ;
- Les Cartons des tapisseries de la chapelle Sixtine, sur la demande de Léon X (1515), Victoria and Albert Museum, Londres ;
- Étude de nus et de tête, 1515, dessin à la sanguine, 41 × 28,1 cm, Albertina, Vienne ;
- La Madone du Grand-Duc, v. 1515, huile sur bois, 84 × 56 cm, galerie Palatine, palais Pitti, Florence ;
- Le Jugement de Pâris, gravé par Marcantonio Raimondi ;
- Bindo Altoviti (vers 1515), 60 × 44 cm, National Gallery of Art, Washington ;
- Le Portement de Croix, v. 1516, huile sur toile, 318 × 229 cm, musée du Prado, Madrid ;
- Saint Jean Baptiste, 1517, huile sur toile, 163 × 147 cm, galerie des Offices, Florence ;
- La Sainte Famille, 1518, huile sur bois transférée sur toile, 207 × 140 cm, musée du Louvre, Paris ;
- La Transfiguration (1518-1520), 405 × 278 cm, musées du Vatican, Rome ; Dernière œuvre de Raphaël, elle fut achevée pratiquement quelques jours avant sa mort ;
- Portrait de jeune femme (vers 1520), 60 × 44 cm, musée des Beaux-Arts, Strasbourg ;
- Autoportrait avec un ami (supposé être Giulio Romano), 1518-1519, bois, 95 × 136 cm, musée du Louvre ;
- La Fornarina, 1518-1519, Huile sur bois, 85 × 60 cm, galerie nationale d'Art ancien, Rome.
- La Vierge, l’Enfant et le petit saint Jean dite La Vierge au chêne, Premier quart du XVIe siècle, huile sur bois, 116 × 85 cm, musée des Beaux-Arts d'Orléans(original: La Madone d'Albe, Washington, National Gallery of Art, inv.1937.1.24, 98 cm)[166].
- Psyché admise dans l’Olympe/Les Noces de Psyché, avant 1693 ?, huiles sur toile, 62 × 158 cm chacun, musée des Beaux-Arts d'Orléans(original: Rome, villa Farnesina)[167].
- La Sainte Famille avec sainte Élisabeth, le petit saint Jean et deux anges dite La Grande Sainte Famille de François Ier, XVIIe siècle ?, Huile sur toile, 212 × 142 cm, musée des Beaux-Arts d'Orléans(original: Paris, musée du Louvre, inv. 604, 207 × 140 cm)[168].
- Saint Pierre guérissant un infirme (Acte des Apôtres), XVIIe siècle ?, huile sur toile, 158 × 73 cm, musée des Beaux-Arts d'Orléans (original : Royal Collection of His Majesty King Charles III, inv. RCIN 912946, 342 × 536 cm, en dépôt à Londres, Victoria & Albert Museum (copie partielle en sens inversé du carton de tapisserie)[169].
- Sainte Marguerite, XVIIe siècle ? XVIIIe siècle ?, huile sur toile, 119 × 76 cm, musée des Beaux-Arts d'Orléans(original : Paris, musée du Louvre, inv.607, 184 × 117 cm)[170].
- Le Mariage de la Vierge, Flandres, XVIIe siècle, huiles sur bois, 71 × 90 cm, musée des Beaux-Arts d'Orléans(original (figures centrales): perdu, probablement de Raffaello(prédelle de la Pala Monteluce?), connu par l'estampe de Giulio Sanuto (act.1540-1580)[171].
- La Vierge à l’Enfant apparaissant aux saint Jean Baptiste, François et Jérôme ainsi qu’à SIgismondo de’ Contidite La Vierge de Foligno, Deuxième quart du XIXe siècle, huile sur toile, 308 × 199 cm, musée des Beaux-Arts d'Orléans (original : Cité du Vatican, Pinacoteca vaticana, inv.40329, 308 × 199 cm)[172].
- La Vierge à l’Enfant avec le petit saint Jean dite La Belle Jardinière, Début du XIXe siècle ?, huile sur toile, 118 × 85 cm, musée des Beaux-Arts d'Orléans (original : Paris, musée du Louvre, inv.602,122 × 80 cm)[173].

La Velata 1512-1516, palais Pitti.
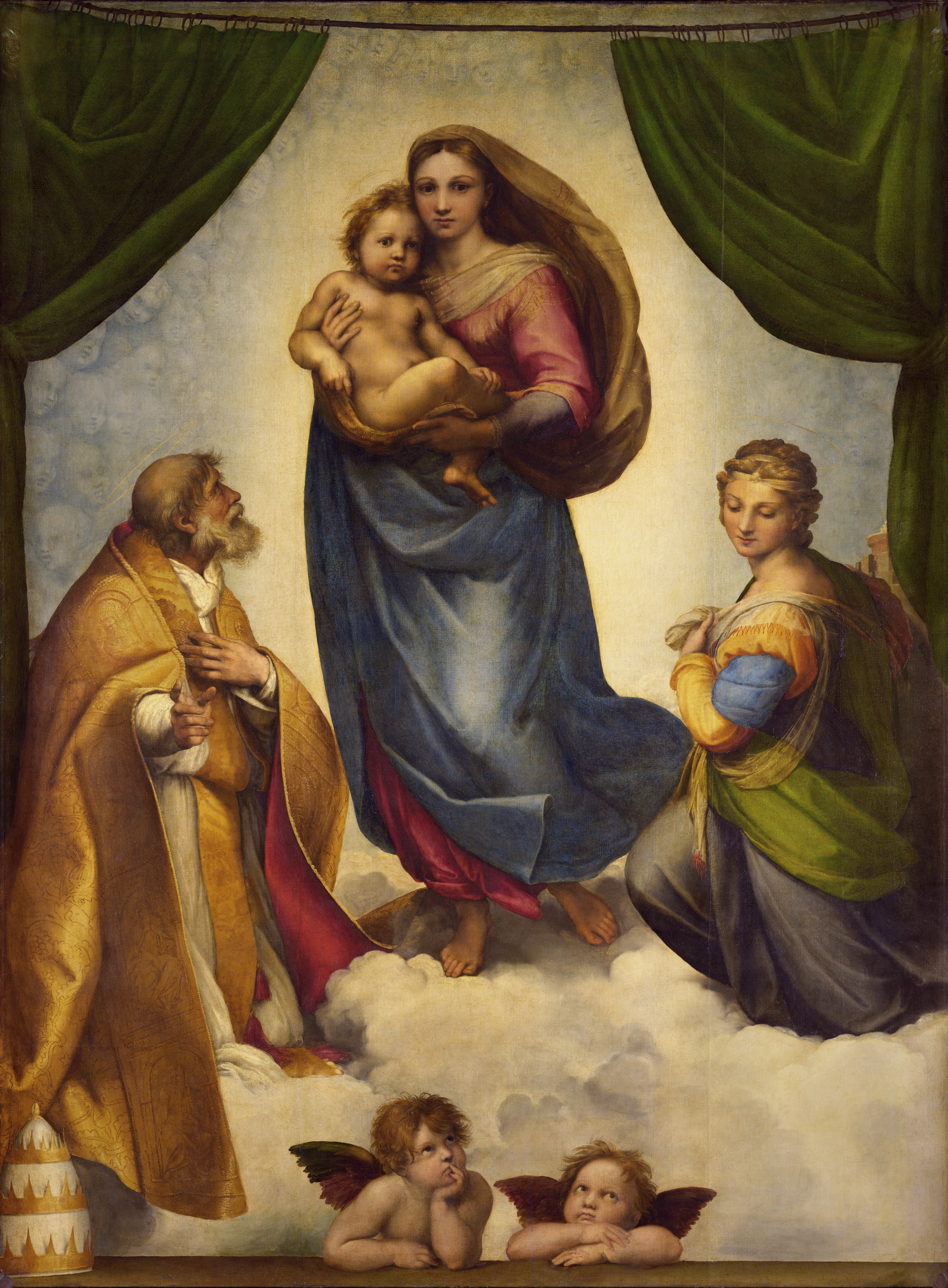
La Madone Sixtine, v. 1512 Gemäldegalerie Alte Meister, Dresde.
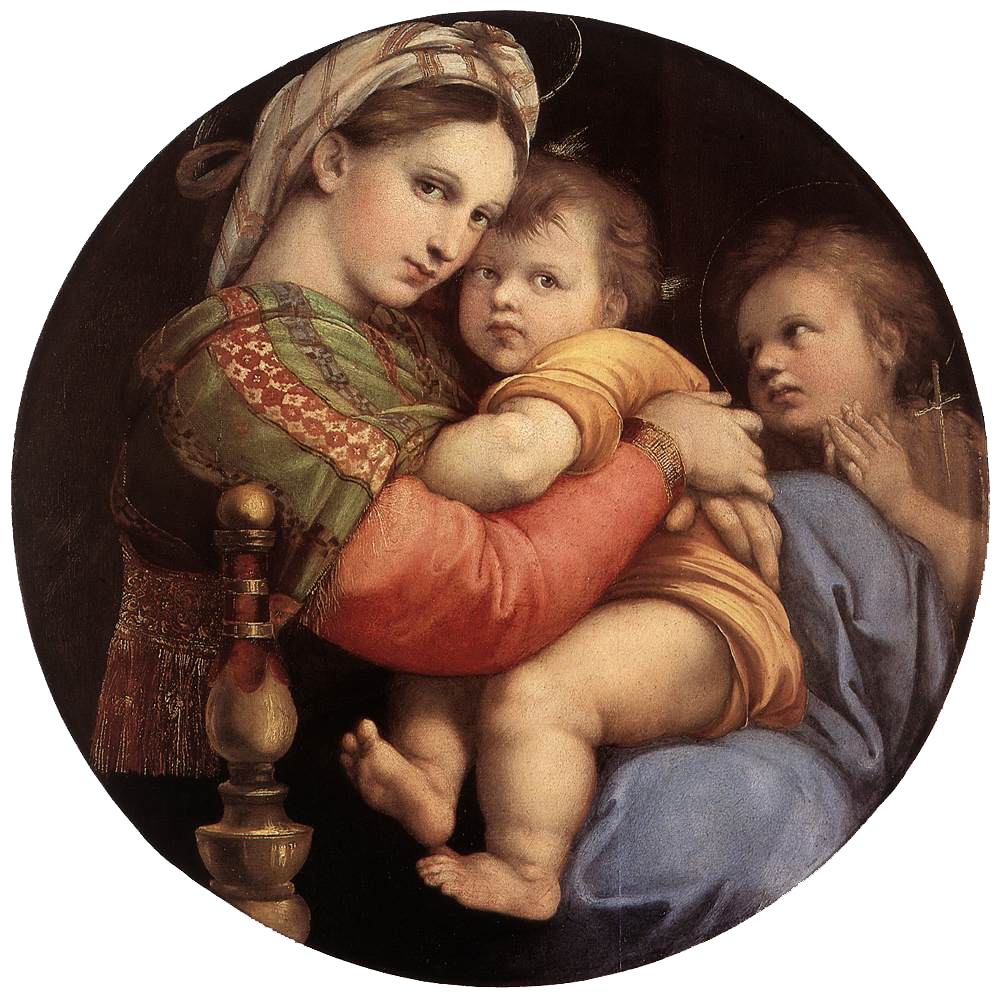
Vierge à la Chaise 1513, palais Pitti.
Portrait de Baldassare Castiglione 1514-1515, musée du Louvre.

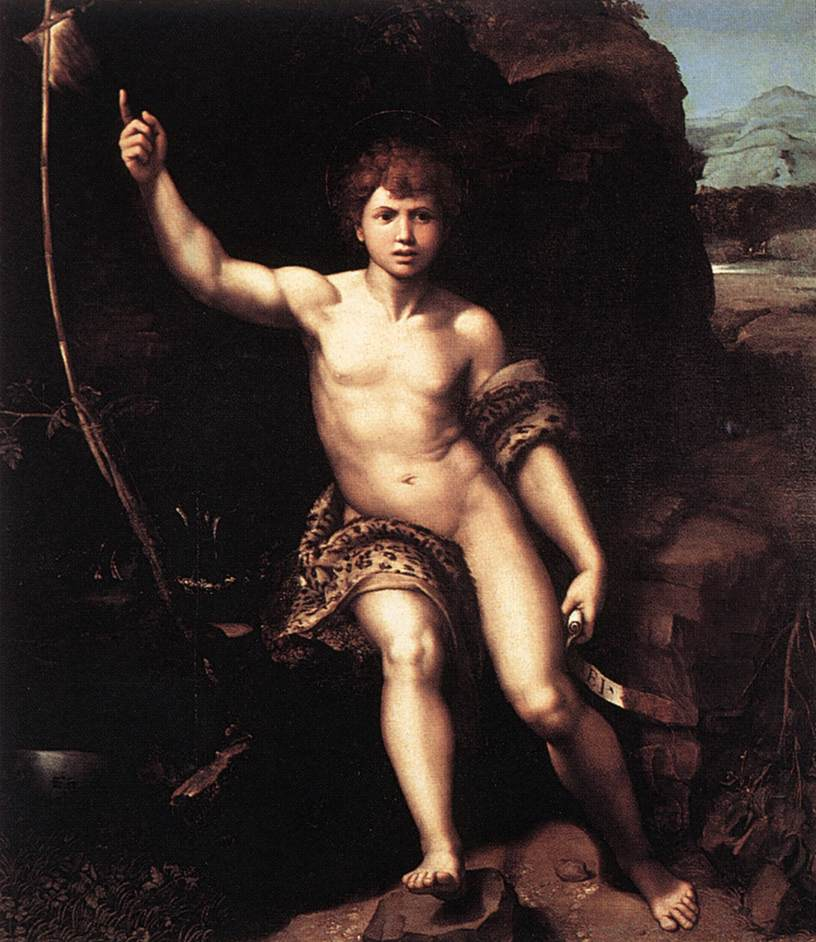
Saint Jean Baptiste 1518, galerie des Offices.
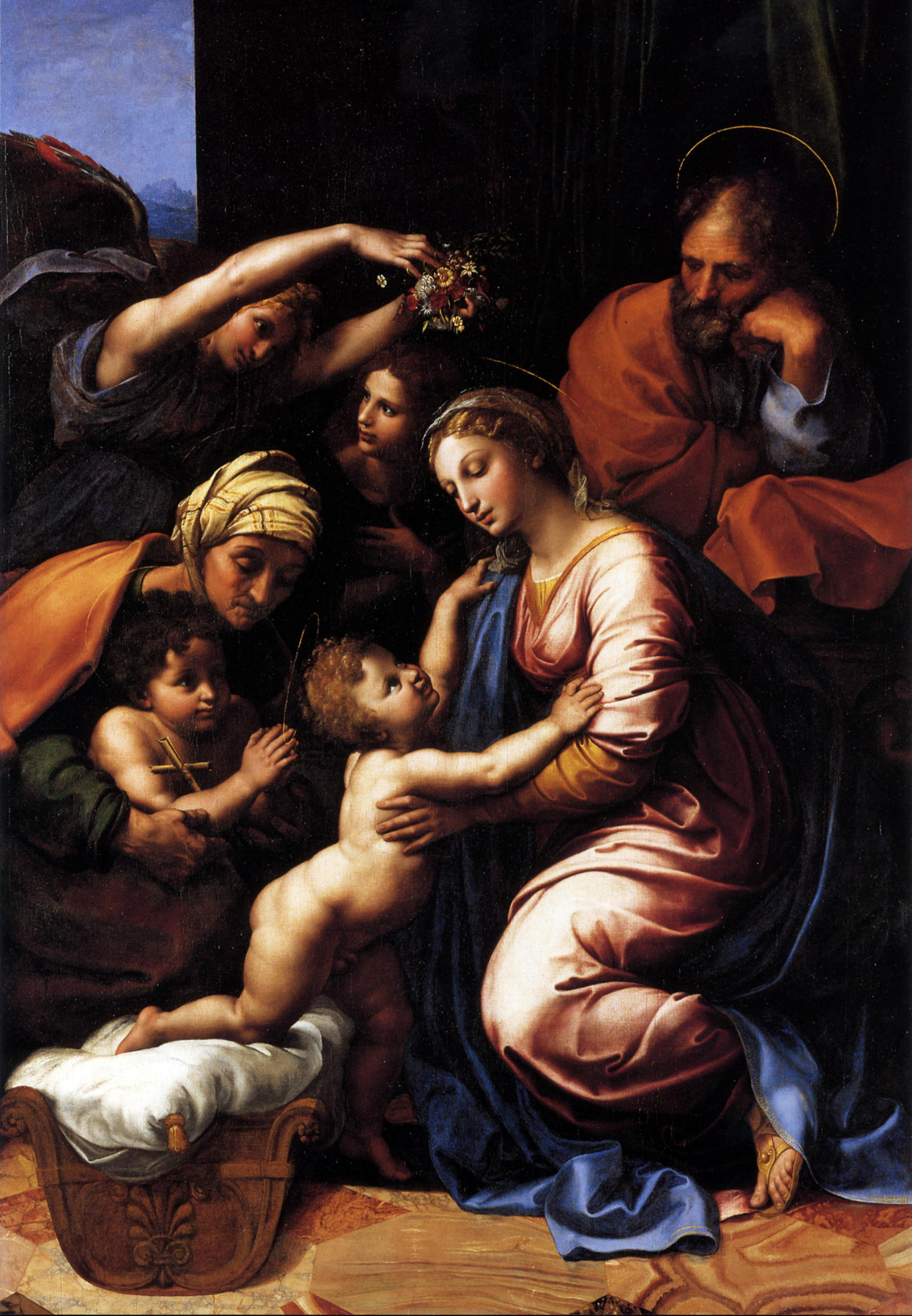
La Sainte Famille 1518, musée du Louvre.
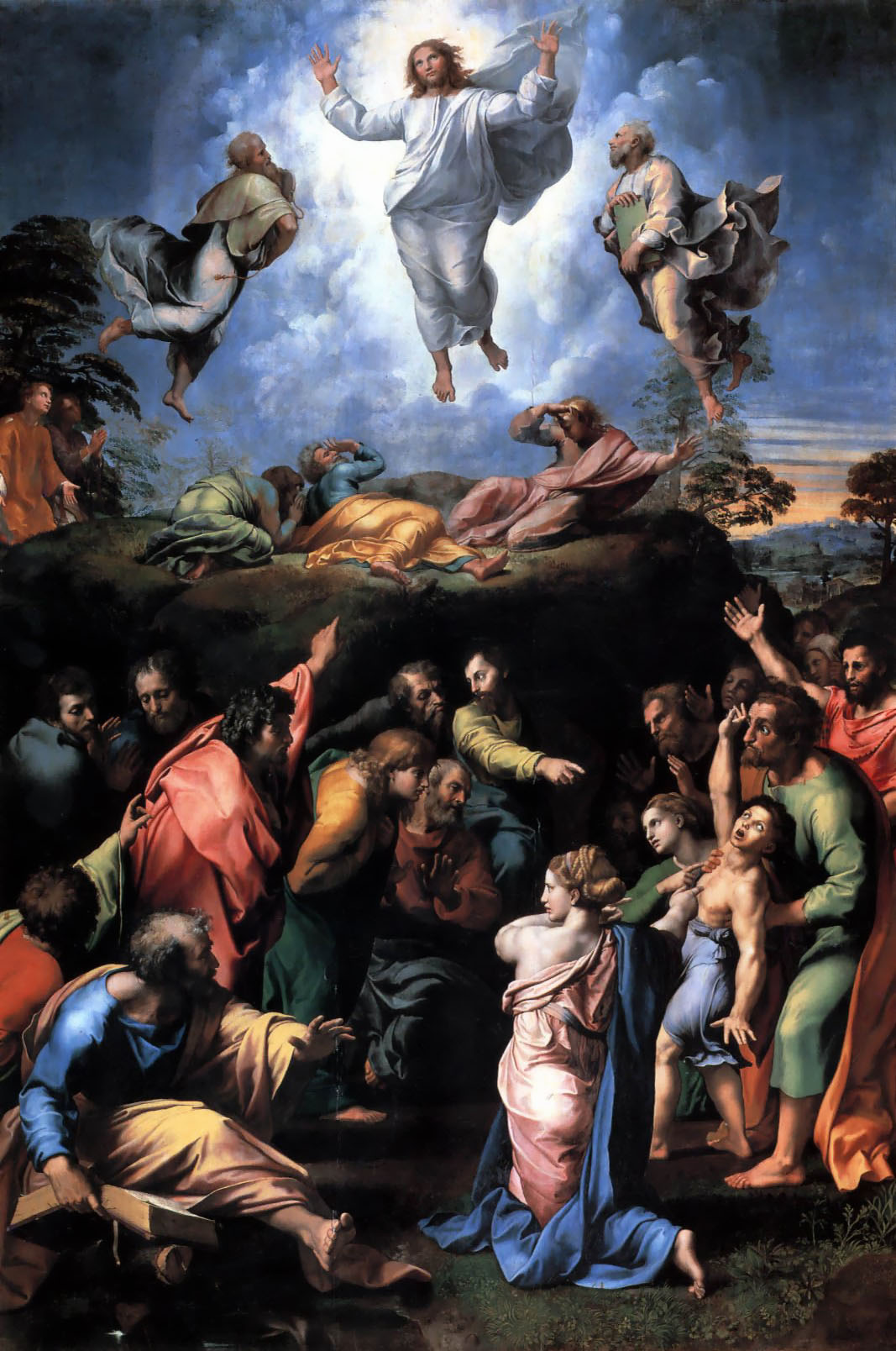
La Transfiguration, 1518-1520 musées du Vatican.

## Documentaire
En 2021, un documentaire-fiction, intitulé Raphaël, le prodige de la Renaissance, lui est consacré dans le cadre de l'émission Secrets d'Histoire, présentée par Stéphane Bern. L’émission retrace les grandes étapes de sa vie, de sa jeunesse dorée à Urbino à son apothéose romaine, en passant par les palais de Toscane jusqu’au Panthéon à Rome, où il est enterré.

## Honneurs
- L'astéroïde 9957 Raffaellosanti est dédié à Raffaello Sanzio.
- De 1997 jusqu'à l'adoption de l'euro, Raphaël est représenté sur le billet de 500 000 lires italiennes. Depuis l'avènement de l'euro, le revers de la pièce de 2 euros montre un portrait de Dante Alighieri par Raphaël.
- L'aéroport d'Ancône-Falconara Marche a été nommé d'après Raffaello Sanzio.
- L'avion long-courrier Alitalia « Airbus A330-202 » , immatriculé EI-EJG, et un navire à moteur en service de 1965 à 1975 pour des liaisons principalement entre Naples et New York, lui ont été dédiés.

## Expositions
- The Credit Suisse Exhibition: Raphael, à la National Gallery, Londres, (avril à juillet 2022) ;
- Raphaël, les dernières années, au musée du Louvre, Paris (octobre 2012 - janvier 2013) ;
- Raphaël, au J. Paul Getty Museum, Los Angeles (octobre 2000 - janvier 2001) ;
- Raphaël, grâce et beauté, au musée du Luxembourg, Paris, (2002) ;
- Raphaël et son temps, Lille, (été 2003) ;
- Une centaine d'œuvres exposées à la National Gallery de Londres, (2004).
- La grande exposition de Raphaël à Rome (5 mars au 31 août 2020) aux écuries du Quirinal, est la plus grande exposition jamais réalisée en l’honneur du grand Maître de la Renaissance et du cinq centième anniversaire de sa mort. L'exposition comprenait des dessins (comme celui préparatoire à l’Extase de Sainte Cecile), des tapisseries (y compris le Sacrifice de Lystre avec son carton préparatoire) et des peintures de Raphaël (y compris l’Autoportrait des Offices, la Fornarina, la donna velata, la Madonna d'Alba et les portraits de Jules II et Léon X).